# Disputa de la Patagonia Oriental, Tierra del Fuego y el estrecho de Magallanes

Mapa de la disputa de la Patagonia Oriental, Tierra del Fuego y el estrecho de Magallanes entre Argentina y Chile (1842-1881).

La disputa de la Patagonia Oriental, Tierra del Fuego y el estrecho de Magallanes o cuestión de la Patagonia fue la controversia limítrofe entre Argentina y Chile durante el siglo XIX por la posesión de los territorios más australes de Sudamérica con base en desacuerdos sobre los límites correspondientes al uti possidetis iuris de 1810 heredados del Imperio español.
El extenso territorio corresponde a aproximadamente a un millón doscientos mil km², que representan un 45 % de la actual superficie de Argentina, todo el centro y sur de dicho país, y que, según la historiografía chilena, habrían implicado para Chile una pérdida de dos tercios de su territorio nominal de iure.
Ambos países comenzaron a ocupar efectivamente diferentes partes de la tierra en disputa, Chile el estrecho de Magallanes y su territorio cercano en el río Santa Cruz como también el valle del Neuquén, y Argentina la tierra pampeana así como Chubut, asentada con inmigrantes galeses. Ambos países también comenzaron a tener discusiones sobre la titularidad jurídica de cada país sobre las tierras heredadas del Imperio español, lo que motivó la firma del tratado de 1856 entre ambos países que afirmaba que ambos países se comprometían a aplicar el uti possidetis juris en la frontera, algo en lo que ambos discrepaban sobre cuales eran los territorios heredados por ambas naciones. 
En la década de 1870 se intensificó la disputa en la parte sur de la Patagonia, donde se produjeron asentamientos de ambos países entre sí. La disputa finalizó con el tratado de 1881 entre ambos países, el cual repartió el territorio. En el momento de la firma, Chile luchaba contra Perú y Bolivia en la guerra del Pacífico (1879-1885); Argentina también inició la conquista del Desierto en 1878, intensificándola cuando Chile estaba en la guerra, ocupando varias partes de la Patagonia.

## Antecedentes

### De ocupación por parte del Imperio Español

#### Estrecho de Magallanes y territorios circundantes
Durante el siglo XVI exploradores y conquistadores españoles intentan fundar asentamientos en el estrecho de Magallanes, Pedro de Valdivia propuso la ampliación de la gobernación de Chile hasta el estrecho, lo que fue concedido, y anteriormente a esto, seguía sus expediciones en dirección sur para poder fundar un asentamiento en el lugar, algo que no concretó al encontrarse con los araucanos.
Además, otros españoles durante ese siglo fundan asentamientos en Primera Angostura, Ciudad Nombre de Jesús y Ciudad del Rey Don Felipe, posteriormente conocida como el puerto del Hambre debido a la muerte de sus habitantes por escases de comida, al haber plantado semillas en las estaciones opuestas (al desconocer aquello del hemisferio sur).
Durante el siglo XVIII desde la Capitanía General de Chile se buscó implementar una política de integración territorial austral para conectar Santiago al estrecho de Magallanes. Existió concordancia en el proyecto del «camino al Estrecho» y la política de fundación de villas en el sur, además de la construcción de caminos para la vertebración del reino (Santiago-Concepción, Concepción-Valdivia, Castro-Ancud, Castro-Nahuelhuapi, Chiloé-Valdivia).

#### Expedición de Juan Ladrillero
El Virrey del Perú don Andrés Hurtado de Mendoza, conocedor de la capacidad y pericia marinera de  Juan Ladrillero, y aunque este ya era de edad avanzada, lo escogió para que acompañara a su hijo García Hurtado de Mendoza que partiría al Reino de Chile como gobernador, y que llevaba como una de sus tareas reconocer la boca occidental del estrecho de Magallanes, lo que había sido ordenado por una Real Cédula. La escuadrilla compuesta de tres naves y un galeón zarpó de El Callao el 2 de febrero de 1557, arribó a Coquimbo y siguió su navegación hacia el sur en demanda de la isla Quiriquina y luego se dirigió a Valdivia para alistar las naves con las que efectuaría el reconocimiento del Estrecho. Se alistaron dos naves de 50 toneles cada una y tripuladas por 60 hombres. La nave San Luis era comandada por el propio Juan Ladrillero y la otra, la San Sebastián, fue puesta bajo el mando de Francisco Cortés Ojea. Salió de la ciudad de Valdivia, el miércoles 17 de noviembre de 1557, yendo de capitán Juan Ladrillero y ayudado por el capitán Francisco Cortés Ojea.
Armó dos naves de 450 toneles cada una y tripuladas por 60 hombres. Ladrillero tomó el mando de la San Luis llevando como piloto a Hernán Gallego y Cortés Ojea el mando de la San Sebastián con Pedro Gallego como piloto. Zarparon de Valdivia el 17 de noviembre de 1557 recalando al golfo de Penas al que le puso ensenada del Alcachofado, ingresaron a los canales patagónicos por el canal Fallos, a la salida del cual los buques se separaron no volviendo a encontrarse.
Cortés Ojea navegó durante dos meses los canales existentes entre la isla Wellington y el estrecho de Magallanes, en el golfo Trinidad desarmó la San Sebastián y con sus restos construyó un pequeño bergantín al que bautizó como San Salvador regresando al norte y fondeando en Valdivia el 1 de octubre de 1558.
Ladrillero ingresó a los canales por el canal Oeste , recorrió la isla Duque de York regresó al norte recorriendo el canal Wide, el paso del Indio y la angostura Inglesa y llegado al golfo de Penas volvió nuevamente al sur vía océano Pacífico.
Reconoció la costa sur del canal Concepción y entró a los canales por el estrecho Nelson y descubrió la región de Última Esperanza, navegó el canal Kirke y exploró el seno Obstrucción creyendo inicialmente que había llegado al estrecho de Magallanes.

#### Provincia de Nahuelhuapi y exploraciones en el interior de la Patagonia Oriental

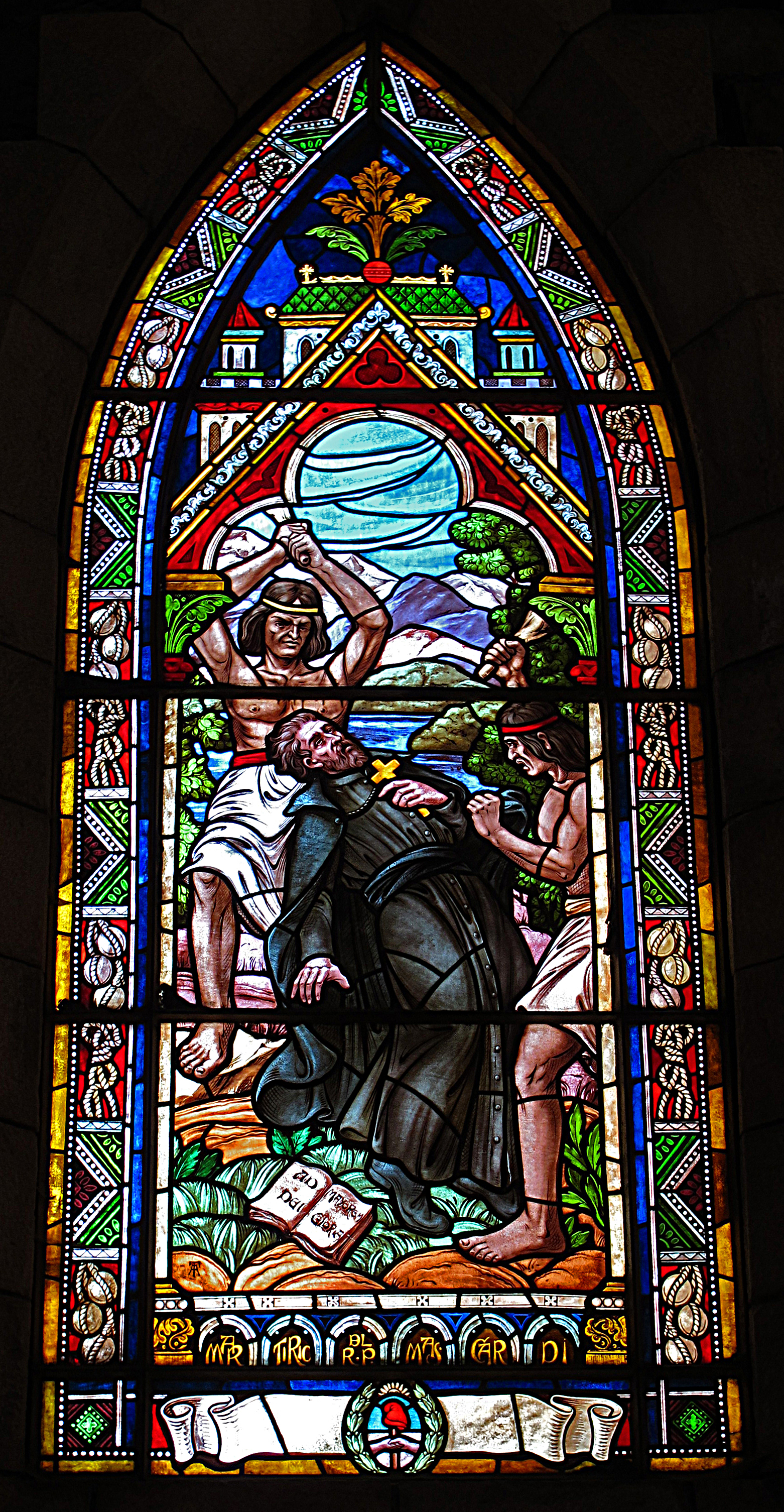
Gran vitral policromado representando el martirio del padre Nicolás Mascardi en la catedral de Nuestra Señora del Nahuel Huapi.

Durante el período hispánico hubo numerosas expediciones a las tierras Magallánicas como parte de la jurisdicción del Reyno de Chile, atravesando las cordilleras de Valdivia y Chiloé buscando el sometimiento y evangelización de los indígenas puelches, poyas y tehuelches de la Patagonia Oriental y la búsqueda la mítica Ciudad de los Césares. Gracias a los misioneros Nicolás Mascardi, Van der Meeren (Laguna), Zúñiga, Guglielmo y Elguea se descubrió el lago de Todos los Santos, el paso Vuriloche y el lago Nahuelhuapi, donde hubo un templo católico. El padre Mascardi durante cuatro años misionó entre los indígenas de la zona, que no eran solamente poyas, sino también pehuenches y puelches. En esa época, no se había iniciado aún el proceso de araucanización de estos pueblos.
Durante esos años emprendió tres exploraciones hacia el sur y el este, en busca de la Ciudad de los Césares. No hay demasiados datos sobre las regiones que habría visitado. Los autores más optimistas lo dan por llegado hasta el río Santa Cruz o hasta el puerto San Julián, pasando por el lago Musters. Otros autores, más moderados, suponen que habría explorado solamente ciertos lugares del noroeste de la actual provincia del Chubut. En todas estas exploraciones contó con guías nativos. Pero, una vez que intentó regresar brevemente al Chile Antiguo, los guías se negaron a conducirlo hasta ese destino, para no verse privados de su presencia.
La última de sus exploraciones la realizó en 1673, hasta las cercanías de un lago que no ha podido ser precisado. En ese lugar, tal vez en el mes de septiembre, fue atacado por una parcialidad tehuelche rival de los poyas, y muerto a golpes de boleadora y flechas. Los guías que lo acompañaban alcanzaron a enterrarlo y huyeron; para regresar dos años más tarde, guiando a exploradores españoles que rescataron su cadáver y algunos ornamentos religiosos.
La Capitanía General de Chile continuó enviando expediciones a la zona, incluso después de la muerte de Mascardi en la zona del río Deseado. En el aspecto jurídico, la zona circundante a Nahuelhuapi fue considerada como parte del Reyno de Chile y se consideraba como parte del tramo del futuro camino hacia el estrecho de Magallanes.
El misionero franciscano Fray Francisco Menéndez, en 1783 explora la cordillera de la provincia de Chiloé, y a partir de 1791 realizó viajes de a la provincia del Nahuelhuapi, continuando con las misiones iniciadas por los jesuitas en el siglo anterior.
Además desde el Reyno de Chile se contempló la realización del camino Castro-Nahuelhuapi.
El Rey, por Real Cédula del 30 de diciembre de 1744, se dirige al Gobernador del Río de la Plata, Domingo Ortiz de Rozas, ordenándole que haga entrada en la tierra de los patagones para catequizar a los indios patagones, pampas, serranos y demás que habitan desde el Cabo San Antonio hasta el Estrecho de Magallanes, se funde una reducción o pueblo de indios a tres leguas del mar, elegir puerto para establecimiento futuro, se haga un reconocimiento de las costas patagónicas, enviar familias a las que se les reparta tierras y subsidios y se establezca un presidio de españoles para defensa de las nuevas poblaciones en el puerto que parezca más conveniente, que será el mejor y más cercano al Estrecho de Magallanes. La Real Cédula dice así:

El Rey. Don Domingo Ortiz de Rozas, Mariscal de campo de mis Reales Ejércitos, Gobernador y Capitán General de mi ciudad y Provincia de Buenos Aires, y Río de la Plata. Ya sabréis por documentos de vuestra gobernación, el anhelo con que los gloriosos Reyes mis Predecesores, han deseado que los indios Patagones, los Pampas y Serranos y demás que habitan el terreno de ese Cabo de San Antonio hasta la entrada del Estrecho de Magallanes sean ilustrados con la luz del Santo Evangelio, y que en cédula del año mil seiscientos ochenta y cuatro se mandó a este fin que a los misioneros jesuitas se les diese la escolta necesaria para hacer entrada a los indios Patagones que habitan aquellas costas y están más cercanos al Estrecho de Magallanes. Que con motivo de aprobar a vuestro antecesor las providencias dadas para fomento [...] he determinado que con misión separada se haga entrada en la tierra de los Patagones lo más cercano que sea posible al Estrecho de Magallanes, para que caminando ambas Misiones desde opuestos puertos a juntarse en ese mismo centro, pueda más fácilmente lograrse la iluminación de aquellos infelices indios, y habiendo hecho tratar el punto con el P. Juan Joseph Rico de la misma Compañía de Jesús, Procurador General de esa provincia, va encargado de que pasarán dos o tres misioneros de la misma Compañía en embarcaciones que se considere oportuna para aquellas costas, que reconociéndolas todas muy bien en el paraje que se hallase oportuno y más próximo que sea posible al Estrecho de Magallanes entrarán los misioneros con la escolta necesaria a hablar a los indios, [...] y que en el intermedio procurarán hacer una reducción o pueblo de los mismos indios a distancia de dos o tres leguas del mar, y puerto que se eligiere para establecimiento sucesivo. Y siendo esta empresa del mayor servicio de Dios y mío, [...] he concedido a don Francisco García Huydobro que que pueda llevar un Patache de cabida de 80 toneladas poco más o menos, al cargo de don Joseph de Villanueva de Pico, con las circunstancias que se expresarán en sus órdenes [...] y proveída la misma embarcación, e irla mandando don Joseph de Villanueva, y llevar en ella los Padres jesuitas, y soldados de escolta que se le destinasen, reconocer toda la costa desde el Cabo de San Antonio hasta la misma boca del Estrecho de Magallanes, y todos los puertos, ensenadas y caletas que haya en toda ella, y traer de todo puntual relación, y poner a los Padres en tierra y los soldados de su escolta [...]. Como mi Real ánimo es que para resguardo de las nuevas poblaciones, que espero de la piedad Divina, se formen en aquellas naciones, se ponga un presidio de Españoles en el Puerto que parezca mas conveniente, que será el mejor y más cercano al Estrecho de Magallanes, sin embargo que en virtud de las noticias que reciba, aplicaré desde aquí todas las providencias convenientes, será muy de mi Real agrado que entre tanto apliquéis desde ahí algunas según os lo permita esa situación, como poner en él alguna tropa con la posible defensa, algunas familias a quien se les repartan tierras, subsidios y ventajas para que puedan formar un pueblo que de gentes pobres que no tengan ahí otro tanto, acaso las podréis conseguir, y se irán voluntarias a establecer donde se les dé medios para mantenerse. Y de todo cuanto más pueda conducir para este establecimiento, y sea sólido y permanente, y me daréis cuenta muy por menor, adelantando para su logro todo cuanto sea posible y conveniente, que así es mi voluntad. Dada en Buen Retiro a treinta de diciembre de mil setecientos y cuarenta y cuatro. YO, EL REY. Refrendado: Zenón de Sornodevilla.

Estas medidas no eran accidentales y transitorias, sino permanentes, como crear pueblos de indios, un presidio de españoles y se manden algunas familias a las cuales se repartan tierras y subsidios. El Gobernador del Río de la Plata, debía auxiliarlos y enviar embarcaciones que periódicamente les llevasen lo necesario para su subsistencia. Eran actos de soberanía y jurisdicción, que el Rey encargaba al gobernador de dicho territorio.
Antonio Bermejo comentó respecto a las jurisdicciones eclesiásticas que "no coincidía muchas veces con las demarcaciones políticas en la organización administrativa de las antiguas colonias españolas […] Por consiguiente, el hecho de haber fundado una misión religiosa en tal o cual punto, en nada, afecta la soberanía que sobre él mismo podía haber ejercido otra autoridad".

#### Costa atlántica de la Patagonia

Establecimientos españoles en la Patagonia atlántica.

En 1768 el capitán general Ambrosio O'Higgins, elevó una carta dirigida al Consejo de Indias solicitando con urgencia que se le autorizase el poder fundar asentamientos en la costa patagónica atlántica para poder tomar posesión de la zona y evitar que naciones extranjeras como Gran Bretaña se adelantasen, textualmente "atendiendo a la defensa interior del Reino".
El año siguiente la carta fue presentada en una reunión extraordinaria del Consejo de Indias en Madrid en la que el fiscal general expresó: 

Don Ambrosio O'Higgins remite una presentación, su fecha en Santiago de Chile a 7 de julio de 1769, acompañada de unos apuntamientos sobre el estado actual de aquel Reino, misiones y poblaciones de la frontera, con reflexiones sobre la posibilidad y precisión de extenderlas tanto por la Costa Oriental y Occidental del Cabo de Hornos y Tierras Magallánicas, como también por las Pampas de Buenos Aires
Consejo de Indias, 1769

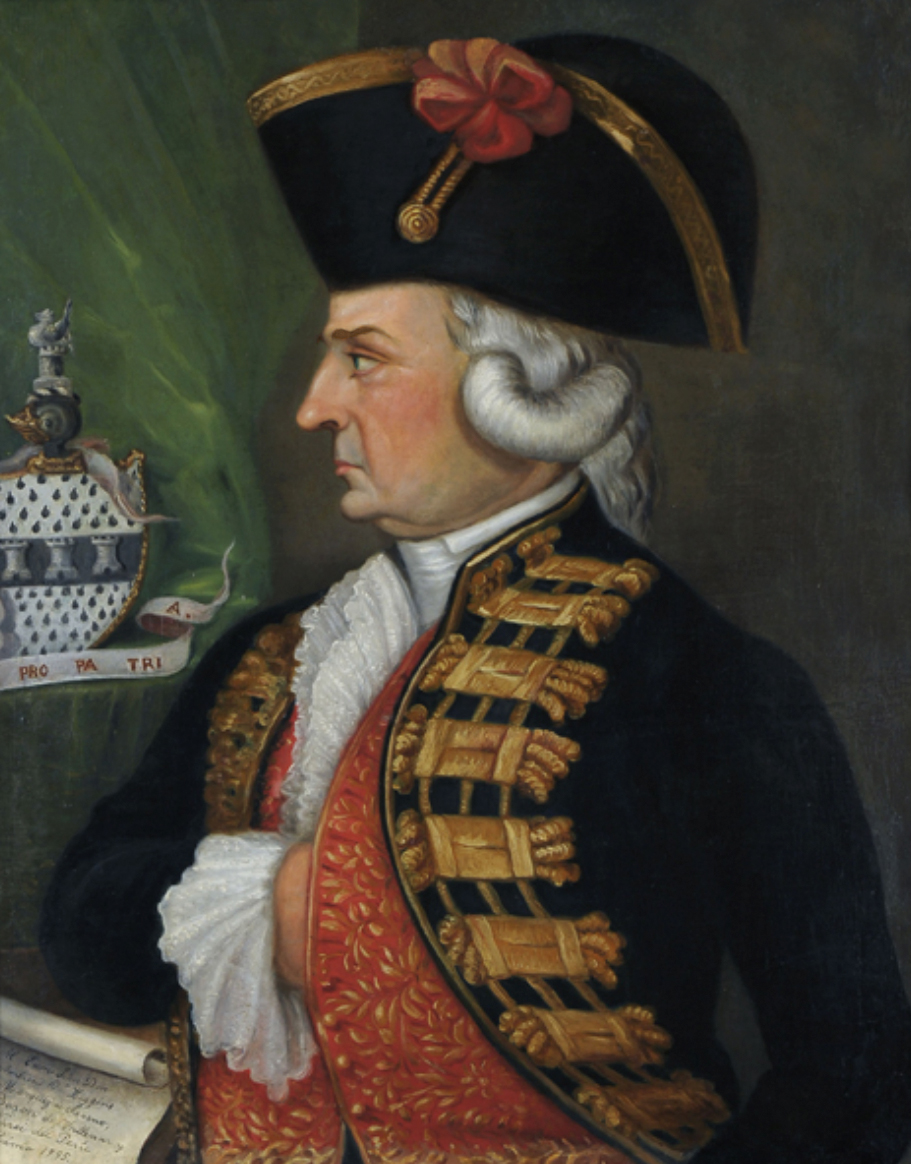
El rey acata las recomendaciones del Gobernador del Reino de Chile y posterior Virrey del Perú, Ambrosio O'Higgins de poblar la Patagonia Oriental ante la amenaza de otras naciones europeas de aprovechar la ausencia del Imperio español en la zona.

Las recomendaciones de Ambrosio O'Higgins sobre la fundación de establecimientos en la Patagonia atlántica fueron escuchadas y puestas en práctica por el rey Carlos III de España quien encargó a los virreyes de Buenos Aires, a partir de 1778, la fundación de estos en dichas costas, disponiendo que los mismos, según la historiografía chilena, dependieran accidentalmente del virreinato por temas de proximidad, sin que esto alterara la jurisdicción política del litoral patagónico atlántico explicitándolo como parte del reino de Chile en las Instrucciones del 8 de junio de 1778.
En las instrucciones para establecer fuertes y poblaciones en la costa que corre desde el Río de la Plata hasta el Estrecho de Magallanes, que llevan por título Apuntes y advertencias para las instrucciones que se deben formar en Buenos Aires por el Virrey de aquellas provincias con acuerdo del Intendente de Ejército y Real Hacienda de ellas, a los sujetos destinados por Su Majestad para establecer poblaciones y fuertes provisionales en la Bahía Sin fondo, la de San Julián, u otros parajes de la costa oriental llamada Patagonia que corre desde el Río de la Plata hasta el Estrecho de Magallanes, del 8 de junio de 1778, firmada por el ministro Universal de Indias, José de Gálvez y que acompañaban a la Real Orden del 24 de marzo de 1778, se expresa que:

[...] Son dos los parajes principales a que debemos dirigir la atención para ocuparnos desde luego con algunos establecimientos que sucesivamente se vayan perfeccionando y que sirvan de escalas para otros; el primero es la Bahía Sin Fondo o Punta de San Matías en la que desagua el Río Negro que se interna por cerca de trescientas leguas al Reino de Chile, y esta circunstancia hace más precisa su ocupación y que se erija allí un fuerte provisional. [...] que el comisionado de Bahía Sin Fondo hará practicar los más exactos reconocimientos del país inmediato, procurando sacar de ellos todo el provecho posible para la solidez y aumento de aquel establecimiento extendiendo sus exploraciones a los terrenos internos, procurará dirigirlos por mar como a primer objeto, hacia la boca del Río Colorado, a las Barrancas, que se interna también hacia el Reino de Chile, y se halla situado como a veinte leguas al Norte del Río Negro que forma el puerto de la Bahía Sin Fondo. [...]. Y respecto de que las demás prevenciones que deban hacerse a los Comisionados, se dictarán con mayor conocimiento y acierto por el Virrey de Buenos Aires, cuya pericia militar y celo auxiliados por la actividad del Intendente de aquellas Provincias, proporcionarán cuanto necesite esta importante expedición, deja el Rey al cuidado de aquellos Jefes que tomen todas las medidas que regularen precisas al completo logro de ella, fiando del verdadero amor que profesan a su real servicio, y de las grandes obligaciones en que les constituyen sus empleos, que no perdonarán diligencia, trabajo, ni fatiga que pueda facilitar el buen éxito que Su Majestad desea. Firmado: José de Gálvez.

Con el objetivo de no alterar esta jurisdicción el soberano creó un nuevo empleo para quienes dirigiesen los nuevos asentamientos, el de comisario-superintendente, reservándose para sí mismo la facultad de nombrarlos y no a los virreyes.
En cumplimiento de la Real Orden, del 24 de marzo de 1778, y de las Instrucciones dadas por el ministro José de Gálvez, del 8 de junio de 1778, se llevó a cabo la toma de posesión del Puerto de San Julián, cuya acta dice:

En la costa de la América Meridional del Sur llamada Patagonia, a primero de abril del año de mil setecientos ochenta; Yo, don Juan Vicente Falcón, contador y tesorero interino de los nuevos establecimientos de esta costa, por disposición del Excmo. Señor Virrey de las Provincias del Río de la Plata, a cuya jurisdicción pertenece; certifico, y doy fe que ante mí y testigos infrascriptos se desembarcó en el puerto que se nombra de San Julián y está a los cuarenta y nueve grados veinte minutos latitud Sur. […].

De la misma forma se expresan las actas de toma de posesión de Puerto Santa Elena, Puerto San Gregorio y Puerto Deseado.
En el Título de Comisario Superintendente de la Bahía Sin Fondo y San Julián a favor de Juan de la Piedra, mediante Real Cédula del 14 de mayo de 1778, el Rey expresamente dispone que:

Con el importante fin de hacer la pesca de la ballena en la costa de la América Meridional, impedir que otras naciones consigan este beneficio y así mismo que quede resguardada de cualquier tentativa que en lo sucesivo pueda intentarse contra el dominio que me pertenece de aquellos países; he tenido por conveniente se establezcan en las Bahías Sin Fondo y de San Julián, comprendidas en la referida costa del nuevo Virreinato de Buenos Aires, y en los demás parajes que en lo sucesivo sean adaptables y se determinen, […]. En su consecuencia, […] concurriendo estas circunstancias en vos Don Juan de la Piedra, Ministro que habéis sido de mi Real Hacienda en las Islas Malvinas, he venido en elegiros para que desempeñéis este encargo, con el carácter y denominación de Comisario Superintendente de las citadas nuevas poblaciones y establecimientos, […]. Y así mando al Virrey Gobernador y Capitán General del nuevo Virreinato de Buenos Aires e igualmente al Intendente de Ejército y Real Hacienda que recibiendo de vos aquel, el juramento en la forma acostumbrada os hagan reconocer ambos superiores por tal Comisario Superintendente de las mencionadas poblaciones, […]. Y de este título firmado de mi Real mano, sellado con mi sello secreto y refrendado de mi Secretario de Estado y del Despacho Universal de Indias se tomará razón en los oficios de mi Real Hacienda de Buenos Aires a que corresponda. Dado en Aranjuez, a catorce de Mayo de mil setecientos y setenta y ocho. YO, EL REY. Refrendado: José de Gálvez – Título de Comisario Superintendente de las nuevas poblaciones de Bahía Sin Fondo y de San Julián en la Costa de la América Meridional para Don Juan de la Piedra.
 Cúmplase lo que Su Majestad manda. Buenos Aires, 5 de Octubre de 1778. Firmado: Juan José de Vértiz.

De igual modo se expresan los demás Títulos de Comisario Superintendente, expresándose en cada uno de estos títulos que dichos asentamientos dependen del Virreinato de Buenos Aires. Como surgen de los títulos de Comisario Superintendente de los establecimientos patagónicos, dichos Comisarios tenían como autoridades superiores al Virrey del Río de la Plata y al Intendente de Ejército y Real Hacienda, de quienes dependían. Después, mediante Real Cédula, de fecha 5 de agosto de 1783, se modifica la Ordenanza de Intendentes de 1782 y se elimina el dualismo de los dos jefes superiores (Virrey y Superintendente General de Hacienda) y, en lo sucesivo, solamente hubo un jefe superior (el Virrey), en cuya persona se reconcentraba el gobierno, tal como lo había ejercido el Virrey Pedro de Cevallos. Los dos jefes superiores solo duraron el tiempo en que Juan José de Vértiz fue Virrey y Manuel Ignacio Fernández, Superintendente; pero al nombrarse a Francisco de Paula Sanz, como Intendente General de la Provincia de Buenos Aires, ya queda éste como subordinado al Virrey, porque se estableció que sólo hubiera un jefe superior.

#### Parlamentos con los indígenas de la región

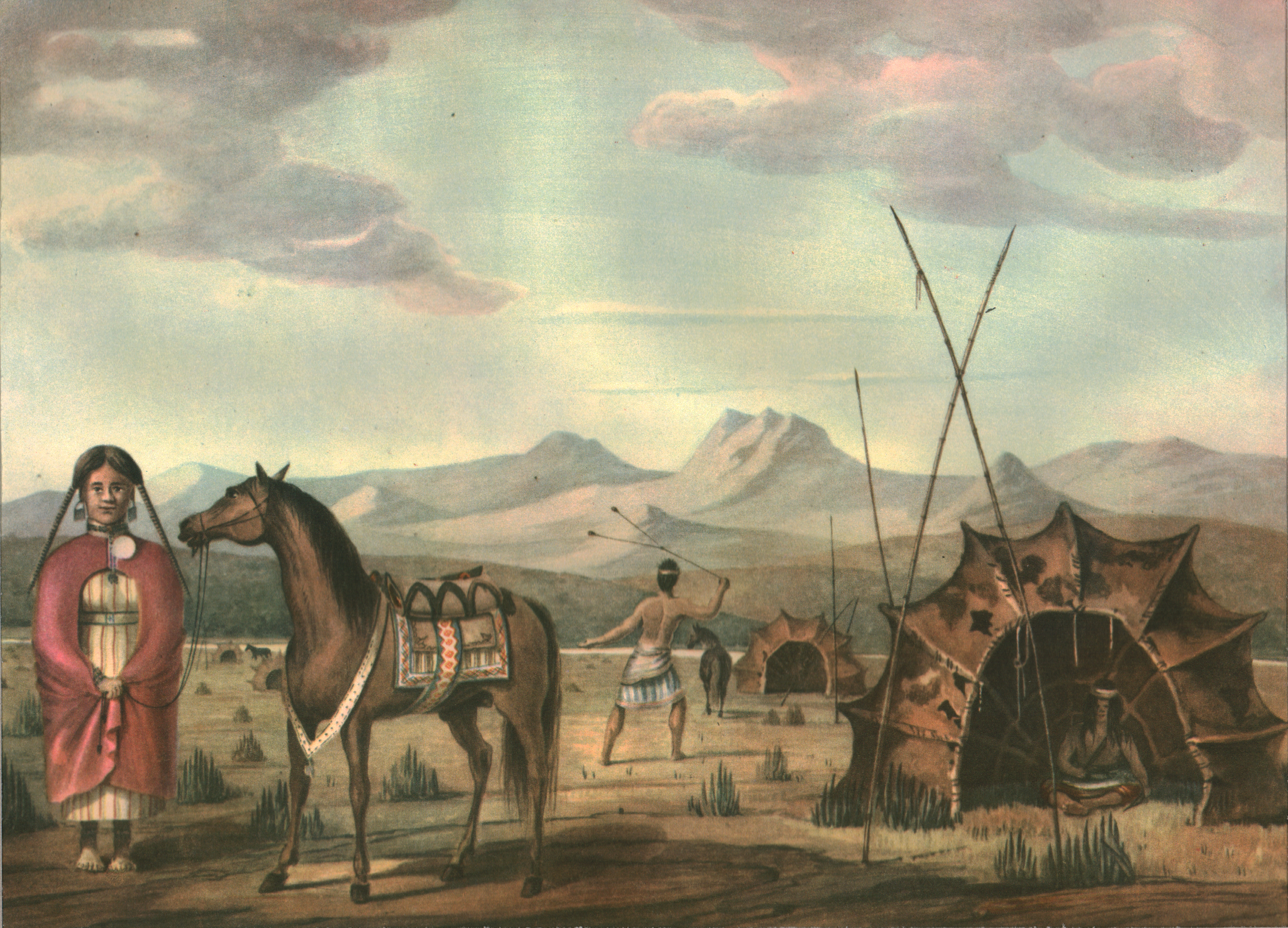
Indios Pampas.

Además Ambrosio O'Higgins buscó la incorporación de los indios pampas, presentes en la Patagonia Oriental quienes participaron en los parlamentos celebrados entre 1771 y 1793 y convocados por Ambrosio y otros posteriores como el parlamento de Negrete de 1803 celebrado con los "Indios de Chile" y que reafirma la prohibición de incursiones sobre la Pampa al sur de Buenos Aires, donde habitaban estas tribus indígenas mencionadas.
El Presidente de Chile, Agustín de Jáuregui, en su nota del 2 de febrero de 1779, dirigida al Ministro Universal de Indias, José de Gálvez, dijo:

Excmo. Señor: Atendiendo a que no debía mirar con indiferencia aun la menos circunstanciada noticia de las intenciones de los indios bárbaros Pehuenches, Huilliches y Pampas de la otra banda de la Cordillera y distrito del Virreinato de Buenos Aires que se dirigiesen a hostilidades sobre las haciendas de ese lado, me aproveché de la que me dio un individuo de la Provincia de Maule [...] que los indios estaban confederados y en ánimo de trascender dicha Cordillera por los boquetes fronterizos a las provincias de Chillán, Cauquenes, Maule, San Fernando y Rancagua, [...] lo que hizo prevenir para evitar los perjuicios en las posesiones vecinas. Avisé al efecto a los corregidores de Mendoza, San Juan, San Luis y Buenos Aires, y previne además al maestre de campo general interino don Ambrosio O'Higgins, para que estuviese a la mira de los movimientos de los indios.

En 1793, el gobernador O'Higgins, celebró en el parlamento de Negrete en donde se buscó parlamentar con tribus indígenas de ambos lados de la cordillera de los Andes, incluyendo los pampas patagónicos al considerarlos, según la historiografía chilena, parte del reino. Ambrosio planteó construir un camino entre la zona sur del Chile antiguo y Buenos Aires con el objetivo de promover el comercio entre estos dominios y así además poder incorporar en mayor medida a los indígenas pampas.
El Presidente y Capitán General de Chile, Ambrosio O’Higgins, por nota oficial fechada en Quillota el 3 de abril de 1789, y dirigida a don Ambrosio Valdés, Ministro de Su Majestad, dijo estas palabras, posteriores al Parlamento de Lonquilmo con los indios:

Excmo. Señor. Entre los más graves cuidados que ha ocasionado a estos gobiernos de Buenos Aires y Chile la vecindad de los indios infieles de la parte oriental de las cordilleras que dividen ambas jurisdicciones, ha sido uno el contrarrestar por diversos modos a las incursiones de las parcialidades del famoso Llanquitur, que en compañía de su padre igualmente cacique corsario de las pampas, y naturales de la cordillera de Ranquel, pasaron años ha con varios trozos de Pehuenches y Huilliches al Mamelmapú, país situado en el intermedio entre estas sierras y la Punta del Sauce, a donde permanecieron ejercitando por mucho tiempo correrías excesivas contra los pueblos españoles ultramontanos hasta el año pasado de mil setecientos ochenta y cuatro, que hallándome mandando aquella frontera regresó internando hacia estos lados con quinientos y más Huilliches huyendo de las expediciones que por aquella parte emprendió para perseguirlos el expresado Gobierno de Buenos Aires; solicitó este caudillo luego la alianza y abrigo de los Pehuenches, la de los Puelches y aun de los Llanistas al sur del río Biobio, esforzando a todos a formar cuerpo y continuar al abrigo de la aspereza y distancia de su retiro, las crueldades y robos que acostumbraba hacer sobre los españoles destacando de estas montañas partidas de ladrones a robarles sus haciendas, al paso que para descuidar y adormecer nuestra vigilancia, quiero persuadirme, quería entablar negociación de paces y someterse en adelante al Gobierno de Chile […].

El Virrey Nicolás del Campo, marqués de Loreto, pidió informes a las autoridades del Virreinato sobre este suceso, y la contestación de Rafael de Sobremonte, Gobernador Intendente de Córdoba del Tucumán, datada en Córdoba el 5 de julio de 1789, expresa que había acordado con el señor Presidente de Chile que, siempre que se acercasen los indios del Virreinato a las fronteras de aquella jurisdicción en demanda de auxilio, se lo prestase por la suma importancia que resultaba para el distrito de Buenos Aires. La nota de Sobremonte dice así:

Excmo. señor: Satisfaciendo la orden de V. E. de 16 del pasado, para que entienda mi informe al concepto en que se explica el señor Presidente de Chile, en el oficio que pasó a V. E. con fecha 3 de abril último, en que parece atribuye a sus providencias el suceso de la muerte de Llanquitur, diré, que en las circunstancias del acaecimiento, en la grande distancia de Mendoza en que se hallaba Pinchitur, Caniguan y Currulupi, principales caciques Pehuenches, pudieron más bien recibir el auxilio de la frontera de la Concepción, que de la nuestra, como efectivamente se verificó, teniendo al sargento de Dragones, Francisco Vivanco, con una partida de veteranos y milicianos en su auxilio, que ha estado muchos meses entre ellos y les ha acompañado en los ataques que tuvieron el año pasado, y con este refuerzo de gente, de armas de fuego, se logró el vencer a dicho cacique, por esta razón presumo que la mayor proporción que ofrecía la inmediación de los que habían de ser auxiliados, fue causa de que la providencia surtiese el deseado efecto; pero tampoco es dudable que las providencias de V. E. para interesar a los Pehuenches en el vencimiento de Llanquitur, lo que sobre el particular les expuse en Mendoza para segundar tan justas disposiciones, y lo que acordé en virtud de ello, con dicho señor presidente, para que siempre que se acercasen hacia las fronteras de su jurisdicción estos indios a pedir auxilio, es de suma importancia para las de este distrito, de hacerse de este perjudicial cacique, dieron a mi ver el primer impulso y movimiento al suceso ventajoso que se ha conseguido, que es cuanto conceptúo y puedo decir a V. E. en el particular. Dios guarde a V. E. muchos años. Córdoba, 5 de julio de 1789. Firmado: Excmo. señor el marqués de Sobremonte.

El Virrey, en su nota del 10 de junio de 1789, informó al Comandante de la Frontera de Mendoza que el presidente de Chile había avisado tanto al Virrey como al Gobernador Intendente de Córdoba del Tucumán de las incursiones que se intentaban sobre las fronteras del Virreinato, es decir, del lado oriental de los Andes, cuando había llegado a su noticia por las relaciones de los indios de la Capitanía General de Chile con los de Buenos Aires. La nota dice así:

El señor Presidente de Chile me ha pasado con oficio de 5 de mayo último, copia de una relación del viaje que acababa de hacer el capitán de amigos Santiago Salazar, a su Reducción de Cura y Pelchimanso de indios infieles de aquella frontera, noticiando entre otras cosas, el retiro de los Huilliches a Mamelmapú y recelarse que salgan a invadir las posesiones y caminos de esa jurisdicción, de resultas de los destrozos que han padecido en las guerras con los Pehuenches. Y aunque al mismo tiempo me dijo que daba igual aviso al gobernador-intendente de esa provincia, no excuso comunicar a V. S. estas noticias por si algún accidente se las hubiese retardado, y para que se esté con el mejor cuidado, aprovechando de los caciques amigos para tomar seguras noticias de los intentos de los altaneros, y cortárseles en tiempo en beneficio de esos vecindarios y de otros de esa y esta provincia. Junio 10 de 1789. Al Comandante de la Frontera de Mendoza.

Las notas de Ambrosio O’Higgins, de Rafael de Sobremonte y del Virrey Nicolás del Campo transcriptas prueban que el Parlamento de Lonquilmo fue un medio de consolidar la paz entre los indios de uno y otro lado de la cordillera, sin alterar las jurisdicciones gubernativas, ya que tanto las autoridades de Chile como las del Virreinato acordaron auxiliarse dándose aviso de las correrías de los indios a fin de tomar las medidas necesarias en sus respectivas jurisdicciones. Esta fue la inteligencia que se dio a ese pacto, como lo prueban los sucesos posteriores y la correspondencia oficial, puesto que siempre que se trataba de las relaciones con los indios de una u otra frontera, se reconocía el límite de los Andes. Los indios que habitaban desde Malalgüé hasta Mamelmapú concurrieron a ese parlamento, previo permiso de las autoridades del Virreinato, a cuyo territorio pertenecían, y bajo la expresa orden de dar cuenta de lo que pactasen. De manera que no fue un acto espontáneo de sometimiento de los indígenas, sino una transacción para celebrar la paz con los indios de Chile donde se celebró el parlamento.
Ambrosio O’Higgins, siendo Presidente y Capitán General de Chile, en oficio del 1° de julio de 1789, dirigido al Virrey de Buenos Aires, dijo:

Comunico a V. E. esta noticia principalmente para su debida inteligencia y lo que pueda conducir para las providencias que hayan tomado con ocasión de las de igual naturaleza ocurridos por la Patagonia y demás costas del Norte de la jurisdicción de V. E., de que se ha servido darme parte.

Y por oficio del 8 de abril de 1789, dirigido al Ministro Antonio Valdés, Ambrosio O’Higgins también expresó:

Excmo. señor: Entre los más grandes cuidados, que ha ocasionado a estos gobiernos de Buenos Aires y Chile, la vecindad de los indios infieles de la parte oriental de las cordilleras que dividen ambas jurisdicciones […].

El 4 de marzo de 1793, se celebró el Parlamento de Negrete, en cuya apertura Ambrosio O’Higgins dijo:

Caciques mis antiguos amigos, lleno de gozo por la satisfacción que hoy tengo de ver en mi presencia sobre este campo hermoso de Negrete, como otra vez en Lonquilmo, los principales caudillos de los cuatro Butalmapús en que está dividida la tierra que corre desde el sur de este gran río Biobio hasta los países más meridionales del continente, y desde la cordillera hasta el mar, os saludo a todos en nombre del rey […].

Y los artículos 7 y 15 del mencionado parlamento, disponen que:

[...] 7.° Que estando enredados de tiempos a esta parte los Pehuenches con los Huilliches de la otra banda de la cordillera y haciéndose una guerra abierta, en cuyos choques y encuentros han perecido muchos de una y otra parte sin que haya sido posible contener este desorden, a causa de que no siendo éstos del distrito de este mando, no ha habido ocasión de reconvenirles sobre ello, ni providenciar lo conveniente para que cesasen estas diferencias, habiendo logrado hoy atraer a dichos Huilliches a este parlamento, representados por dos diputados que me han dirigido, manifestándome sus buenas disposiciones para hacer terminar la guerra destructora, que acabará en breve con ambas naciones, si no se procura cortar con la posible anticipación; se les aconseja, previene y manda que dejando de la mano para siempre las armas, vivan en quietud y tranquilidad y aplicándose a la crianza de ganados, piensen seriamente en aumentarlos por este medio legítimo y preferible al de las malocas de que hasta ahora han hecho un ejercicio y profesión, en inteligencia que si en adelante los Huilliches atacaren como agresores a los Pehuenches e infringieren este orden y la paz que ahora me han ofrecido guardar, no se podrá dejar de sostener a éstos y prestarles las fuerzas que la soberana autoridad del rey tiene dispuestas en mis manos para proteger a todos sus fieles y obedientes vasallos, cuales son y han sido siempre los Pehuenches. [...] 15.° Que por cuanto sin embargo de lo repetidamente ordenado a los Butalmapús de los Llanos para que sus caciques cuiden con celo y vigilancia que los mocetones o indios particulares de guerra, no se mezclen con los Huilliches de la otra banda de la cordillera para hacer incursiones y correrías sobre las pampas de Buenos Aires, en sus ganados, casas, haciendas y arrias de los españoles y comerciantes de las provincias de aquel virreinato, estoy seguramente informado que este exceso ha continuado después del parlamento de Lonquilmo, causando grandes perjuicios a la población de aquellas partes, al real erario que sufre inmensos gastos en las tropas que paga para contenerlos, y sobre todo un grande escándalo por la falta de respeto y subordinación que induce este procedimiento: se ordena y manda a los expresados gobernadores y caciques de los Butalmapús de los Llanos que redoblen su cuidado acerca de este particular, poniendo cuantas diligencias estén en su mano para evitar la emigración de los mocetones al otro lado de la cordillera y que en el caso de no poder impedirla, me den cuenta con toda anticipación por mano del señor comandante general, para que con tiempo se tomen las medidas convenientes a precaver los daños que puedan irrogar. [...].

En el oficio del Virrey Pedro Melo de Portugal, dirigido al Gobernador Intendente de Córdoba, Rafael de Sobremonte, datado en Montevideo el 26 de enero de 1797, se expresa que el presidente de Chile solicitó del Comandante de Armas y Frontera de Mendoza, José Francisco de Amigorena, y éste lo hizo presente al Virrey, que los caciques pehuenches de Malalgüe se junten con los de Balbarco en la Plaza de los Ángeles (donde tuvo lugar antes el Parlamento celebrado en 26 de diciembre de 1783 en Lonquilmo) o en la ciudad de Chillán de aquel reino, a fin de celebrar un parlamento para tranquilizar sus desavenencias. El oficio dice así:

Acompaño a V. S. el adjunto oficio documentado que me ha dirigido en diligencia por los Fuertes de la frontera el Comandante de Armas de la de Mendoza, don José Francisco de Amigorena, en que enseguida de sus anteriores avisos sobre la solicitud del señor Presidente de Chile de que los caciques pehuenches de Malalgüe se junten con los de Balbarco en la Plaza de los Ángeles, o en la ciudad de Chillán de aquel reino a celebrar un parlamento para tranquilizar sus desavenencias, informado de haberse prestado gustosos a ello, y de los efectos que ha tenido por conveniente mandar aprontar desde luego para agasajar a algunos de los mismos caciques amigos según se lo pidieron para poder presentarse con decencia en el Congreso, solicitando me sirva librar a aquellos ministros de Real Hacienda la correspondiente orden para la satisfacción de este gasto, a fin que con su vista y devolución me signifique V. S. la que se le ofrezca. Montevideo, enero 26 de 1797. Firmado: Pedro Melo de Portugal.

El Virrey de Buenos Aires, Pedro Melo de Portugal, dictó la resolución que fue comunicada al Comandante de Armas y Frontera de Mendoza, en los términos siguientes:

Aviso a V. S. por ahora el recibo de sus 3 oficios de 10, 17 y 21 de enero último, que tratan de disposiciones relativas al agasajo, y demás auxilios conducentes al viaje de los caciques amigos de Malalgüé para presentarse en la ciudad de Chillán al meditado parlamento de reconciliación con los de las parcialidades amigas de aquella frontera, y así mismo de los avances que sufrieron los pehuenches de Balbarco de otras naciones, y aplaudiendo a V. S. desde luego su celosa dedicación en tan interesante asunto, he dado a todo su correspondiente curso con encargo del más posible pronto despacho; quedando en comunicar a V. S. oportunamente las resultas. Montevideo, febrero 9 de 1797. Al Comandante de Armas y Frontera de Mendoza. Firmado: Pedro Melo de Portugal.

#### Territorios al este de la cordillera en la zona de Talca
En 1736 el intendente de Concepción, ordena a nombre del juez de tierras vacantes de la audiencia de Santiago a las justicias del partido del Maule, poner en posesión a un señor Jirón, de unos potrillos situados en la falda oriental de los Andes, fronterizos a la provincia de Talca.

### Jurídicos

#### sigloXVI

Mapamundi de Abraham Ortelius (1570), donde aparece la Terra Australis Incognita.

En 1534, el emperador Carlos V dividió parte del territorio sudamericano en tres gobernaciones: 
- Nueva Castilla para Francisco Pizarro,
- Nueva Toledo para Diego de Almagro y
- Nueva León o Tierras Magallánicas para Simón de Alcazaba y Sotomayor, la cual fue extendida posteriormente hasta el estrecho de Magallanes.

En 1539, se creó una nueva gobernación hacia el sur de Nueva León llamada gobernación de la Terra Australis para Pedro Sánchez de la Hoz. En 1554, el conquistador Pedro de Valdivia, quien ya tenía a cargo la Gobernación de Chile, logró que el Consejo de Indias traspasara los derechos de Nueva León y de la Terra Australis a Jerónimo de Alderete, el cual, tras la muerte de Valdivia al año siguiente, asumió como gobernador y las anexó al territorio del reino de Chile.

El rey Carlos I de España autorizó la creación de la gobernación de la Terra Australis mediante una real cédula, y ratificó la existencia de esta misma mediante otras posteriores.

Jerónimo de Alderete logró su cometido en la Corte obteniendo los territorios al sur del estrecho para sí mismo, pidiendo los territorios inmediatamente al sur del estrecho de Magallanes mientras aún no se sabía la muerte de Valdivia. La petición de Alderete abarcaba 

desde dicho estrecho de Magallanes por la costa del mar del sur adelante hasta trescientas leguas, con todo lo que durare el dicho estrecho

 se estima que Valdivia autorizó a Alderete a hacer esta petición.
Los monarcas otorgan la ampliación de la gobernación de Valdivia al estrecho de Magallanes en y la petición de Alderete en dos reales cédulas de 29 de septiembre de 1554, en la referida al territorio austral dice: 

Nos ha parecido conceder como por la presente concedemos al dicho capitán Gerónimo de Alderete la governación la tierra que como dicho estrecho es está de la otra parte del dicho estrecho de Magallanes.

 Tras esto, el Consejo de Indias trazaría los límites de la porción de la Terra Australis concedida a Alderete, complementando mediante una capitulación los detalles en cuestión.
Sin embargo, la noticia de la muerte de Pedro de Valdivia llega a la península ibérica y con esto Alderete hereda todo el territorio de la gobernación de la Terra Australis (no solo el que pidió) y en el 29 de mayo de 1555 consiguió mediante otra real cédula las provincias de Chile, sus territorios patagónicos, además de incorporar a los territorios de la Terra Australis al reino de Chile del cual además fue nombrado gobernador. En esta cédula se le pide que: 

tome posesyón en nuestro nombre de las tierras y provincias que caen en la demarcación de la Corona de Castilla, de la otra parte de dicho estrecho.

A finales de 1554 el rey Carlos I manda una carta al Consejo de Indias expresando: 

y en lo que toca a la tierra que está de la otra parte del dicho Estrecho de Magallanes que así mismo havemos dado y concedido en governación al dicho Gerónimo de Alderete le havemos mandado por las causas que se os han escrito que pueda desde la dicha provincia de Chile embiar algunos navíos a tomar noticia e relación de la calidad y utilidad de aquella tierra pues por el presente no ha de pasar en persona ni embiar á conquistarla ni poblarla porque al presente haviendo de atender a lo que de Chile, no podría hazerse lo uno y lo otro juntamente.

En el período de ocho meses entre septiembre de 1554 y mayo de 1555 las regiones de la Terra Australis solicitadas por Alderete cercanas al estrecho de Magallanes estuvieron a cargo de un gobernante distinto al de Chile, para después incorporarse definitivamente a este último una vez que Alderete es nombrado gobernador de Chile. El 7 de abril de 1556 durante su viaje de regreso fallece en Panamá a causa de la fiebre amarilla. La real cédula del 29 de mayo de 1555 tuvo como dirección: "al gobernador de Chile para que, llegado que sea, envíe a tomar razon de la tierra de la otra parte del Estrecho".
Posteriormente, en 1558, la Real Cédula de Bruselas incitó al reino chileno a tomar posesión del otro lado del estrecho de Magallanes: 

Como veréis por esta nuestra Cédula, la que con esta se os entrega, se os ordena y manda que llegado a aquella tierra enviéis algunos navíos a tomar noticia y relación de la tierra que hay de la otra parte del Estrecho; tenéis cuidado de entender de ello y de avisarnos de la nuevas que trajesen las personas que enviareis a ello

En ese tiempo se pensaba que Tierra del Fuego era parte integrante de la Terra Australis. Con esto jurídicamente ambas partes del estrecho de Magallanes quedan dentro del reino de Chile.
La real cédula de 1563, dictada el 29 de agosto por el rey Felipe II separó la Gobernación del Tucumán de la gobernación de Chile y la traspasó a la Audiencia de Charcas, señalando que «[h]abemos acordado apartar la dicha gobernación de Tucumán, Juríes y Diaguitas de la dicha gobernación de Chile e incluirlas en el distrito de la dicha audiencia de Las Charcas». Con el nacimiento de la Audiencia de Buenos Aires en 1663, el territorio de Tucumán sería traspasado a su jurisdicción.

Comunidad de jurisdicciones de la gobernación del Plata y la gobernación de Chile entre 1570 y 1661 según Manuel Ravest Mora.

Según la historiografía chilena, la real cédula de 1570 a favor del adelantado Juan Ortiz de Zárate modificó los límites meridionales de la gobernación del Río de la Plata y del Paraguay 200 leguas hacia el sur, desde el paralelo 36 sur hasta el 48 sur, es decir, una estrecha franja del litoral atlántico pasó a depender de aquella gobernación en la Patagonia atlántica. Se produjo además una superposición entre el grado 48°05' sur por el norte, el Estrecho por el sur; el Atlántico por el este y el Pacífico por el oeste con la gobernación de Chile, esto al no haber un acto explícito en la real cédula que modificara los límites de la Gobernación de Chile, y por el desconocimiento geográfico de la época. Según la historiografía argentina, la Capitulación de Juan Ortiz de Zárate de 1570 otorgaba la Gobernación desde el Río de la Plata hasta el Estrecho de Magallanes por la costa del Océano Atlántico, que antes había otorgado a Jaime Rasquín, más 200 leguas de costa en el Mar del Sur (Océano Pacífico) desde la boca occidental del estrecho, que estaban dadas a Pedro de Mendoza, Álvar Núñez Cabeza de Vaca y Domingo Martínez de Irala.
Sin embargo, en 1661, el territorio es reintegrado a la jurisdicción del reino de Chile, tal como ya era parte desde la fundación del reino.

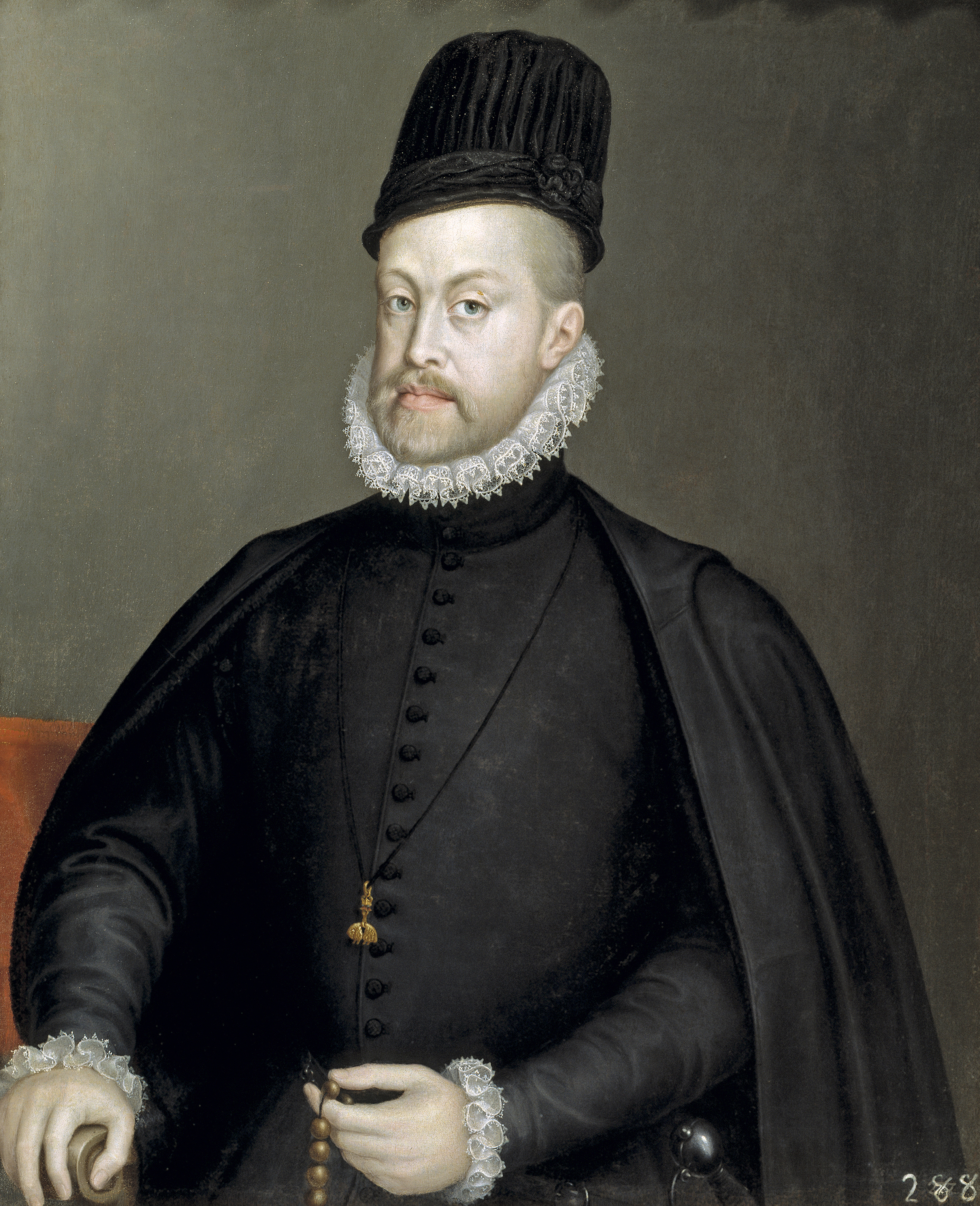
El rey Felipe II.

En 1573 el rey Felipe II disuelve la Real Audiencia de Concepción, restaurando al Rodrigo de Quiroga como gobernador de Chile mediante la Real Cédula de San Lorenzo el Real del 5 de agosto en esta cédula se habla sobre el territorio en los siguientes términos:

...tengáis la Gobernación y Capitanía general de las dichas provincias de Chile según e de la manera que lo tenían don García Hurtado de Mendoza y el adelantado Francisco de Villagra y los demás nuestros gobernadores que han sido de las dichas provincias [...] tenemos por bien de ampliar y extender la dicha Gobernación de Chile de como la tenía Pedro de Valdivia otras ciento setenta leguas, más o menos, que son desde los confines de la Gobernación que tenía dicho Pedro de Valdivia hasta el Estrecho de Magallanes

El territorio que estaba asignado a Villagra y que se heredó a Quiroga tuvo el estrecho de Magallanes "inclusive", con los territorios al sur de este también.

#### sigloXVII
Cuando se estableció la Real Audiencia de Santiago de Chile en el 17 de febrero de 1609 la Real Cédula que dispuso su creación por parte del rey Felipe III incluyó como parte de su jurisdicción todo el territorio de las provincias de Chile. 
El 1 de noviembre de 1661 el rey Felipe IV publicó una Real Cédula que restauró los límites de Chile estipulando :

todo el Reino ya nombrado de Chile, con las ciudades, villas, lugares y territorios que están comprendidos en el gobierno de estas provincias, tanto las regiones que están hoy pacificadas y pobladas como los que pudieran conquistarse, poblarse y pacificarse en el interior y exterior del estrecho de Magallanes y en el territorio interior inclusive hasta la provincia de Cuyo.

En 1680 el rey Carlos II ordenaba promulgar la Recopilación de las Leyes de los Reinos de Indias, hecha para armonizar y ordenar las leyes de la Monarquía, en la cual en su Ley 12 reafirmaba que la Audiencia de Chile tuviese: 

[...] la que tenga por distrito todo el dicho Reyno de Chile, con las ciudades, villas, lugares y tierras que se incluyen en el gobierno de aquellas provincias, asi lo que ahora está pacifico y poblado, como lo que se redujere, poblare y pacificare dentro y fuera del estrecho de Magallanes y la tierra adentro hasta la provincia de Cuyo inclusive
Recopilación de Leyes de Indias, 1680

La real cédula de 1680, afirma que no tienen ningún valor legal las leyes que sean diferentes o contrarias a las leyes de la recopilación, pero es la real cédula del 1 de noviembre de 1681 la que autoriza la publicación de la recopilación.
Los exploradores españoles apenas recorrieron los canales de Aysén y los que lo hicieron, intentaban encontrar infructuosamente el camino a la mítica Ciudad de Los Césares. 

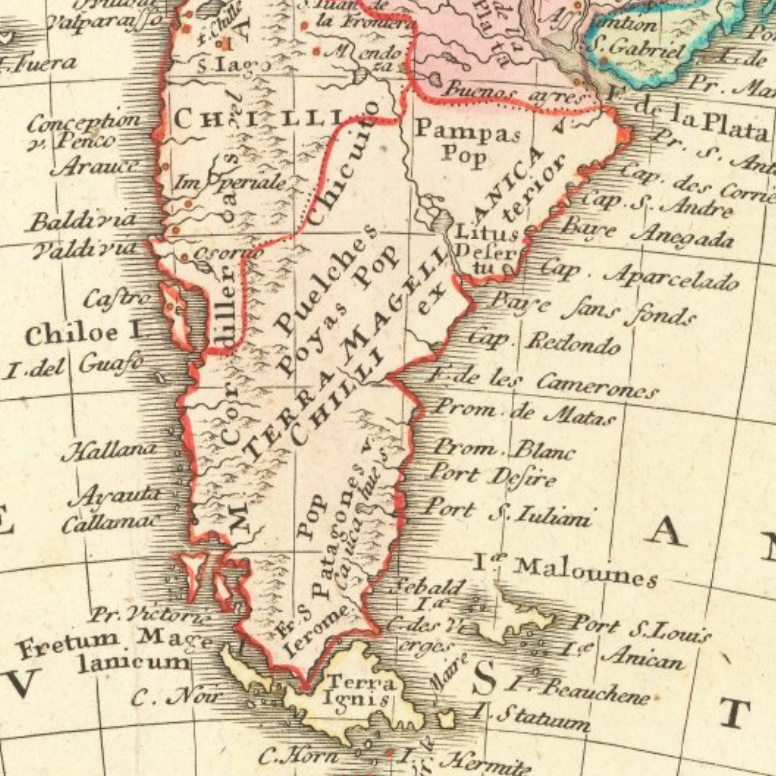
Mapa de 1746 mostrando la Patagonia.

La región de Trapananda (actual Aysén) fue incorporada a los dominios de Chiloé siendo el área geográfica localizada entre medio del archipiélago de Chiloé y el estrecho de Magallanes, objetivo final a fortificar para el imperio español. Estos dominios abarcaban hasta el cabo de Hornos.
Entre el año 1557 y 1679 se efectuaron doce expediciones religiosas para explorar la región.
En las cartas antiguas la región de la Patagonia, entre los paralelos 48° y 50° Sur, aparecía ocupada casi exclusivamente por una gran isla denominada «Campana» separada del continente por el «canal de la nación Calén», nación que se supuso existió hasta el siglo XVIII entre los paralelos 48° y 49° de latitud sur.

#### sigloXVIII
El año 1741 ocurre el naufragio del barco británico HMS Wager en la zona del archipiélago Guayaneco. Tras el suceso España aumentó su interés en la región, aumentando las expediciones al istmo de Ofqui y mandando misioneros franciscanos y jesuitas quienes trasladaron a canoeros.

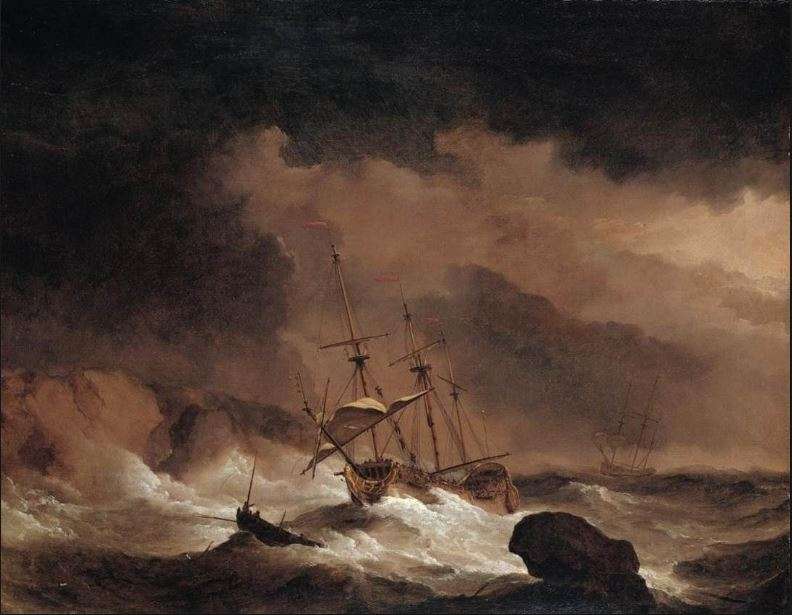
En 1741 se hunde el buque británico HMS Wager en la costa occidental de la Patagonia, actual Aysén, lo cual enciende las alarmas en España sobre posibles incursiones extranjeras en la Patagonia.

Entre los años 1762 y 1767 además del 1798 el jesuita J. Vicuña visitó la región. Juan Levien recibió un título de propiedad entre los paralelos 43° y 48° de latitud sur tras su ayuda a José de Moraleda.
En 1749 el rey Fernando VI de España ordenó la construcción del fuerte San Fernando de Tenquehuén en la península de Taitao, posteriormente desmantelado. Previamente el almirante inglés George Anson había promocionado la creación de un asentamiento de su país en la isla Inche.
En 1744 el Oficial Real de Santiago siguiendo órdenes del Consejo de Indias realizó una descripción del reino que detalló las Tierras Magallánicas o Chile Exterior dentro de su jurisdicción:

Se gradúa y cuenta todo este Reyno de Chile al presente desde el Cabo de Hornos que está en la altura de 56° hasta el Cerro de San Benito en la altura de 24° Sur á Norte “ en que está el despoblado que llaman del Perú [...] Incluye  toda  la  Pampa  hasta  el  Mar  del Norte rematando en la Bahía sin Fondo o junto al Río de los Leones a los 44° de latitud, y declinando de este paraje para el Estrecho de Magallanes hasta el Cabo de Hornos por la playa del mapa que incluye esta relación hasta los 56° de latitud en que esta comprende, según ella y la cuenta que se ha hecho (1390) mil trescientas noventa leguas de circunferencia por todo el Reyno, que son las demarcaciones más puntuales, señas y deslindes más seguros que hemos podido adquirir, por personas prácticas avecindadas y la fé en cuyo conocimiento están sus moradores por razón de deslinde de Reyno, Provincias y sus tierras con quienes se comparten
Oficial Real de Santiago, 1744

El límite descrito corresponde exactamente con la extensión de cien leguas de ancho este-oeste que fue dada a la gobernación de Nueva Extremadura y provincias de Chile en el siglo XVI. Con cálculos hechos con datos proporcionados por geógrafos y pilotos de la época de la conquista, da que la legua española es de más de 6 km actuales. Con el cálculo de las cien leguas desde el la costa del océano Pacífico da que aproximadamente el límite llega al meridiano 65 oeste, en el golfo de San Matías, actual puerto de San Antonio Oeste.
En 1748, un libro publicado tras una expedición solicitada por el rey a América detalla: 

Ocupa el dilatado Reino de Chile aquella parte de la América meridional que desde los extremos del Perú corre hacia el polo austral hasta el estrecho de Magallanes... haciendo división entre ambos reinos, según queda dicho en otra parte, el despoblado de Atacama...
Relación Histórica del viaje a la América Meridional hecho de orden de Su Majestad, 1748, Jorge Juan y Antonio de Ulloa

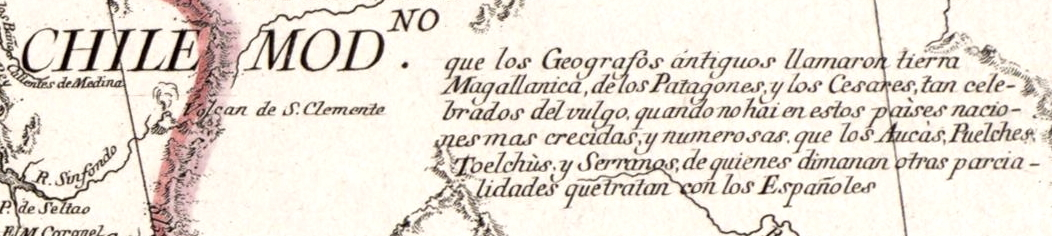
Extracto del mapa de Cano y Olmedilla de 1775, documento oficial del Imperio Español, el cual especifica que el nombre de "Chile Moderno" hace referencia a la Patagonia.

El 26 de abril de 1761, el Virrey del Perú y exgobernador de Chile, Manuel de Amat y Juinent, envió al Consejo de Indias y la Corte un informe llamado Historia geográfica e hidrográfica del Reino de Chile en donde se incluía el Chile Moderno (Patagonia) con una descripción explícita de la costa atlántica como parte de su jurisdicción, así como también un plano de diez pliegos con todo el extremo sur del continente, inclusive el Estrecho de Magallanes, Tierra del Fuego y las islas Malvinas. Estos documentos, según la historiografía chilena, fueron aprobados por el Consejo de Indias, existiendo una nota de agradecimiento del 16 de noviembre de 1761.

Bahía de San Matías; Cabo de Matas; Origen del río San Jorge, que corre en la parte Este de la Sierra Nevada; Cabo San Jorge, en la costa oriental; Cabo Blanco, en la costa oriental; Origen del Río Deseado que corre para el leste; Bahía Deseada; Cabo San Julián, en la costa oriental; Bahía San Julián; Embocadura del río Santa Cruz; Islas Sebaldas descubiertas por Sebaldo de Weert en 1699; Embocadura del río Gallegos; Bocas del Estrecho; puerto del Hambre; Bahía del Buen Suceso; Cabo de las Vírgenes; Cabo del Espíritu Santo; Cabo de San Sebastián; Bahía de la Posesión; Estrecho Le Maire; Tierra del Fuego; Cabo de Hornos.
Historia geográfica e hidrográfica del Reino de Chile, 1761

Sin embargo, el jurista Gregorio Quesada, que tuvo en sus manos la obra Historia geográfica e hidrográfica del Reino de Chile de Amat y Junyent, dijo que el Rey le dio tan poca importancia a dicha obra que, en vez de pasarla como antecedente al Consejo de Indias, la reservó entre la colección de los manuscritos de la Biblioteca del Palacio Real en Madrid y tanto peor sería si el Consejo de Indias la hubiese examinado, porque en vez de atender las solícitas pretensiones de Amat y Junyent las hubiera rechazado.

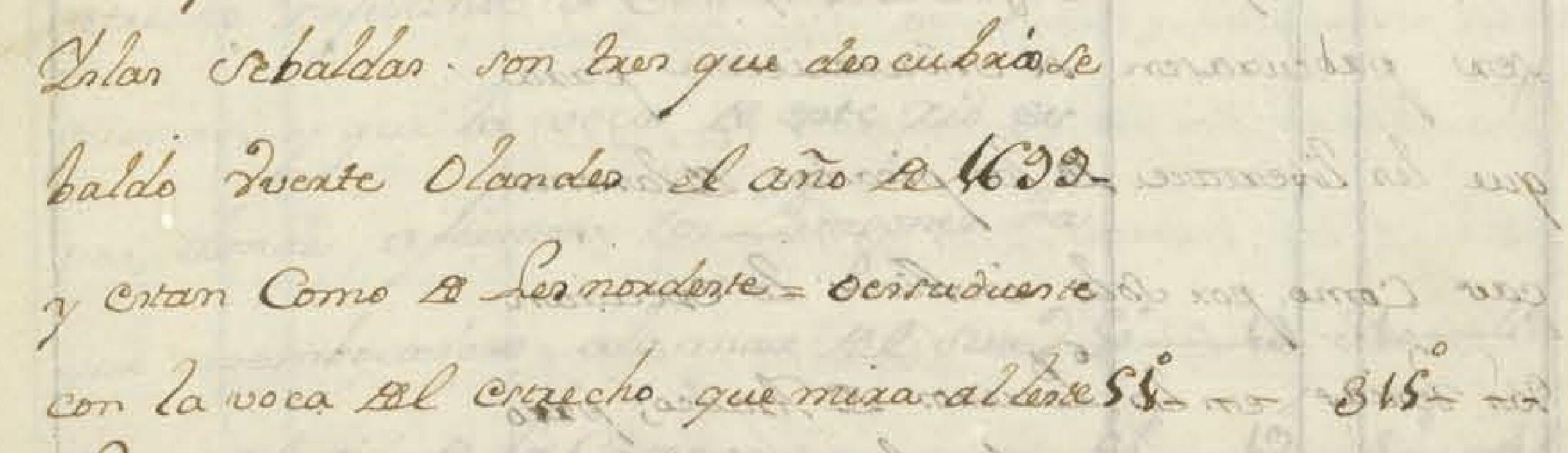
Las islas Sebaldas del océano Atlántico Sur fueron incluidas en el libro Historia geográfica e hidrográfica, con derrotero general correlativo al plan del Reino de Chile por el virrey del Perú Manuel de Amat y Junyent.

El 4 de octubre de 1766, el rey declaró: 

desde ahora declaro el Gobierno de las Malvinas dependiente de aquella Capitanía General sobre la correspondencia y Providencias ulteriores que convenga establecer.

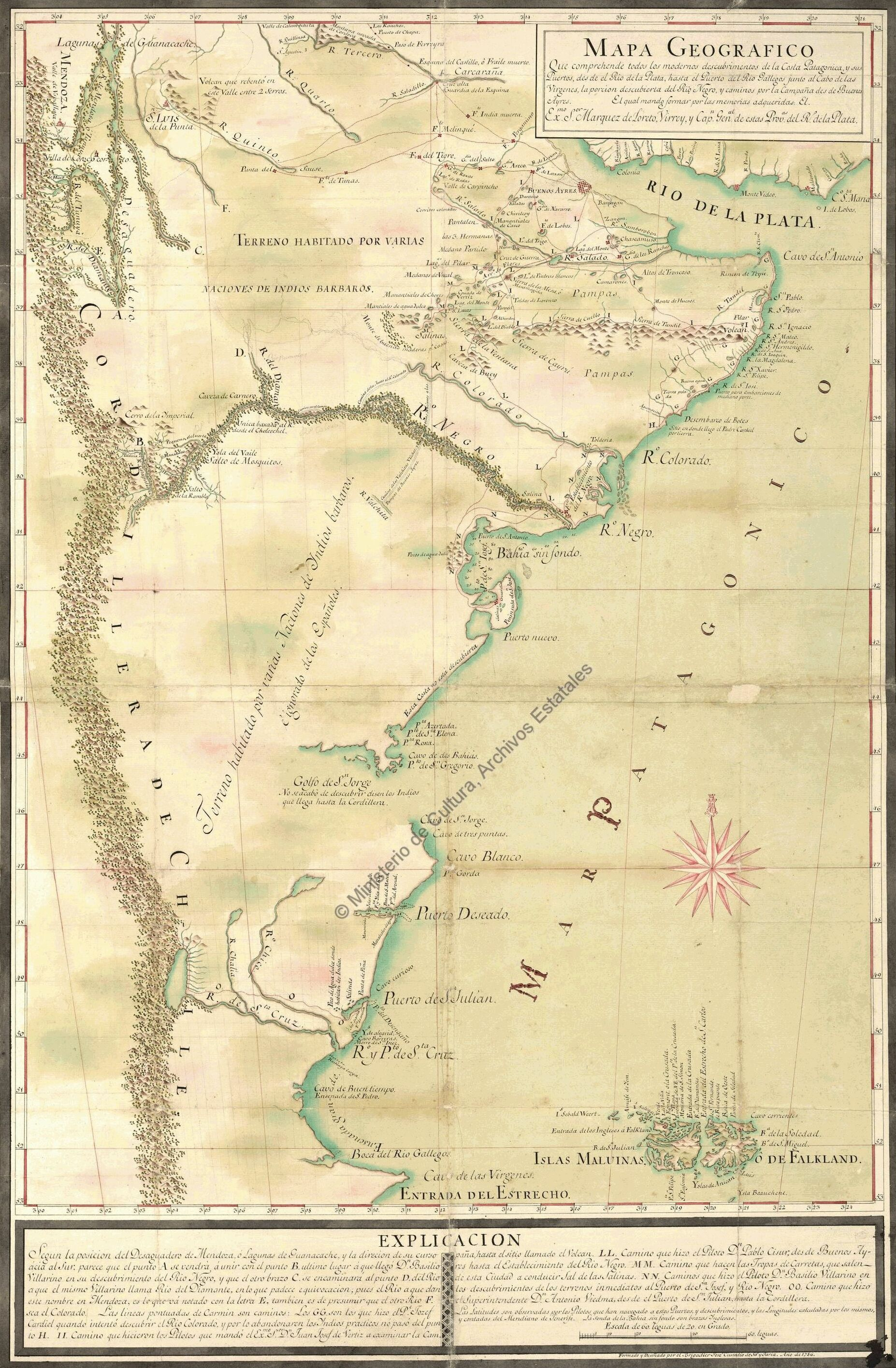
Mapa del Virreinato del Río de la Plata titulado “Mapa Geográfico que comprehende todos los modernos descubrimientos de la Costa Patagónica y sus Puertos, desde el Río de la Plata, hasta el Puerto del Río Gallegos junto al Cabo de las Vírgenes”, mandado a confeccionar por el Virrey, Nicolás Felipe Cristóbal del Campo, marqués de Loreto, en 1786.

Desde ese momento de 1766 y no otro, las islas Malvinas que España consideraba una posesión patagónica quedarían sometidas a Buenos Aires. El 29 de septiembre del año siguiente, el Rey remitió al Gobernador de Chile, Antonio de Guill y Gonzaga, las noticias sobre las islas que se hicieran llegar a Ruiz Puente.

Carta esférica de las costas de la America Meridional hecha por Juan de Lángara en 1798 incluyendo las costas patagónicas y los asentamientos en esta además del nombre reyno de Chile.

Las reales cédulas hablaron de la administración de la provincia de Nahuelhuapi por parte del reino de Chile.

confirmar la misión nombrada Nuestra Señora de la Asunción de indios puelches y poyas en la provincia de Nahuelhuapi del reino de Chile
Real cédula del 23 de febrero de 1713

Los proyectos de segregación del corregimiento de Cuyo fueron combatidos por el Cabildo de Santiago desde al menos 1765. En 1775 se envió al rey un memorial redactado por Manuel de Salas en el que se declaraba indisoluble las entidades de Chile y Cuyo y que de prosperar la inclusión de la Provincia de Cuyo al Virreinato del Río de la Plata se le pedía que se incorpore también a él todo el Reino de Chile. Tras la real cédula del 27 de octubre de 1777, se declara constituido el Virreinato del Río de la Plata y bajo su jurisdicción:

[...] los territorios de las ciudades de Mendoza y San Juan que estaban a cargo de la gobernación de Chile.

El límite sur de los territorios transferidos al naciente virreinato es el río Diamante, acorde con al acta de fundación de la ciudad de 
Mendoza y con el mapa de Juan de la Cruz Cano y Olmedilla de 1775, el cual fue usado por el rey para crear el nuevo virreinato. En el mapa se explicita el término "Chile Moderno" en la Patagonia, además de apreciarse el nombre "Reino de Chile" inclusive en la parte oriental de los Andes. La Comarca Desierta de la Patagonia o Chile Moderno limitaba con los dominios de Buenos Aires en el cabo Corrientes, un poco más al norte de la actual ciudad de Mar del Plata. El 7 de abril de 1776 mediante una real orden el rey dispone que se le de a Cano y Olmedilla una gratificación en dinero "en atención a la diligencia y acierto con que ha compuesto y grabado el Mapa de América
Meridional". El 23 de febrero de 1802 mediante una Real Orden se autoriza el reparto de ejemplares del mapa en los ministerios y el consejo de Indias.
A solicitud del virrey del Perú Manuel Amat y Juniet, el rey Carlos III de España emitió una real orden el 20 de agosto de 1767 mediante la cual transfirió el gobierno de Chiloé a la jurisdicción directa del virrey del Perú de manera provisional con el fin de que pudiera facilitarse la construcción de defensas. El 28 de marzo de 1768 el virrey nombró al capitán de dragones Carlos de Beranger como gobernador militar en reemplazo de Manuel Fernández de Castelblanco. En la misma provisión separó provisoriamente a Chiloé de la jurisdicción del capitán general de Chile y de la Real Audiencia de Santiago:

(...) separar, al ménos por ahora, i con dependencia de la aprobacion de S. M., la jurisdiccion temporal de aquella isla i sus adyacencias de la capitania jeneral de Chile i real audiencia de Santiago; i sujetarlas a éstas de donde con mas prontitud i facilidad se pueden ministrar auxilios militares i politicos por medio de la frecuente navegacion, como que de esta capital dimanan i han dimanado los recursos del situado i sinodo (...) Como virrei i capitan jeneral de los reinos del Perú i Chile, mando en nombre de S. M. que la espresada provincia, sus castillos, islas, plazas i fortalezas, por ahora i miéntras duraren las operaciones que se van a emprender para su fortificacion, mejor servicio del rei i beneficio de dichos naturales, queden sujetas a esta capitania jeneral i en lo politico a esta real audiencia, adonde podren interponer los recursos que permiten las leyes.

Carlos III aprobó la provisión del virrey mediante la real orden del 15 de octubre de 1768, permaneciendo Chiloé bajo jurisdicción del obispado de Concepción.
El 1 de octubre de 1788 el rey expidió otra real orden retrotrayendo Chiloé a la dependencia de la gobernación de Chile, pero la orden nunca fue cumplida por el virrey del Perú, lo cual estaba entre sus atribuciones ya que toda orden real no podía ejecutarse hasta recibir el cúmplase del virrey.
Por real título de 19 de mayo de 1784 Chiloé fue transformada en intendencia y Francisco Hurtado del Pino designado como gobernador intendente. Sin embargo, debido a diversos problemas durante la administración de Hurtado, en 1789 el rey revirtió Chiloé a su estatus de gobierno político y militar, aboliendo de esta forma la intendencia.
Sin embargo, en todos los mapas oficiales de la corona siguieron mostrando a Chiloé y su distrito dentro de Chile. La intendencia dependía en lo religioso del obispado de Concepción, mientras que en lo militar debía conmensurar sus decisiones con el comandante de Fronteras de Chile. Hurtado describe los límites de la nueva entidad administrativa:

[...] al Norte es el Río Bueno, al sur el Cabo de Hornos, al Este la Cordillera de los Andes y toda la Tierra Firme e islas comprendidas entre estos tres rumbos, contiguas a la costa.

En 1787 son creadas la Intendencia de Santiago y la Intendencia de Concepción. La primera tenía como frontera jurídica norte el desierto de Atacama; la segunda se extendía hasta el Biobío, más algunos territorios próximos, pero de su margen izquierda. Según lo comunicado por el brigadier español Ambrosio de Benavides Medina —designado por el rey Carlos III de España como gobernador del Reino de Chile— y el regente Tomas Antonio Álvarez de Acevedo y Robles:

[...] la capitanía jeneral de Chile se dividiese en solo dos intendencias, la de Santiago que se estenderia desde los confines australes del virreinato del Perú hasta las orillas del río Maule; i la de Concepción que comenzaría en este río para terminar en los últimos fuertes de la frontera araucana.

En 1792 se realiza una expedición al mando de Francisco de Clemente y Miró junto a Luis Lasqueti a la isla Inche del archipiélago de Chonos.
La 3.ª fundación de Osorno, autorizada a Ambrosio O'Higgins por Real Orden del 7 de diciembre de 1793, redujo parcialmente el Gobierno de Chiloé en beneficio de la Intendencia de Concepción. Sus límites territoriales, según el propio O'Higgins, eran:

[...] por el sur el río Maypue, en que termina la provincia de Chiloé, por el norte el río de Pilmaiquén, por el oeste la costa entre Río Bueno y Maypué, y por el este la gran cordillera.

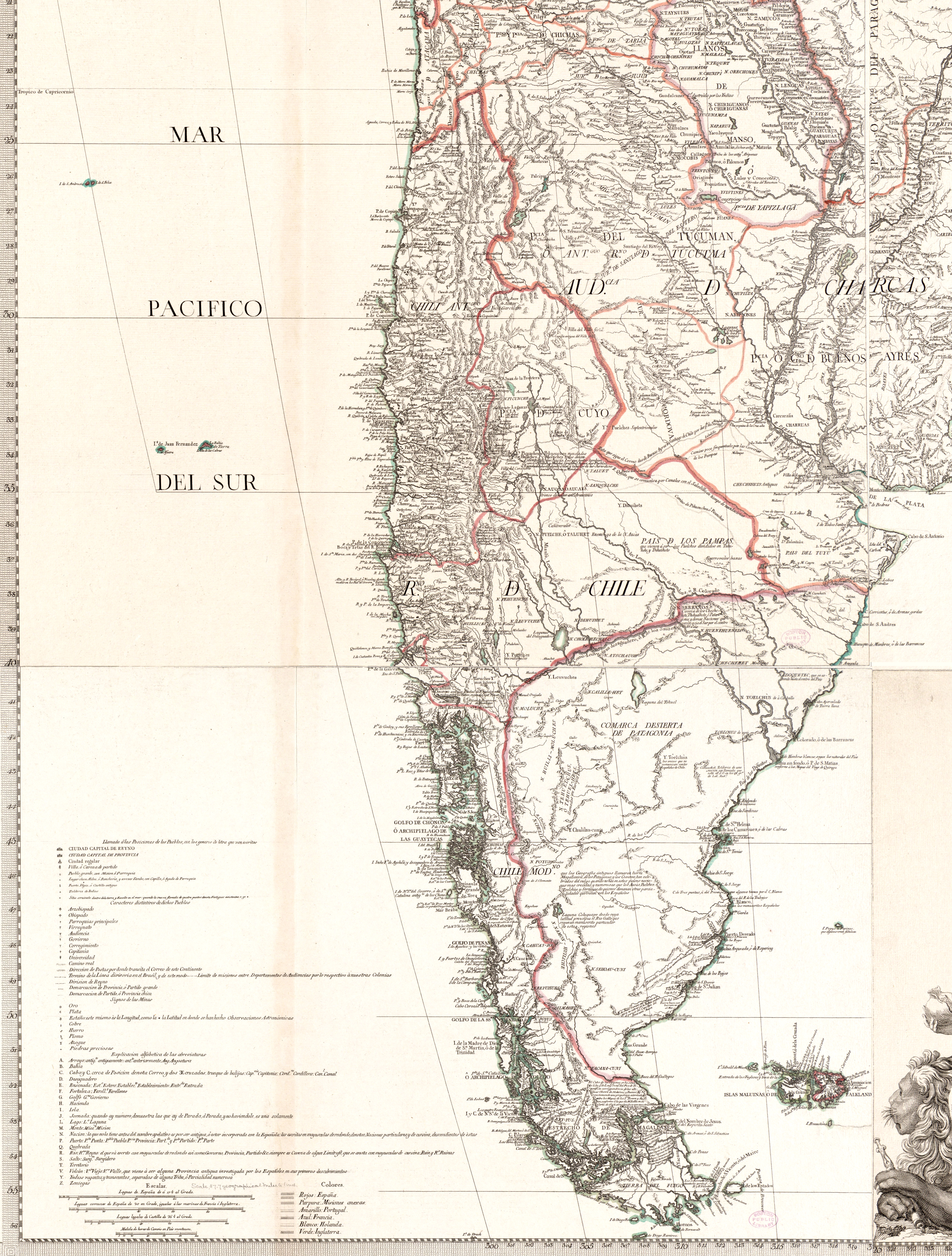
Reino de Chile según Juan de la Cruz Cano y Olmedilla, 1775. La zona del reino que ya estaba asentada en ese año sale denominada como "Chile Antiguo" y las por asentar donde se incluye la totalidad de la Patagonia se le denominó "Chile Moderno".

El 23 de febrero de 1802, por Real Orden, se dispuso el reparto de ejemplares del mapa de Cano y Olmedilla en los ministerios y el consejo de indias. Este mapa muestra la Patagonia dentro del Reino de Chile, anotando allí: "Chile Moderno que los geógrafos antiguos llamaron Tierra Magallánica, de los Patagones y los Césares, tan celebrada del vulgo cuanto no hay en estos países naciones más crecidas y numerosas que los Aucas, Puelches, Toelches y Serranos de quienes dimanan otras parcialidades que tratan con los españoles".  El gobierno de Madrid en 1802, autorizó la venta al público del mapa.
El 20 de diciembre de 1783 se celebró el parlamento en Lonquilmo, presidido por Ambrosio O'Higgins en representación de Ambrosio de Benavides Medina. En este se incorporan al cuatro butalmapu los indígenas del oriente de los Andes, consiguiendo su lealtad al monarca y la vigilancia de las tierras magallánicas a través de los capitanes generales de Chile y del comandante general del ejército de la frontera araucana. El acuerdo relata: 

5.° Que sean en adelante también comprendidos en este mismo butalmapu los puelches y indios pampas que poseen los países de la parte septentrional del reino desde Malalguí y fronteras de Mendoza hasta el Mamilmapu situado en las pampas de Buenos Aires, los que formando un cuerpo y parcialidad con nuestros puelches y pehuenches de Maulé, Chillán y Antuco serán intimados a nombre del Rey Nuestro Señor a someterse en común con los demás indios a los actuales términos de la paz general, asegurados de la protección real siempre que desistan de las perniciosas correrías y hostilidades ejecutadas continuamente con los españoles de la jurisdicción de Buenos Aires (...) 18.° Que han de confesar y reconocer por su Rey y Señor Natural a nuestro católico monarca Carlos III, que Dios guarde; que han de ser fieles y obedecer sin faltar jamás en cosa alguna a las órdenes que de parte de S. M. les fueren comunicadas por los señores capitanes generales y comandante general de la frontera... Asimismo se les encarga de parte de S. M. a los caciques fieles de los expresados butalmapu y a los indios de clase común, si hay en la actualidad hacia las Tierras Magallánicas alguna colonia o establecimiento de gente extraña y que den cuenta de lo que supieren para la
inteligencia de la capitanía general de Chile

 El convenio dado a conocer al rey, quien lo aprueba mediante la real orden de 16 de noviembre de 1784. Se realizaron más parlamentos de aquel tipo por orden del gobernador Luis Muñoz de Guzmán hasta 1803.

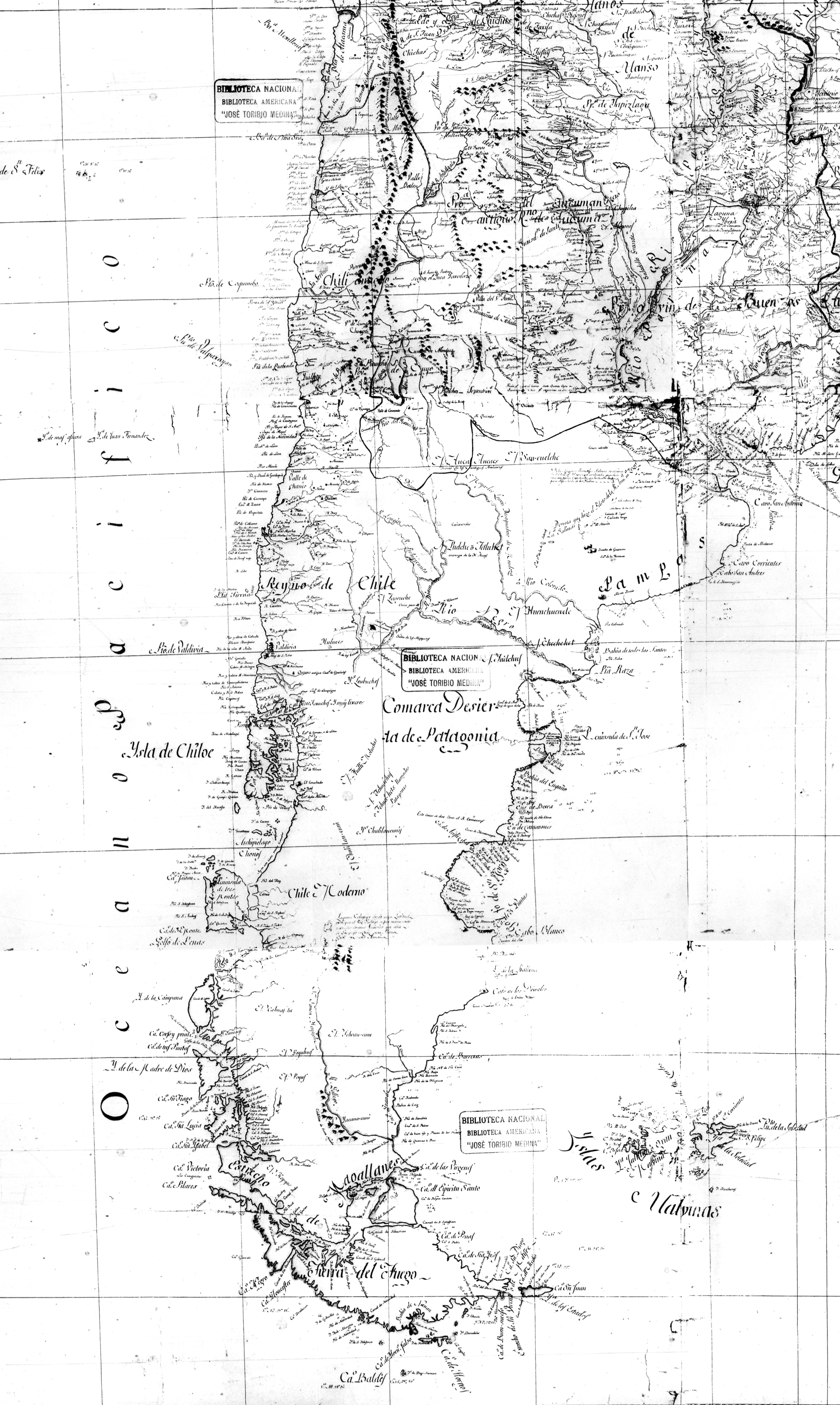
Reino de Chile en el mapa de Agustín Ibáñez y Bojons de 1800, se aprecia una frontera similar a la del mapa de Olmedilla de 1775 en la costa atlántica, cerca del paralelo 36° sur.

En 1800 el teniente coronel del ejército español y capitán primero del cuerpo de Ingenieros, Agustín Ibáñez y Bojons realiza un mapa de la América del Sur en el cual muestra límites similares al mapa de Cano y Olmedilla de 1775, con la diferencia que el límite atlántico del reino de Chile se acerca al paralelo 36° sur en vez del 38° sur, además en su descripción reproducida en el libro Monumenta Chartographica Indiana de 1942, realizado por Julio Guillén Tato para el Ministerio de Asuntos Exteriores de España, se menciona que contiene los "límites del Virreinato de Buenos Aires", además que en el mapa mismo se indica "Fronteras de Buenos Ayres":

Al SE cartela circular con explicación, clave y notas. [...] segun se conbino para el mejor desempeño de los reconocimientos de mar y Tierra que practicó el constructor del mapa en el año de 1800 de Orden de la Superioridad. Es Copia. Contiene los límites del Virreinato de Buenos Aires, de donde seguramente procede, y leyenda en un lugar sobre los de España y Portugal, como ésta: Desde el Puerto de Maldonado hasta el Rio Grande de San Pedro fué levantado por los Geografos de la demarcacion de Límites entre las dos Coronas de España y Portugal que dio principio en el Arroyo de Chuy el Año 1780. Comprende desde el Ecuador hasta los 57°S desde los 23°30E a 24°30W de Buenos Aires. En la misma Real Sociedad Geográfica de Madrid existía otro mapa que, aunque sin tanta finura de lavado, era seguramente el original; estaba firmado por Ibañez y era idéntico en tamaño y en todo. También poseía esta Real Sociedad el mapa de Millau, de la América del Sur (17..), citado por Fernández Duro Disquisiciones Nair. y que sirvió, en gran parte, a Cruz Cano para formar el suyo que hemos descrito más arriba.

El mapa fue enviado al Secretario de Estado José de Urruña por Martínez de Cáceres en 1802 y el propio Ibáñez lo envió en 1804 al Gobierno español con un plan de operaciones para recuperar algunos territorios ocupados por los portugueses.

#### sigloXIX

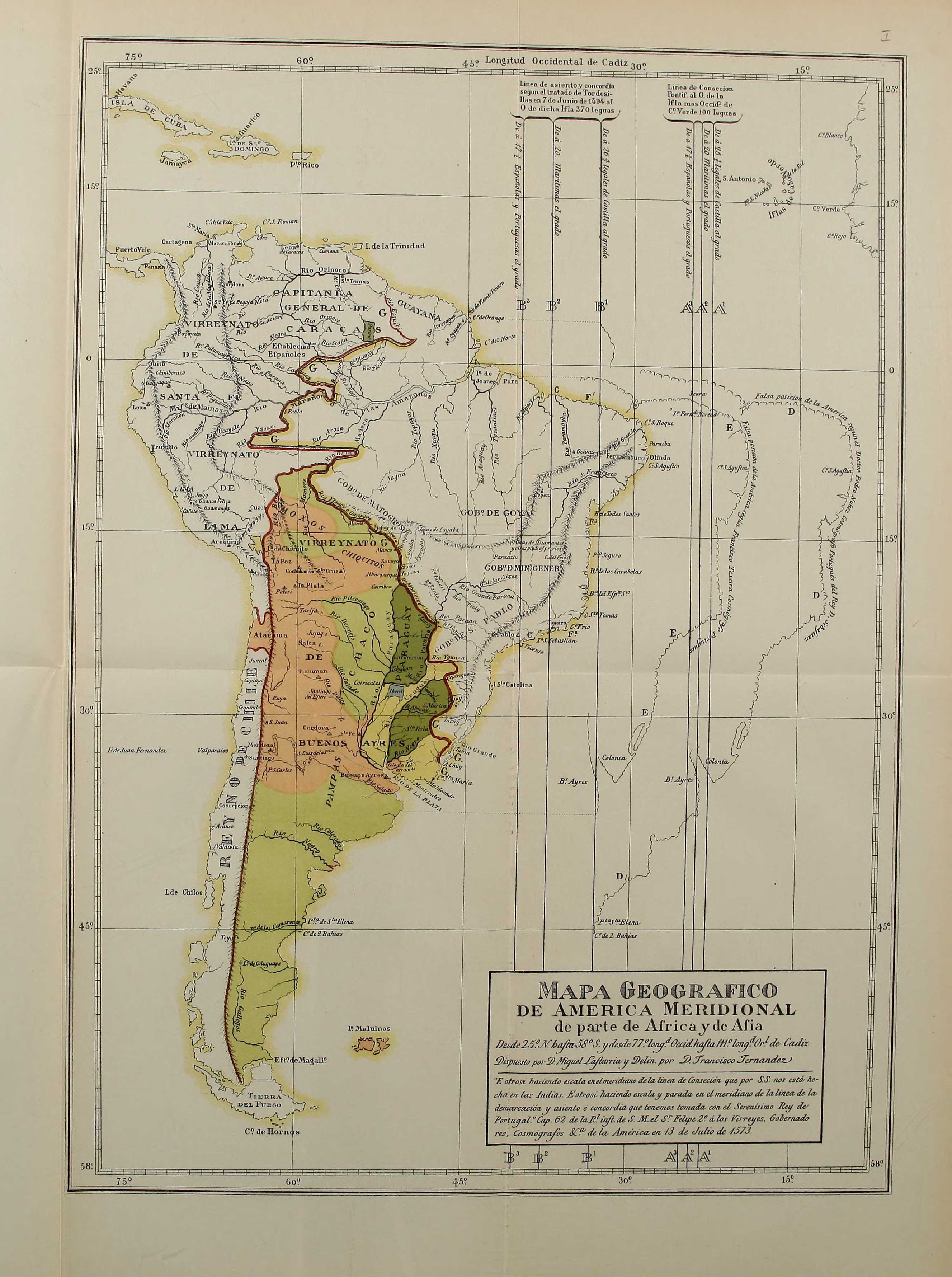
Mapa del Virreinato del Río de la Plata realizado por Miguel de Lastarria en 1804, incluido en la obra titulada “Colonias orientales del Río Paraguay o de la Plata. Tomo 3. Reorganización y plan de seguridad exterior de las muy interesantes colonias orientales del Río Paraguay o de la Plata”.

En el Archivo General de Indias es conservado un manuscrito del primer delineador del Depósito Hidrográfico de la Corona de España, el teniente de navío Andrés Baleato. Creado por una real cédula, termina con tres notas, en la segunda de las cuales enuncia:

En la costa setentrional del Estrecho de Magallanes está el Morro de Santa Águeda o Cabo Froward, desde el cual corre hacia Norte la Cordillera de los Andes y divide a la tierra patagónica en oriental y occidental. La oriental siempre se consideró del Virreinato de Buenos Aires hasta el Estrecho de Magallanes, sin embargo de no tener más establecimientos que hasta el Río Negro y la Guardia de la Bahía de San José. La Patagonia occidental pertenecía al Reino de Chile hasta el mismo Estrecho de Magallanes, no obstante que las conversiones de indios no pasaban de lo más Sud del Archipiélago de Chiloé con algunas entradas que hacían los misioneros en el Archipiélago de Guaytecas o de Chonos. La tierra del Fuego no tuvo establecimientos ni conversiones pertenecientes a Buenos Aires ni a Chile y su separación del continente por el Estrecho de Magallanes hacía imaginaria su pertenencia.
Andrés Baleato, Descripción geográfica del Virreinato del Río de la Plata (1803).

Por encargo del intendente de Concepción, el alcalde provincial don Luis de la Cruz emprendió en 1806 la exploración del camino de los chilenos hacía el Atlántico. El intendente lo autorizó diciendo "cómo se podrá extender hasta nuestros establecimientos de la costa de Patagonia". Cruz fue acompañado por un grupo de oficiales del ejército real de Chile y a poca distancia de Buenos Aires, le dijo al cacique aucae Curripilún: "Vosotros fuistéis siempre pobres hasta que llegaron los españoles a estos desiertos chilenos a procrear caballos, vacas y ovejas para vuestro sustento". Y en un memorial presentado al Tribunal del Consulado de Santiago en 1807, el explorador dijo: "Encontrará el Consulado que por él se une a este reino con el de Buenos Aires, quedando a nuestro favor tanto número de tierras cuantas puede gozar el reino de Chile en toda su extensión. Encontrará V.S. calidades de terrenos primorosos para extender nuestras haciendas de ganados, y que nuestro comercio se extiende hasta Europa. Encontrará arbitrios seguros para defendernos por las costas patogénicas de nuestros amigos (los indios) para la defensa, sin multiplicar gastos al erario y mediante ellos extender nuestros descubrimientos y conquistas a los lugares más remotos".

## Territorio en disputa

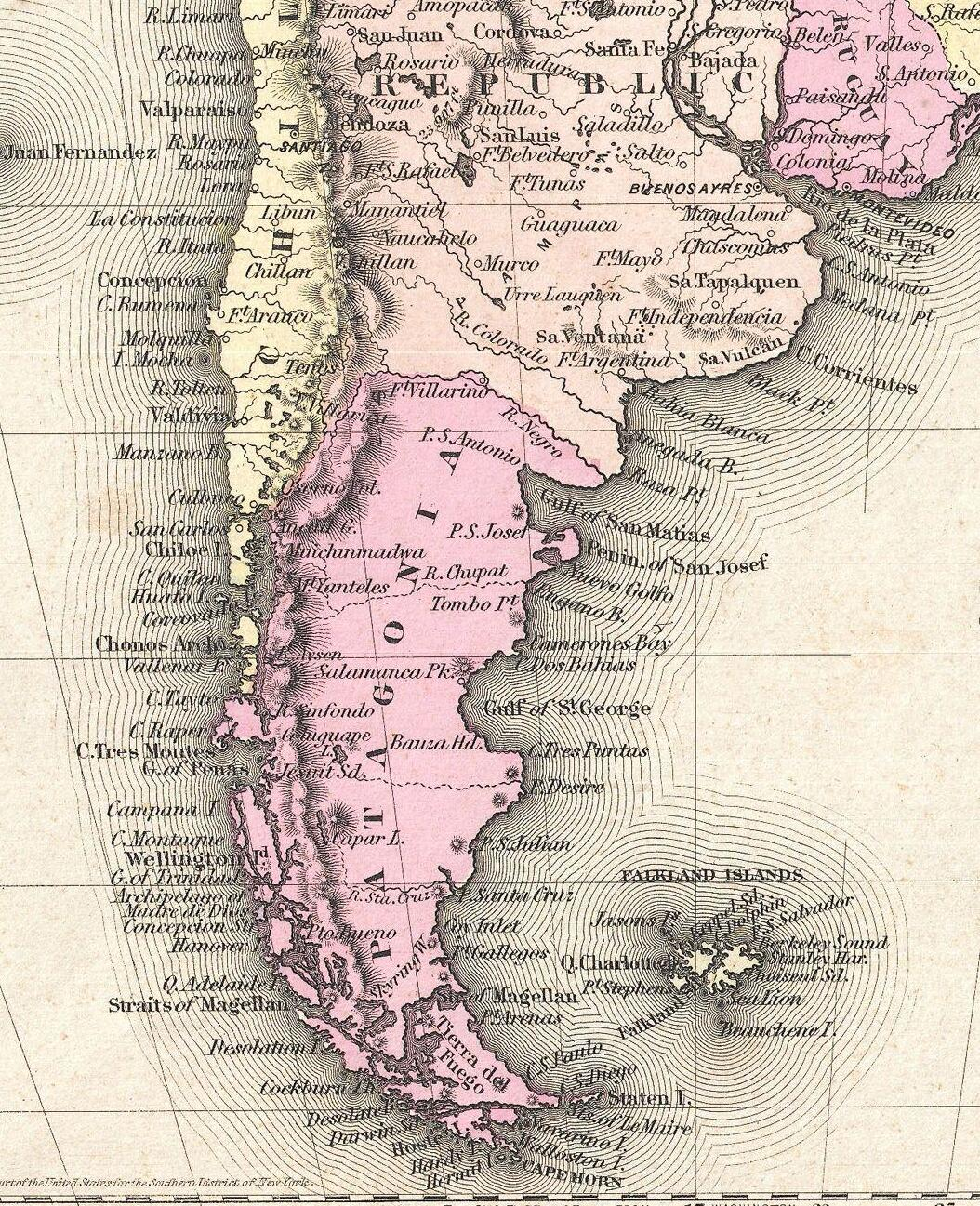
Mapa inglés de la Patagonia (Oriental y Occidental) en otro color al de Chile y Argentina. El lado occidental de la región no estuvo en disputa por ambos países.

Los mapas oficiales de la Corona, y reales cédulas mencionan la región patagónica. El mapa de Juan de la Cruz Cano y Olmedilla de 1775, las misiones jesuíticas del Arzobispado de Santiago que intentaron a finales del siglo XVII para evangelizar a los indios de Nahuel Huapi, y los asentamientos en la costa atlántica son antecedentes de la presencia de España en la región. Así, la Patagonia, era incluso más extensa que la región que actualmente lleva tal nombre, abarcando casi todo el litoral marítimo actual de Argentina y la Pampa Seca Central que actualmente no abarca.
Comenzaba mucho más al norte que el río Colorado, abarcando el sur de la actual provincia de Mendoza, Buenos Aires, además de la totalidad de La Pampa, San Luis, e incluso zonas del oeste de Córdoba.
Su límite se encontraba en los ríos Diamante, Quinto, y en el río Hueuque, y al encontrarse separados estos tres ríos por extensos territorios, también utilizaba tres líneas imaginarias por campos, o naturales por montes (una línea que pasaba por sobre el río Desaguadero, otra que bajaba por las lagunas encadenadas del oeste bonaerense, y otra por las sierras bonaerenses hasta el mar) que unían dichos puntos según el documento oficial de Cano y Olmedilla de 1775.

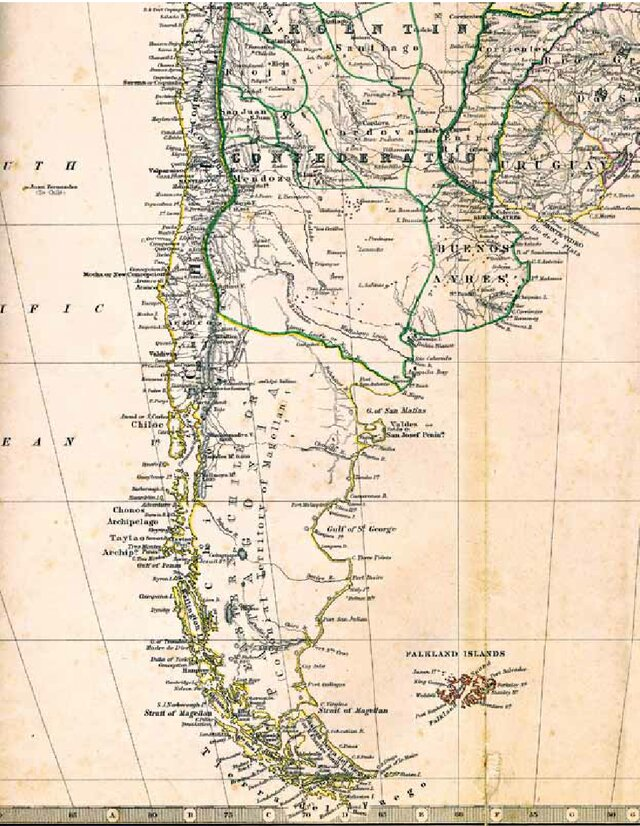
Mapa en inglés de 1861 mostrando el límite entre Chile y Argentina en el río Negro.

En 1810, fecha acordada por las nacientes repúblicas hispanoamericanas para aplicar el principio del uti possidetis iuris, la Patagonia se encontraba mayormente desocupada por el imperio Español, el cual sostuvo reuniones con caciques indígenas, como los organizados por Ambrosio O'Higgins.
La región patagónica tuvo presencia de fuertes españoles en su costa atlántica y pertenecía de iure al imperio gracias al tratado de Tordesillas de 1494, por lo que tanto Chile como Argentina rechazaron desde el comienzo de que el territorio hubiese sido res nullius, además este último concepto hubiese beneficiado a potencias extranjeras como Gran Bretaña, la cual organizó las expediciones de donde estuvo presente Charles Darwin, o Francia la cual tuvo cierto interés en el estrecho de Magallanes.
El concepto del uti possidetis iuris fue reafirmado por Argentina y Chile en el tratado de 1856, el cual ambiguamente consignó el respeto de las fronteras coloniales entre las partes firmantes. La disputa de la Patagonia Oriental tiene como base el desacuerdo sobre cuál es el límite heredado del imperio Español entre Chile y el otrora Virreinato del Río de la Plata.
La disputa entre ambos estados por los territorios patagónicos al este de los Andes comienza desde 1843 en adelante, tras la fundación del fuerte Bulnes por parte de Chile, muchas veces incluyendo gran parte de la ribera del estrecho de Magallanes en distintas medidas a su vez como la Tierra del Fuego. Tan solo un año antes se había producido un incidente en la zona montañosa de Talca.

## Historia
Durante la guerra del Pacífico, Chile enfocó sus esfuerzos en su norte, al igual que con la guerra contra la Confederación Perú-Boliviana, descuidando por un tiempo, la ocupación de la Araucanía, la Patagonia Oriental y Pampa Seca, dejándolas para más adelante. En 1843 Chile funda el Fuerte Bulnes y ya en la década de 1870 ocupa el territorio al sur del río Santa Cruz, fundando el asentamiento llamado Puerto Gallegos (actual Río Gallegos), por su parte, Argentina intenta controlar la bahía San Gregorio y controla la isla Pavón y la isla de los Estados, además de que logra grandes avances en la ocupación del norte de la región en disputa.

### Conflicto con indígenas de la región, con bandas realistas y la ocupación argentina del norte de la Patagonia Oriental

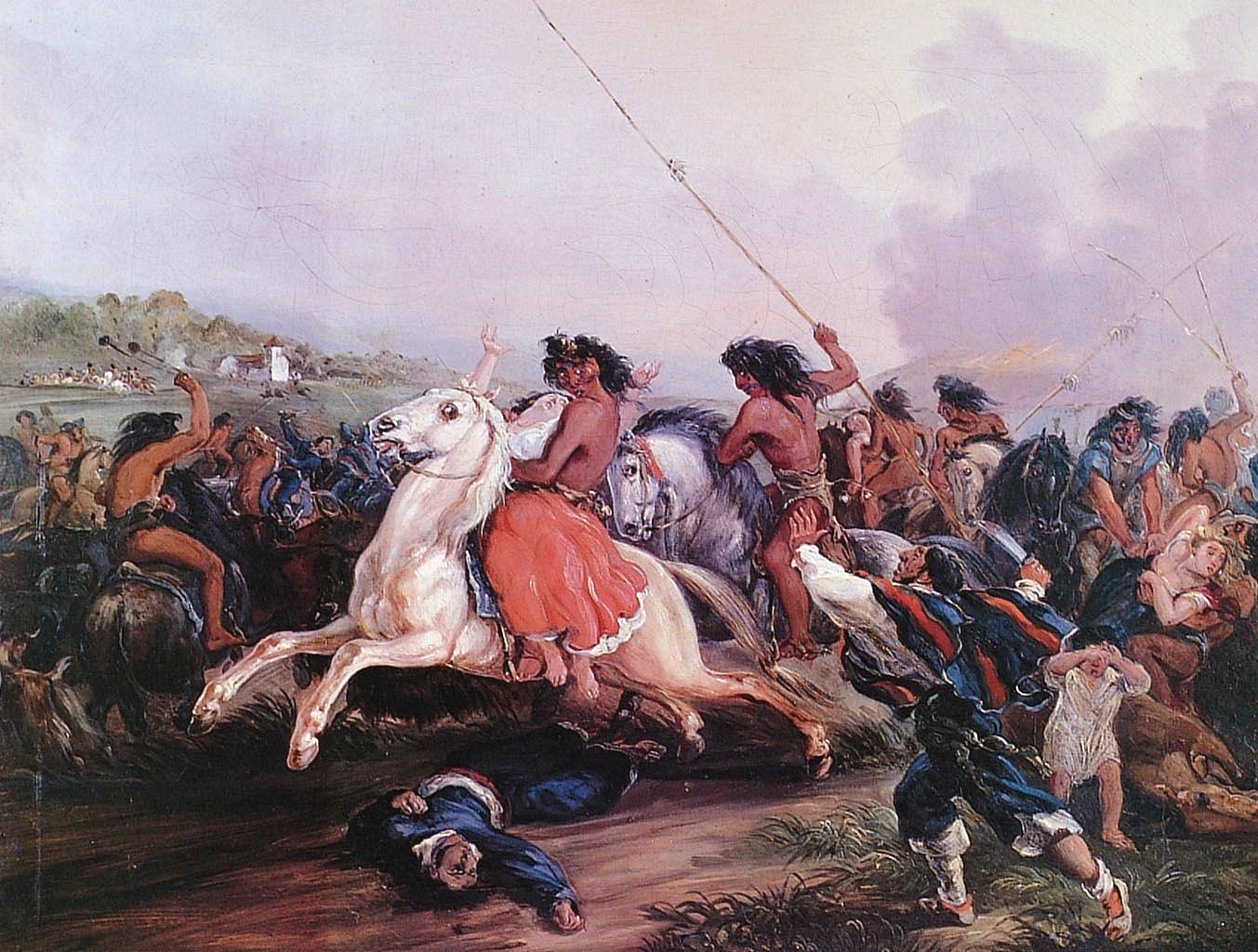
El malón (1845), por Mauricio Rugendas.

En aquellos territorios colindantes con la incipiente República Argentina, los indígenas realizaron los llamados "malones" perpetrando un robo de más de 8 millones de cabezas de ganado vacuno (debe tenerse en cuenta que la materia prima era más costosa que hoy en el mercado mundial), daño a 35 mil personas entre estas, mujeres secuestradas, violadas, que regresaban con hijos producto de esto y con graves secuelas psicológicas.

Mapa de la presencia efectiva de la República de Chile en la Patagonia Oriental entre 1810 y 1877 antes de las campañas argentinas de Roca en 1877 y Villegas en 1884, y antes del tratado de 1881.

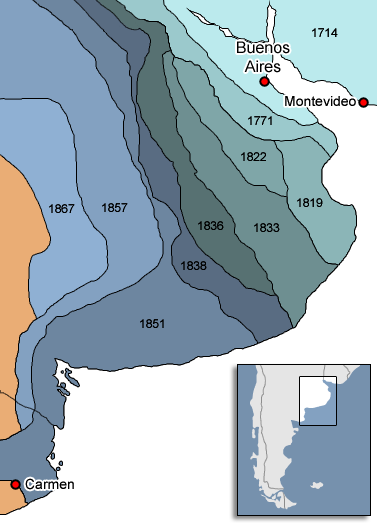
Mapa del avance de la frontera argentina hasta el establecimiento de la zanja de Alsina.

Aunque pocos antecedentes de daño de argentinos previos a la década de 1820 contra los indios puedan encontrarse, lo cierto es que en muchos casos el criollo era visto por el indígena como un invasor, y buscaba atacarlo, para defenderse y obtener provisiones. En otros casos, los ataques correspondían a acciones políticas debido a la adhesión de muchos indígenas a la causa realista. Estas incursiones salían desde la Pampa Seca, y de la Patagonia.
Juan Manuel de Rosas, antes de llegar al poder, dispuso un grupo de defensa desde 1819, con los que el 15 de noviembre de 1825 inició exploraciones desde Chascomús hasta Neuquén y Mar Chiquita.
El 20 de noviembrede 1826 Chile firma un acuerdo diplomático con las Provincias Unidas del Río de la Plata en el cual se reconoce el principio de uti possidetis iuris, sin embargo, el tratado no fue ratificado por Chile, por lo que nunca entró en vigor.
El gobierno de las Provincias Unidas representado por Buenos Aires y en específico el general Juan Gregorio de Las Heras, llegado a Chile en 1813, no manifestó su molestia por parte del gobierno rioplatense contra la banda de los hermanos Pincheira, sino, que esperó del Presidente Joaquín Prieto una reacción contra la banda, considerando los territorios donde la banda actuó (Neuquén y otros territorios al oriente de los Andes) fuera de su jurisdicción.

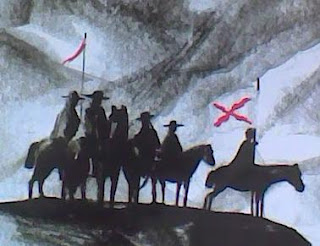
Los hermanos Pincheira estuvieron activos entre 1813 y 1832, siendo protagonistas de la guerra a muerte en Chile en favor del bando realista.

Los Pincheira realizaron acciones de guerrilla en conjunto con aproximadamente otros 300 pistoleros, en favor de la causa realista, como también lo hicieron indígenas que pertenecían a este bando, incluso en aquella década.
Rosas intentó llegar a acuerdos directos con los Pincheira, defendiendo para Argentina lo que fue la frontera indígena sur del virreinato del Río de la Plata. Con tal objetivo envía una carta a José Antonio Zúñiga, comandante de las partidas, con fecha del 8 de noviembre de 1830 describiendo la frontera que no debían traspasar:

Las guardias que pertenecen a esta provincia de mi mando y a la de Santa Fe, y que es necesario que U.U. respeten como cosa sagrada, son: Patagones, Bahía Blanca, Tandel, Solores, Chascomuz, Ranchos, Monte, Lobos, Navarro, Luján, Fortín de Areco, Salto, Pergaminos, Rojas, Mercedes y Melincué. Esta es la línea de adentro. La de afuera corre desde la Bahía Blanca a Trimosí, de Trimosí a la Cruz de la Guerra, de la Cruz de la Guerra al Potroso, y del Potroso a Mercedes y Melincué, cuya línea es igualmente necesario que la respeten U.U. como lo más sagrado con todas las estancias que están dentro de ellas
8 de noviembre de 1830, Carta del gobierno de Rosas a los Pincheira

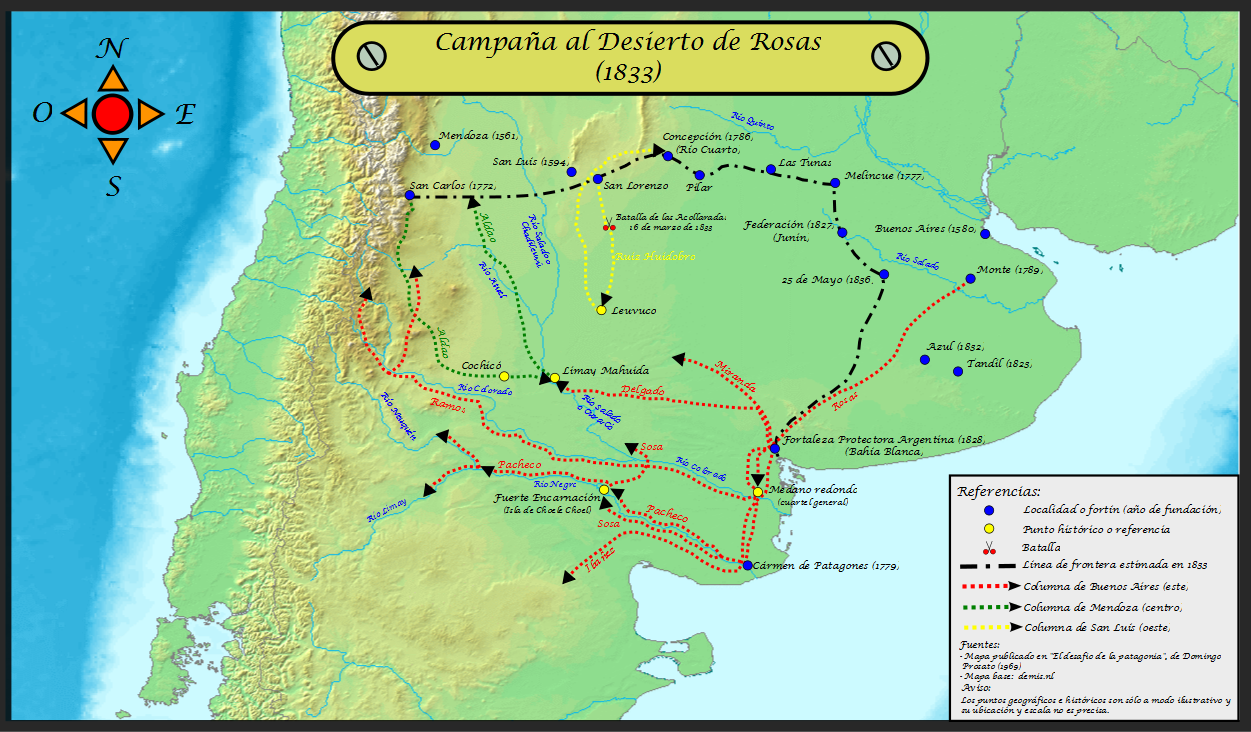
Mapa de la campaña de Rosas al Desierto con los movimientos de las distintas columnas.

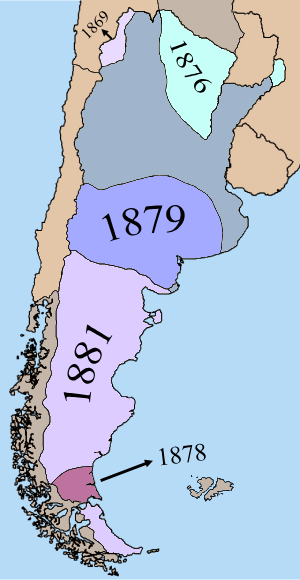
Mapa de la ocupación de territorio pretendida por el Estado argentino en el.

En 1833 y principios de 1834, Juan Manuel de Rosas comanda la expedición militar conocida como la campaña de Rosas al Desierto, la cual se realizó durante el gobierno de Juan Ramón Balcarce contra los indios pampas, los ranqueles, los tehuelches y los mapuches, ubicados en las pampas y el norte de la Patagonia y que contó con la colaboración inicial de las provincias afectadas por la frontera aborigen.
La campaña tuvo varios propósitos, todos ellos relacionados, que fueron: someter a la obediencia criolla a los indígenas del desierto o la tierra adentro, terminar con los malones indios que asolaban constantemente a las poblaciones interiores, rescatar a los cautivos en poder de los aborígenes, incorporar tierras para la agricultura y la ganadería y efectivizar las soberanías provinciales sobre los territorios incursionados.
Varias décadas después entre 1878 y 1885, Julio Argentino Roca lidera la conquista del Desierto por la que conquistó grandes extensiones de territorio que se encontraba en poder de los pueblos originarios, y que jurídicamente se encontraba en disputa con Chile, ocupando el territorio en disputa por el norte.
La primera parte de la llamada campaña del Desierto, dirigida por el general Roca, fue desde 1879 hasta 1881 y ella llegó hasta el río Negro. Solo a raíz del tratado de 1881, la campaña del Desierto continuó después y traspasó el Río Negro donde se proyectó hasta, aproximadamente, lo que ahora es Río Gallegos.

### Propuesta de anexión de Cuyo a Chile

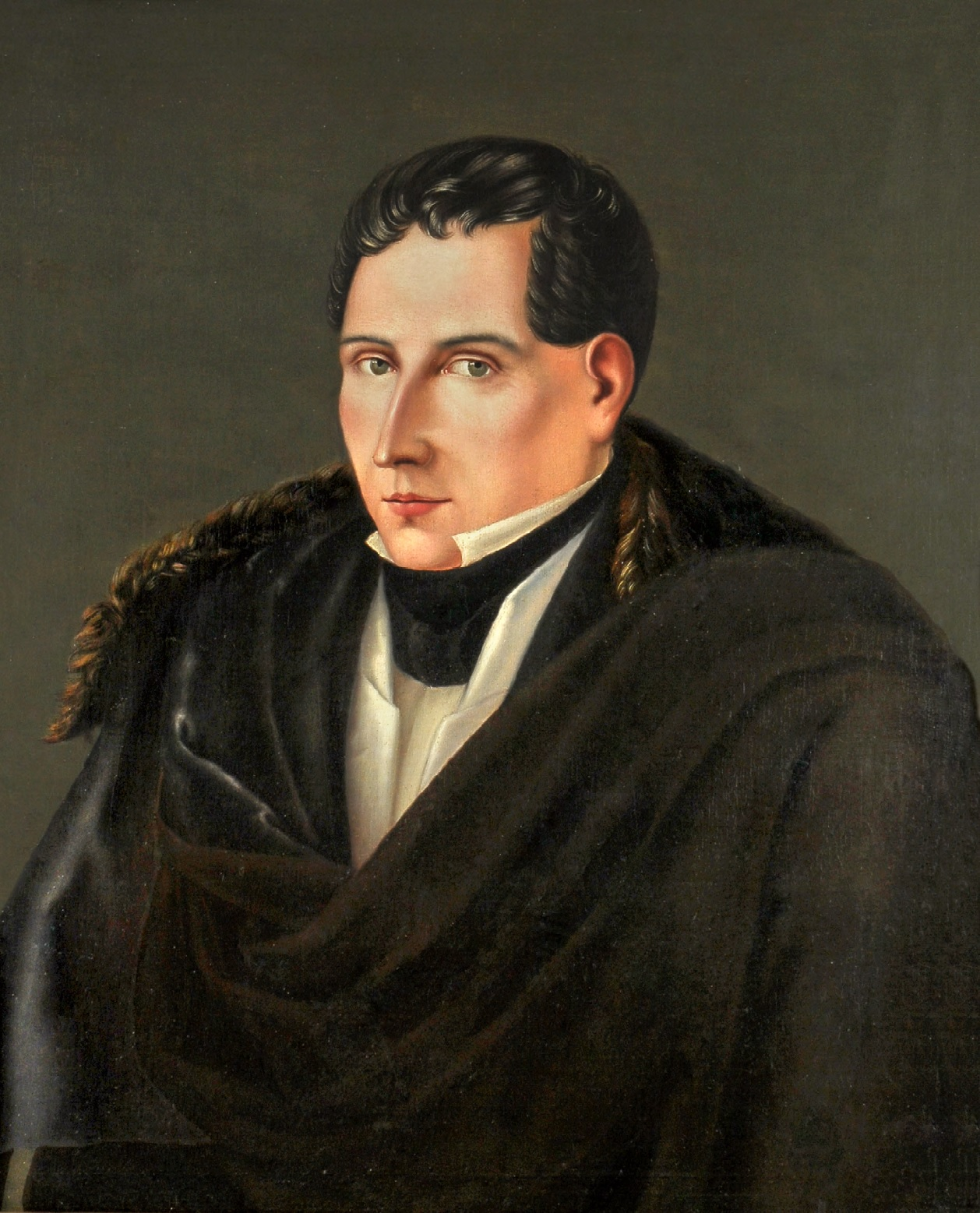
El ministro chileno, Diego Portales.

Durante las guerras civiles rioplatenses, en Cuyo comenzó a pensarse en la secesión. El aislamiento con respecto al resto del territorio ayudó a crear un sentimiento de reincorporación a Chile del cual fue segregado en 1776. Las principales relaciones comerciales de Mendoza y las ciudades aledañas seguían ligadas al Pacífico y no al Atlántico.
En 1835 fue enviada al Palacio de La Moneda en Santiago una misión donde estuvo Juan Domingo Castro y Calvo y Juan de Rozas Corres, para proponer la anexión en términos coloquiales. Paralelamente, los influyentes ciudadano argentino José Lisandro Calle, Vicente Gil y Casimiro Recuero buscaron acercarse al ministro Diego Portales, sin embargo, éste rechazó la oferta, argumentando que tal anexión habría sido una gran responsabilidad de una provincia situada al otro lado de los Andes. Calle insistió enviándole una carta el 11 de marzo hasta su Hacienda Rayado, en La Ligua. Argumentando que los Andes son "cien veces" menos dificultosos de traspasar que el desierto que separaba a Mendoza de Buenos Aires y el Atlántico. Esta carta no tuvo respuesta, y en vez de eso se firmó un acuerdo comercial el 3 de abril, ratificado en Mendoza el 3 de julio y en Santiago el 22 de octubre.
Además, en la carta se sugirió que no sería difícil apoderarse de Mendoza, San Luis y de San Juan, y que «las admitiese en la asociación política de este país», escribió argumentando además que los mendocinos simpatizaban por el lazo sanguíneo con Chile mucho más que con las provincias de Córdoba, Buenos Aires o Salta, que no tiene ningún lazo cultural, lingüístico y musical y que estaban dispuestos a ir a una guerra con Chile en contra las provincias del litoral. El coronel Lorenzo Barcala fue fusilado el 1 de agosto de 1835 acusado de conspirar para asesinar a las autoridades federales de la provincia y de conspirar para que Mendoza, San Luis y San Juan formaran parte de Chile.
A pesar de que Cuyo tenía como límite el río Diamante, en caso de haber aceptado, la República de Chile habría controlado de manera efectiva, territorio al este de los Andes tempranamente, lo que hubiese facilitado los esfuerzos colonizadores de la Patagonia Oriental.

### Bernardo O'Higgins se refiere a la Patagonia completa como chilena

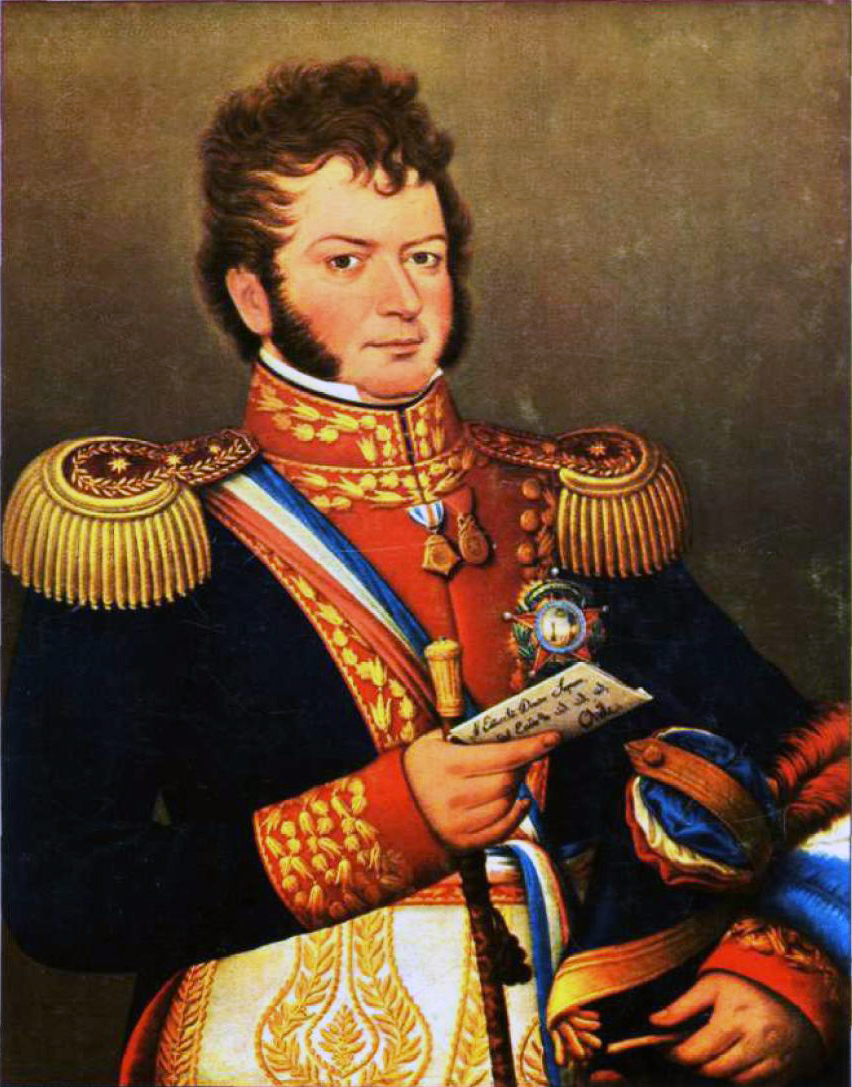
Bernardo O'Higgins habló sobre el potencial de la costa atlántica en la Patagonia.

En 1830 el político chileno Bernardo O'Higgins (hijo de Ambrosio) envió al presidente chileno Joaquín Prieto una carta:

Estas materias, repito, que ocupan mi imaginación me permiten, mi querido general, no solamente recomendarle, sino también imprimir en Ud. la grande importancia de calcular y adquirir por todos los medios posibles la amistad, no solamente de los araucanos, sino aún con más vigor, de los pehuenches y huilliches, conviniendo como yo convengo con Molina, que todos los habitantes de los valles del Este, así como del Oeste de los Andes, son chilenos. Yo considero a los pehuenches, puelches y patagones por tan paisanos nuestros como los demás nacidos al norte del BíoBío; y después de la Independencia de nuestra patria, ningún acontecimiento favorable podría darme mayor satisfacción que presenciar la civilización de todos los hijos de Chile en ambas  bandas  de  la  gran  cordillera  y  su  unión  en  una  gran familia [...] Yo me gozo, pues mi querido general, en la confianza de que no anda muy distante el día en que el bárbaro y errante leñador de las Pampas se convierta en civilizado pastor, y el pobre y desnudo salvaje de la Tierra del Fuego en un industrioso y acomodado pescador
Bernardo O'Higgins, 1830

El año siguiente envía una carta a la Marina Real Británica hablando sobre su país:

Chile viejo y nuevo se extiende en el Pacífico desde la bahía de Mejillones hasta Nueva Shetland del Sur, en latitud 65° Sur y en el Atlántico desde la península de San José en latitud 42° hasta Nueva Shetland del Sur, o sea, 23° con una superabundancia de excelentes puertos en ambos océanos, y todos ellos salubres en todas las estaciones. Una simple mirada al mapa de Sudamérica basta para probar que Chile, tal como queda descrito, posee las llaves de esa vasta porción del Atlántico Sur.
Bernardo O'Higgins, 1831

El año 1840 lo pasó en su hacienda de Montalván preocupado durante el día del trabajo de los esclavos y campesinos y en la noche en el estudio y despacho de la correspondencia a sus amigos. Le preocupó especialmente la situación de las tribus indígenas, las que debían ser integradas a la civilización y a la fe católica. También le preocupó la integración y colonización de las tierras magallánicas. Supo de las últimas exploraciones del comandante Robert Fitzroy en los canales patagónicos por lo que consideraba que el gobierno urgentemente debería ejercer su soberanía en la región y facilitar la navegación del estrecho de Magallanes mediante el empleo de remolcadores a vapor.
En la mañana del 24 de octubre de 1842 se sintió con energía por lo que se hizo vestir, quiso que lo sentaran en un sillón, pero no pudo soportarlo, por lo que lo tendieron nuevamente en su cama. De repente, entre su respiración entrecortaba, exclamó: «¡Magallanes!» y expiró, falleciendo en el momento.

### Incidente en la zona cordillerana de Talca, potreros de cordillera

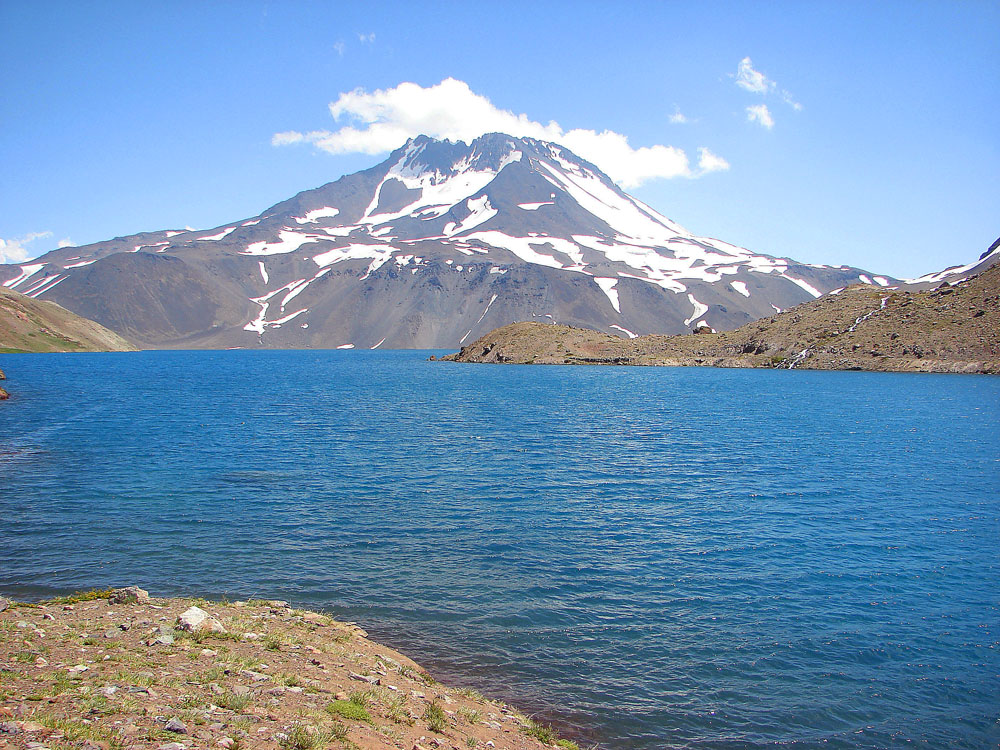
Lago Teno o Planchon, en la zona cordillerana del Maule, Chile

En el contexto de las tensiones entre el bando unitario y federal en la política rioplatense, la presencia de exiliados de este país en Chile, y el corte del tráfico comercial con Mendoza ordenado el 13 de abril de 1842 por parte el presidente chileno Manuel Bulnes, y el enojo del gobernador mendocino José Félix Aldao (del bando federal de Juan Manuel de Rosas), se produce en marzo de 1845, un tenso acontecimiento en que el ganadero chileno residente en Talca, Manuel Jirón, es abordado por una pandilla de diez o doce cuatreros argentinos provenientes desde Cuyo en su hacienda. Estos solicitaron un pago de dinero en nombre de la Gobernación de Mendoza. Estos le solicitaron el pago debido a los pastoreos de reses que Jirón realizaba en los potreros de El Yeso, Los Ángeles, Valenzuela y Montañés.
Jirón paga el monto ante la amenaza de estos de despojarle sus animales, lo que después constató ante las autoridades chilenas, esperando la indemnización del dinero. El incidente fue conocido como la "cuestión de los potreros de cordillera".
El territorio donde ocurrió esto se encuentra al sur del río Diamante en la zona cordillerana de Talca, por lo que el territorio era entendido por Jirón como parte de la jurisdicción chilena.
La Intendencia de Talca estuvo a cargo de amparar a los ganaderos de la zona, y la investigación del caso arrojó que los agresores provinieron del fuerte San Rafael de Mendoza.
El Gobierno de Chile mandó una nota de protesta al de Argentina diciendo:

De la averiguación que por orden de este Gobierno se ha efectuado resulta que los potreros están situados en el territorio chileno, sin que hasta el presente se haya suscitado duda alguna sobre este punto, tanto por la situación de los lugares, como por la posesión inmemorial de ciudadanos chilenos, por el reconocimiento de los indios limítrofes, por la historia, la tradición, y cuantos títulos puedan alegarse en favor de los derechos de soberanía y propiedad. No sólo, pues, se ha cometido en este hecho un acto ilegal de fuerza y depredación contra ciudadanos chilenos, sino un atentado contra la soberanía de esta República y una ultrajante violación de su territorio
7 de abril de 1845, Ministro Manuel Montt

Ante lo cual Argentina no protestó.
El 4 de diciembre de 1846 se creó una comisión técnica en Buenos Aires, compuesta por Carmen José Domínguez y el teniente Nicolás Villanueva, la cual publica el 27 de abril de 1847 en la cual argumentan los territorios donde se produjo el incidente como argentinos, aunque no especificando si pertenecían o no a la provincia de Cuyo, pues se encontraban al sur del río Diamante:

Las cordilleras de las Llaretas y Planchón que van designadas con el plano adjunto, son una prolongación de las anteriores, y los valles Valenzuela, Montañés, Yeso y Los Ángeles, que están en la misma situación que el de Tunuyán, no pueden por manera alguna considerarse parte integrante del territorio chileno
27 de abril de 1847, Comisión técnica, Buenos Aires

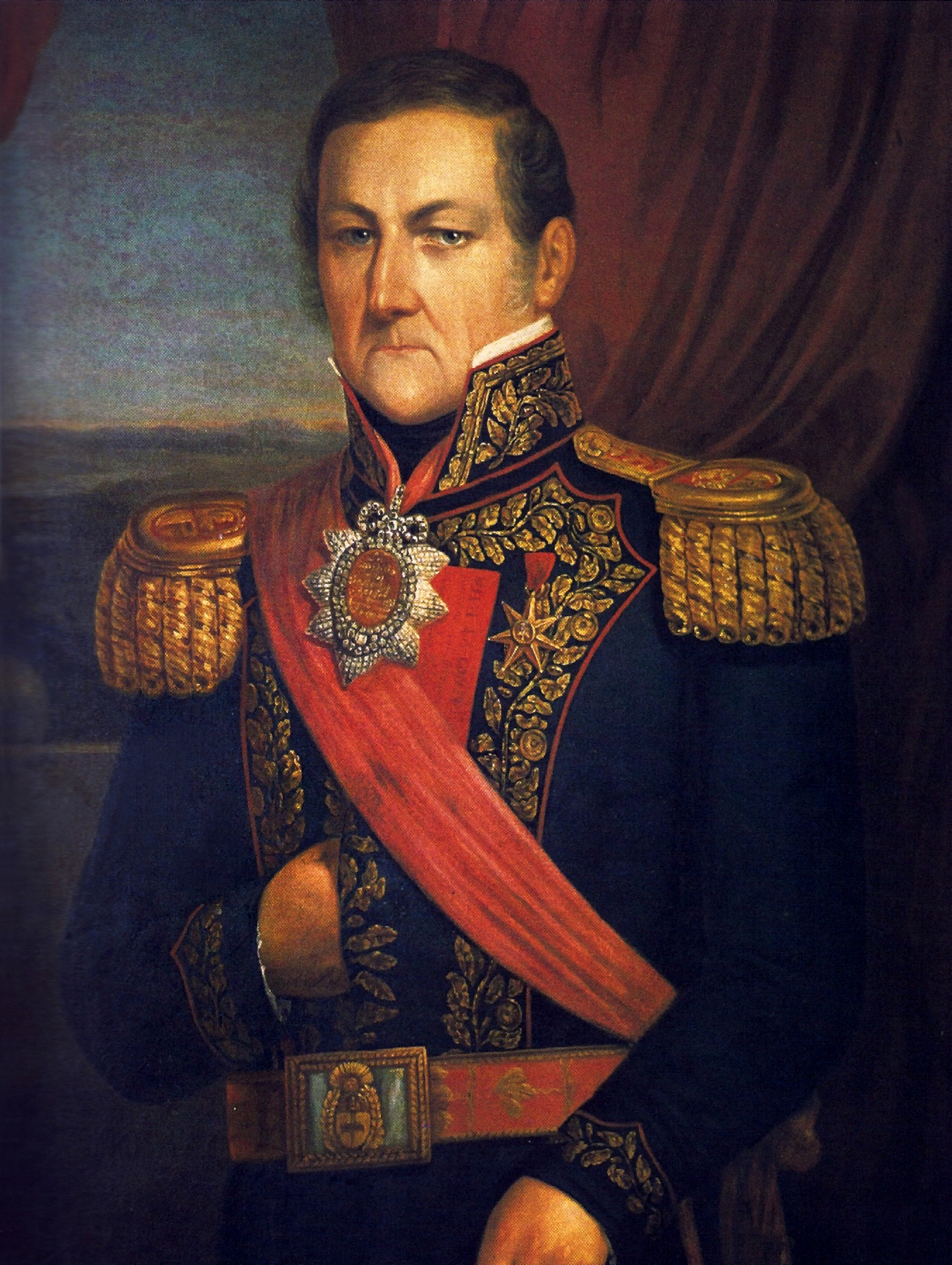
El presidente argentino, Juan Manuel de Rosas.

El presidente argentino, Juan Manuel de Rosas, mandó a funcionarios a cobrar impuesto a los ganaderos de Talca en la zona en cuestión en 1847 y 1848. Para entonces ya había resuelto incorporar a su país el territorio al sur del río Diamante hasta el río Negro, el cual conocía en su mayoría tras sus expediciones de 1833.
Tras el tratado de 1881 el límite dividió la zona en disputa con los parajes de Valle Hermoso, Las Leñas y el sector oriental de Paso Potrerillos para Argentina, y los terrenos cercanos a Curicó de Potrero Grande, Potrero Chico, El Planchón, lagunas de Teno, los de la cuenca del río Maule, como la laguna y el río de la Invernada, y el sector de El Colorado para Chile.

### Reclamo chileno de la Patagonia austral durante el sigloXIXy su disputa

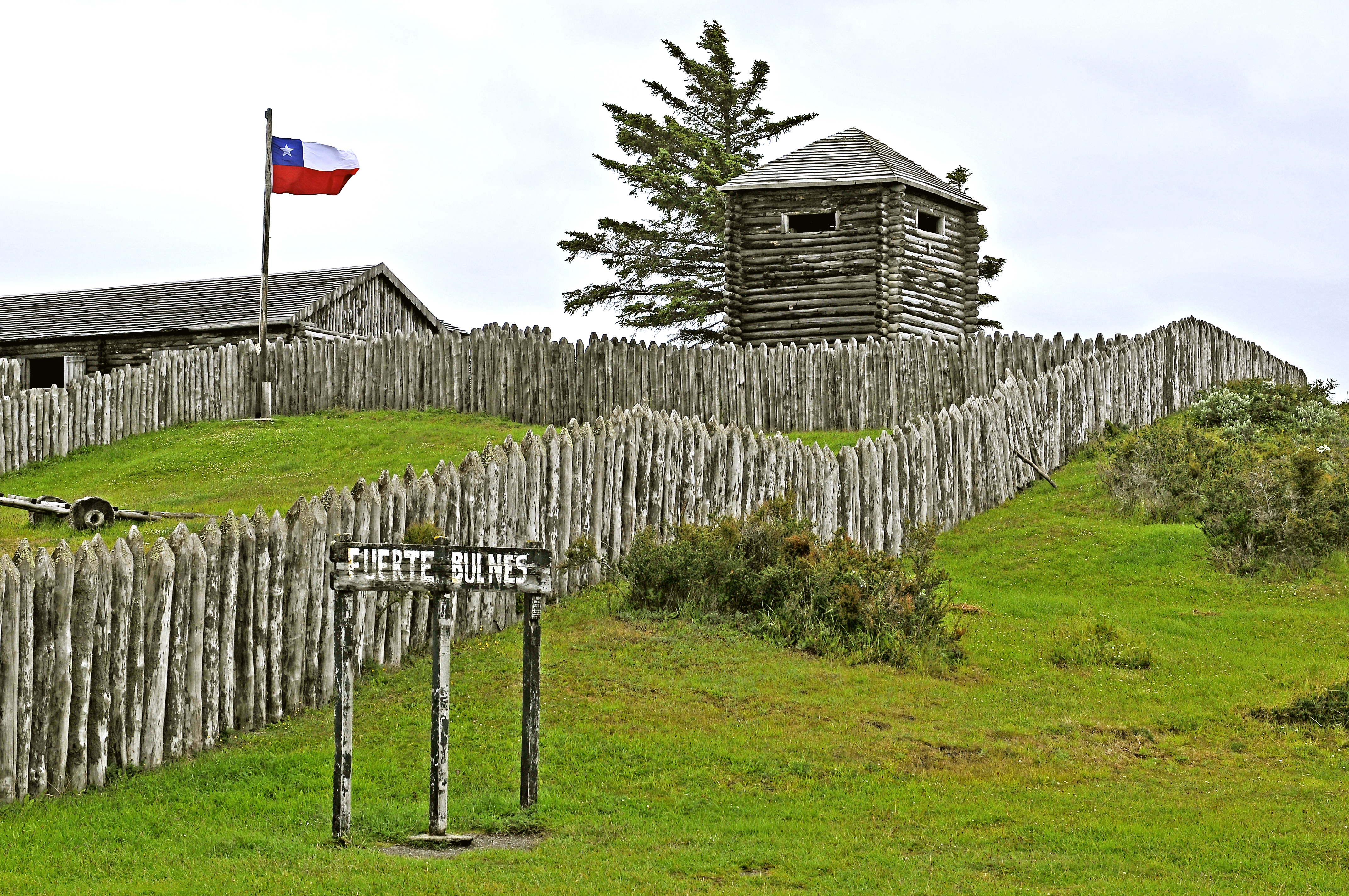
Chile funda el fuerte Bulnes en costa de la península de Brunswick en 1843 con el objetivo de tomar posesión del estrecho de Magallanes y el territorio circundante, Argentina reclama diplomáticamente por aquello en 1847.

Teniendo plena conciencia de lo importante que para el futuro desarrollo de Chile constituía el preservar la plena comunicación marítima y el comercio con las potencias atlánticas, era menester que la república asegurase la posesión del Estrecho de Magallanes. La acción pretendía impedir la intervención europea en el territorio, no el provocar una disputa con Argentina.

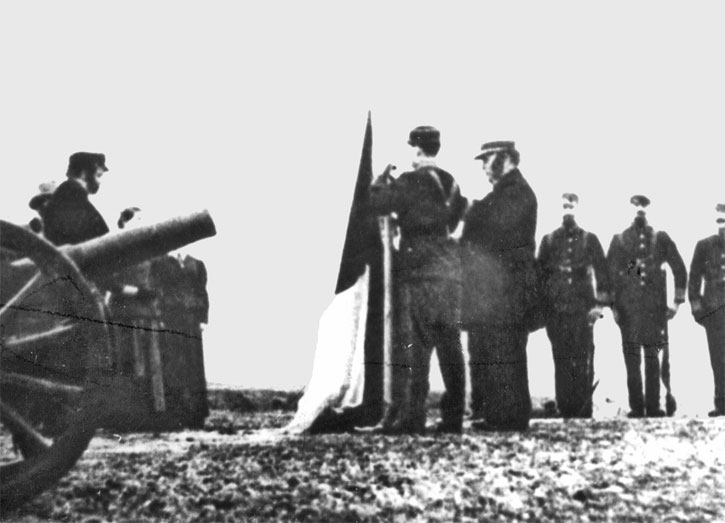
Toma de posesión del territorio de Magallanes, reproducción del hecho.

En 1841, el Gobierno de Chile nombró una comisión, con el fin de que le presentara un informe sobre la solicitud de privilegio de Jorge Mabon, para el establecimiento de vapores remolcadores en el Estrecho. La comisión después del detenido examen hecho bajo juramento, que prestaron en manos del ministro chileno, según los términos mismos del citado informe, dice lo siguiente:

Los miembros que suscriben creerían defraudar una parte de la confianza que les ha dispensado V. S. al hacerles este encargo, si no le manifestasen sus dudas en orden a la facultad que puede tener el Ejecutivo para conceder el privilegio tal cual se pide para navegar todo el Estrecho, pues éste no puede corresponder totalmente a Chile. Están señaladas las cordilleras de los Andes como los lindes del territorio por la parte del Este, y el Estrecho de Magallanes pertenece al país, desde dichas cordilleras hasta la boca del Occidente. Toca por supuesto a la Confederación Argentina la otra parte. Firmado: Santiago Jugran, Diego Antonio Barros, Domingo Espiñeira.

Para concretar este objetivo, el gobierno del Presidente Bulnes envió una goleta (la “Ancud”) para que en sus costas se tome posesión del mismo al nombre de la república. El intendente de Chiloé Domingo Espiñeira organizó y dirigió las operaciones que fueron ejecutadas por el capitán de fragata John Williams Wilson, quien finalmente realizó la Toma de posesión del estrecho de Magallanes el 21 de septiembre de 1843 en el histórico paraje de Puerto del Hambre, fundando Fuerte Bulnes.
La misma se realizó en parte de la sección oriental, es decir en un sector comprendido entre la cordillera andina y el Atlántico, por lo que desde dicho momento Chile comenzaba a ejercer derechos de posesión al este de los Andes 

…tomamos posesión de los Estrechos de Magallanes i su territorio en nombre de la República de Chile, a quien pertenece conforme está declarado en el artículo, 1° de su Constitución Política,…

 El agregado de "i su territorio" daría posteriormente argumento a los cancilleres chilenos a que el litigio con la Argentina no se limitase solo a las costas del estrecho, por lo que a la posesión chilena ininterrumpida del mismo le otorgaba también la de una superficie tierra adentro mucho mayor, por lo menos hasta el río Santa Cruz.
Sin embargo, el Ministro del Interior de Chile, Ramón Luis Irarrázaval, en la Memoria presentada al Congreso en 1843, informó que el gobierno:

[...] ordenó a principios del presente año que se procediese a tomar, a nombre del Estado, la posesión real del litoral del Estrecho de Magallanes, donde hoy se verá flamear el pabellón chileno. [...].

Del mismo modo, el presidente de Chile, Manuel Bulnes, en su Mensaje de 1844 al Congreso Nacional dijo que persuadido de las ventajas que acarrearía la expedita navegación del Estrecho de Magallanes:

[...] ha querido el Gobierno tentar si sería posible colonizar las costas de aquel mar interior, tan temido de los navegantes, como un paso previo que facilitaría la empresa de vapores de remolque. [...].

En igual sentido, el Ministro de Relaciones Exteriores de Chile, Salvador Sanfuentes, en su nota diplomática del 30 de agosto de 1848, dijo que la cuestión entre los dos países versaba sobre la soberanía del territorio bañado por el Estrecho de Magallanes.
Debido al clima inhóspito no se pudo conformar una población numerosa y estable, el gobernador José de los Santos Mardones estima conveniente fundar al norte de dicho territorio y con un clima mejor la ciudad de Punta Arenas en el sector de Sandy Point (Punta Arenosa) en 1848, luego de seis años de innumerables penurias.
Una vez que la población terminó de trasladarse y asentarse en la ciudad de Punta Arenas, el Fuerte Bulnes comenzó su decadencia llegando incluso a ser sus ruinas incendiadas por el teniente de artillería del Ejército de Chile Miguel José Cambiaso durante el motín que llevó a cabo. Entre los años 1941 y 1943 se llevó a cabo la reconstrucción del fuerte, reinaugurándose en el año 1943.
En 1852 el gobernador de Magallanes, Bernhard Eunom Philippi murió en octubre de ese año asesinado por indígenas tehuelches en un asalto en las cercanías de Punta Arenas en Cabeza del Mar, al intentar resolver un conflicto local por la vía pacífica y diplomática, sin embargo, las razones de su asesinato no fueron esclarecidas por las autoridades de la época, como tampoco fueron condenados los autores del crimen. El gobernador quiso explorar, poblar y hacer a la Patagonia austral producir riquezas. Su muerte ocurre cuando se preparaba a instalar un puesto avanzado hacia el norte, al cual hubiese seguido otros, consolidando el dominio de Chile en los territorios del sur.
Ciudadanos chilenos poblaron la parte norte del valle del Neuquén, al otro lado de la cordillera de la región histórica de la Araucanía, estableciendo agrupaciones de ganaderías de vacuno y ovino llamados "Chilecitos". Los funcionarios estatales chilenos vivían entre ellos y tanto los chilenos mestizos, castizos e indígenas reconocían su autoridad.
Chile buscó establecer soberanía efectiva asegurando el reconocimiento de su soberanía por parte de los indígenas con rangos militares, regalos y pagos dados a los jefes de tribus, quienes de igual manera eran buscados por Argentina. Los indígenas astutamente beneficiaban a sus propios intereses logrando generar división entre ambos bandos. En la década de 1840, Argentina contaba con un asentamiento en el río Negro el cual era el más austral hasta ese momento.
Entre 1852 y 1855 ambos países sostuvieron un debate histórico-geográfico de gran minuciosidad, acumulando un importante acervo documental destinado a probar sus respectivas reclamaciones.
El ministro Antonio Varas al conocer los estudios históricos publicados por Miguel Luis Amunátegui en 1853, los consideró como una revelación, sin embargo, el gobierno no divulgó tal conocimiento ni instruyó a los funcionarios públicos al respecto. Prontamente, el territorio de Magallanes fue ampliado para incluir el río Santa Cruz en el Atlántico, tomando como base el informe de Amunitegui, y Chile además reclamó hacia el norte, hasta el Río Negro en el Atlántico, y el Río Diamante, en la latitud de Buenos Aires, en la cordillera. El gobierno argentino al conocer el libro de Amunátegui, encargó a Dalmacio Vélez Sarsfield en 1855 una respuesta, la cual, a su vez fue respondida por Amunátegui posteriormente.
En 1856 se firma un tratado entre ambos países los cuales reafirman su compromiso con el principio del uti possidetis iuris, sin embargo, mantienen sus respectivas diferencias sobre cuál es éste.
En 1859 el argentino Luis Piedrabuena establece no oficialmente un puesto en la isla Pavón y en 1865 colonos galeses al servicio de Argentina establecieron un asentamiento en Chubut con la intención de penetrar en el territorio en disputa entre ambos países. En paralelo, el gobernador de Magallanes reclamada al gobierno de Chile no poseer los medios necesarios para extender su autoridad sobre aquellas lejanas costas patagónicas. La presencia chilena en dicho litoral se manifestó ocasionalmente con la aparición de partidas armadas en busca de fugados o desertores. El teniente Miguel José Cambiaso, amotinado en 1851, estuvo en el estuario del río Gallegos, por encargo de José de los Santos Mardones y también estuvo el gobernador Jorge Schythe.
En 1872, el Gobierno de Chile hizo publicar en el diario «Times» de Londres un aviso sobre la explotación de huano en las costas patagónicas y se apresuró a declarar con ese motivo a la Legación Argentina que:

[...] no había abrigado el propósito, al hacer publicar aquel aviso, de oponerse a la jurisdicción ejercida por la República Argentina en las costas del mar Atlántico. [...].

Un ejemplo sobre lo vital que significaba para la dirigencia de Chile de la época la posesión del Estrecho se encuentra en la descripción hecha por su canciller, Adolfo Ibáñez Gutiérrez: 

La posesión del Estrecho de Magallanes en toda su extensión es para Chile de tanta importancia, que en ella mira vinculado, no sólo su progreso y desarrollo, sino también su propia existencia como nación independiente. Ese Estrecho es el camino que la Providencia le ha abierto para comunicarse con los continentes que baña el Océano Atlántico y para dar paso al comercio y a la industria que desde el Viejo Mundo vienen a fecundar los países situados en el occidente.
Adolfo Ibáñez Gutiérrez

Existió un fallido asentamiento chileno en «Puerto Gallegos» a orillas del río homónimo desde el 4 de marzo de 1873. El gobernador de Magallanes, Óscar Viel y Toro por encargo del ministro Adolfo Ibáñez Gutiérrez fue el encargado de fundar el asentamiento, este solo duraría seis semanas luego del acuerdo diplomático entre este país y la Nación Argentina.
Durante ese año en los momentos de tensión con Chile, Argentina había buscado la adhesión al Tratado de Alianza Defensiva (Perú-Bolivia), un pacto secreto que buscaba obligar a Chile a aceptar las fronteras convenientes a los tres estados limítrofes. La Cámara de Diputados de Argentina en sesión secreta aprobó la adhesión en 1873, pero el gobierno de Buenos Aires no logró un acuerdo con el de Bolivia por el asunto de Tarija. Cuando Argentina ofreció a Perú un tratado bipartito, Perú rechazó la oferta.
Tras la captura en las costas de la Patagonia del Jeanne Amélie el 27 de abril de 1876 y del Devonshire por la cañonera Magallanes el 15 de octubre de 1878 las protestas en Buenos Aires subieron a tal grado que el gobierno decidió enviar a su flota de mar al sur para fortalecer su reclamo en la zona.: 350 
En 1879, el capitán británico de la Armada Chilena Juan Tomás Rogers avistó por primera vez el glaciar, al cual denominó «Francisco Gormaz», nombre del director de la Oficina Hidrográfica de la Marina Chilena, organismo patrocinador de la expedición descubridora. Algunos años más tarde, Rudolph Hauthal, adscrito a la Comisión Argentina de Límites, se encontró con el glaciar, y decidió nombrarlo «Bismarck» en honor al entonces canciller prusiano. Actualmente es conocido como glaciar Perito Moreno.
El Gobierno Nacional, convencido de la necesidad de preservar la soberanía en las costas patagónicas, designa al Vapor Villarino al mando del Capitán Federico Spurr, para que realice el viaje regular entre Buenos Aires y los puertos de la Patagonia.
Río Gallegos, asentamiento argentino, nace al instalarse la Subprefectura Marítima, el 19 de diciembre de 1885. Su destino era al parecer muy modesto, en el aspecto material, pero de denso contenido por su finalidad: "Ejercer dominio permanente, directo y categórico sobre el extremo continental del país, en el marco de la defensa de la Soberanía".

### Los indígenas en la disputa por el estrecho de Magallanes y los territorios al sur del río Santa Cruz

Presencia efectiva de Chile en la Patagonia Austral entre 1843 y 1879.

Argentina reclamó la toma de posesión chilena del estrecho mediante el oficio del 15 de diciembre de 1847, firmado por el ministro de Relaciones Exteriores, Felipe Arana.
Esto además ocurre tras un incidente armado de ganaderos en la zona de Neuquén, en marzo del mismo año, tras el cual Manuel Camilo Vial, el canciller de Chile, se refirió al problema diciendo que existía "necesidad de preparar una exacta demarcación de los linderos del territorio de cada una de las dos repúblicas, que por haber pertenecido ambas a un mismo gobierno, no puede menos de hallarse en un estado completo de incertidumbre". El gobierno argentino respondió reclamando para sí todo el territorio al sur del río Diamante, incluyendo el Estrecho y la Tierra del Fuego. 
En 1848, el gobierno chileno invitó al argentino a un estudio comparado de los derechos soberanos sobre la Patagonia. Argentina aceptó, pero pidió postergar el debate porque deseaba juntar las cartografías y documentos necesarios para su alegato, y así lo expresó a Chile.
En 1862 el marino argentino, Luis Piedrabuena, logra una alianza con el cacique Casimiro Biguá para fundar un asentamiento en la bahía San Gregorio en el estrecho de Magallanes. Casimiro Biguá era un antiguo conocido en el asentamiento chileno de Punta Arenas.
Durante la visita a San Gregorio, Piedrabuena obsequió a Casimiro el pabellón argentino de su barco, el otrora «Nancy», al cual había cambiado su nombre por el de "Espora", en homenaje a un marino connacional.
Ambos concordaron en que el oriente del estrecho debía corresponderle a la soberanía de la Argentina.
En 1863, Piedrabuena arriba nuevamente a la abrigada bahía de San Gregorio (un lugar que constituía su obsesión) protegida por la serranía de San Gregorio (de alrededor de 200 metros de altura) y donde abundaba la caza. Allí tuvo su segundo encuentro con Casimiro, ahora este último con el título de Cacique. El marino le narró al tehuelche su idea de crear en la misma San Gregorio una colonia de su país, la cual contrapesara la que Chile estaba desarrollando en Punta Arenas, esa idea contó con el apoyo entusiasta de Casimiro.
Por esta razón, a fines de 1864, Casimiro acompañó a Piedrabuena en viaje de navegación a la ciudad de Buenos Aires para ser presentado a las autoridades nacionales y hacerles conocer a estas la adhesión indígena a la causa de la república, negociando un tratado que sea beneficioso para ambas partes (el estado argentino y los tehuelches). 
En su propuesta se detallaba que se haría una: 

…posesión del territorio y puerto de San Gregorio en el estrecho (…) a nombre del Gobierno Argentino; que si el gobierno lo autoriza para verificarlo, con todas las fuerzas indígenas de que dispone, hará respetar el pabellón y el territorio”; que “para dar principio al pueblo que pretende formar, sólo precisa que el Gobierno lo auxilie con los útiles para construir sobre el puerto una casa de madera suficiente para la instalación de él y su familia.

El presidente argentino, Bartolomé Mitre, nombró a Casimiro "Cacique General de San Gregorio" y prometió enviar la ayuda requerida. El gobierno argentino le otorgó a Doroteo Mendoza el grado de capitán de Guardias Nacionales y lo designó para que sea el asesor-secretario del cacique Casimiro.

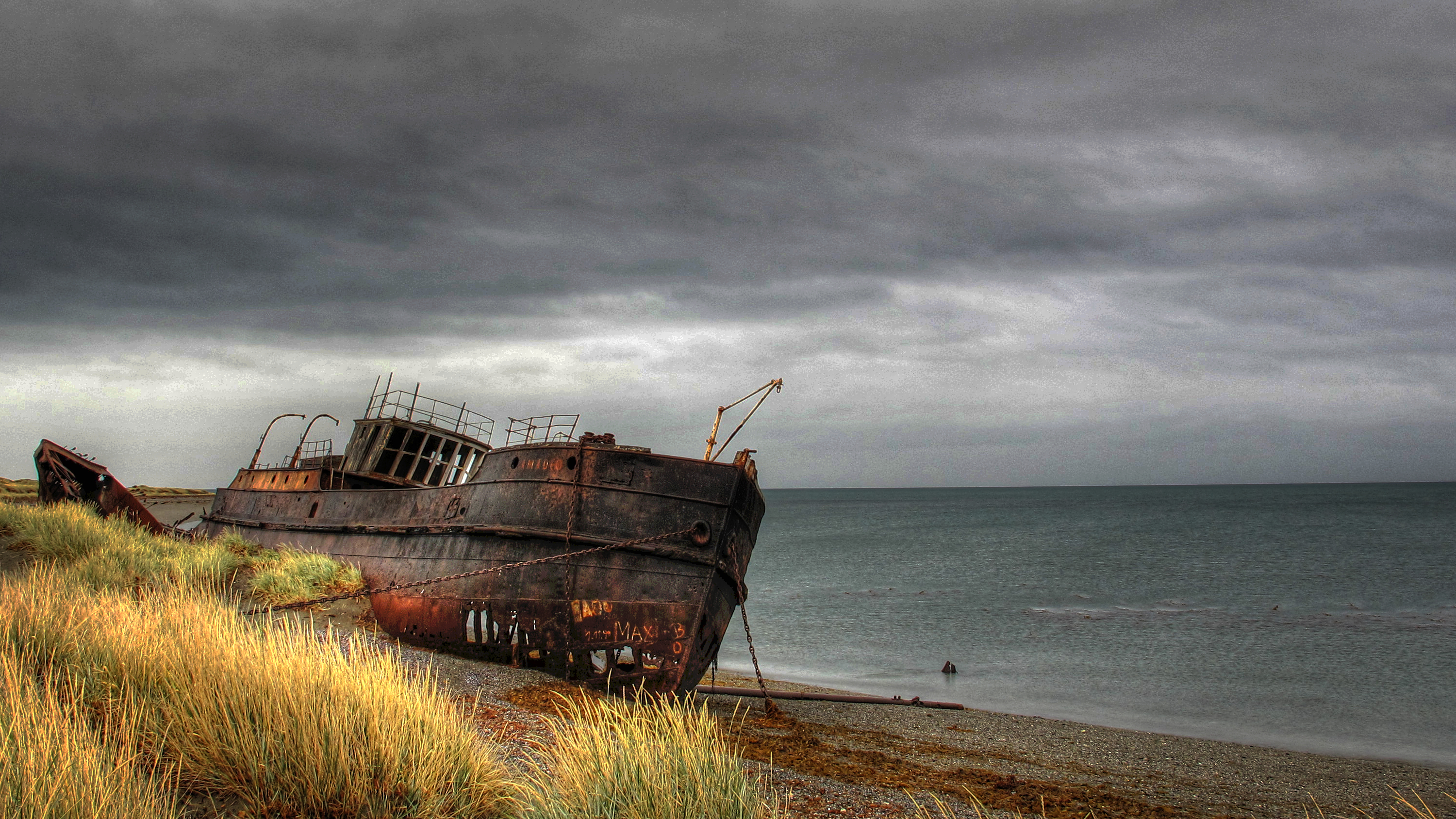
Bahía de San Gregorio en el estrecho de Magallanes.

Al regresar al estrecho, Casimiro demostró un gran apego a la causa argentina, comenzando a realizar actos de presencia soberana en la zona. En entrevista con el gobernador de Punta Arenas en 1865, le manifestó su virtual desconocimiento de la jurisdicción de Chile sobre el territorio patagónico oriental, mostrándole que actuaba no como tehuelche sino como una autoridad argentina, al hacerle ver que recibía paga de parte de las autoridades del Plata y que poseía un alto grado militar. El cacique fue definitivamente ganado, mediante dádivas, honores y agasajos, para la causa argentina.

Es verdad, señor gobernador, soy argentino y digo a usted que soy el jefe principal de las costas patagónicas hasta las puntas de las cordilleras de los Andes, pues soy jefe nombrado por mi Excelentísimo Gobierno Nacional de la República Argentina, que es el que me ha dado mis títulos para que me haga respetar por todas partes de mi pampa.

 El gobernador le contestó que si le respondía que en realidad se sentía chileno le daría 9 onzas de oro como pago por servicios, pero Casimiro le indicó que no sería posible porque él «no era chileno, sino argentino».
Casimiro esperó en San Gregorio infructuosamente al barco con los materiales. Ante la posible decisión del gobernador de Punta Arenas de extender el dominio de la colonia magallánica hasta el río Santa Cruz, Piedrabuena le pidió al cacique que abandone la bahía y traslade a toda su tribu a la isla Pavón. Casimiro reunió a sus huestes desde dos núcleos, uno en las pampas y otro, en enero de 1865, en San Gregorio; ambos grupos se unieron en un punto denominado Comlel (esta denominación corresponde a Coy-Inlet) y finalmente marcharon hacia la isla, a donde arribaron el 14 de febrero, asentando a la vera del río sus chozas, para continuar esperando allí el barco que traería los insumos para levantar el poblado magallánico.
En ese mismo año, llega una partida de indígenas a Punta Arenas, antiguos conocidos del gobernador, portando una bandera argentina (hasta esa ocasión habían ingresado con la chilena). El representante chileno, molesto por el incidente, les manifestó que no les seguiría permitiendo la entrada a la colonia con aquella bandera, y pidiéndoselas, les entregó a cambio la bandera chilena, diciéndoles que es «otra más bonita». Estos de inmediato las hicieron flamear en sus toldos.
Un año después, aún Juan Cornell continuaba reclamando que se cumpla con el envío de la embarcación con los materiales, incluso ofreció un navío particular, para que no represente costo alguno para el estado. El caso es que el gobierno argentino tenía los ojos y energías puestos en la frontera norte, y ya enfrascada la Argentina en la guerra contra el Paraguay, sus dirigentes estaban persuadidos de que sería un grave error generar un nuevo foco de conflicto con el país del oeste. Entre tanto, el secretario de Casimiro, Doroteo Mendoza, pereció extrañamente a manos de un cacique, en el viaje de regreso.
En mayo de 1865 Casimiro regresó de las pampas e invernó en el puerto San Gregorio. El barco que debía traer los materiales prometidos nunca lo hizo. Pasadas las nieves volvieron a las pampas a dar caza a guanacos y choiques.
Piedrabuena y Casimiro aún mantenían vivas las esperanzas de poder concretar el proyecto fundacional, por lo que ambos se mantuvieron pacientemente expectantes, esperando una nueva oportunidad.
Pero Piedrabuena no se desalentó, de modo que, prescindiendo del apoyo oficial, zarpó sobre su frágil embarcación desde Buenos Aires hacia las regiones australes el 26 de octubre de 1868, con el propósito de realizar por su propia cuenta la ocupación de la bahía San Gregorio para su país, faena que quedaba así reducida a sus propios recursos humanos. 

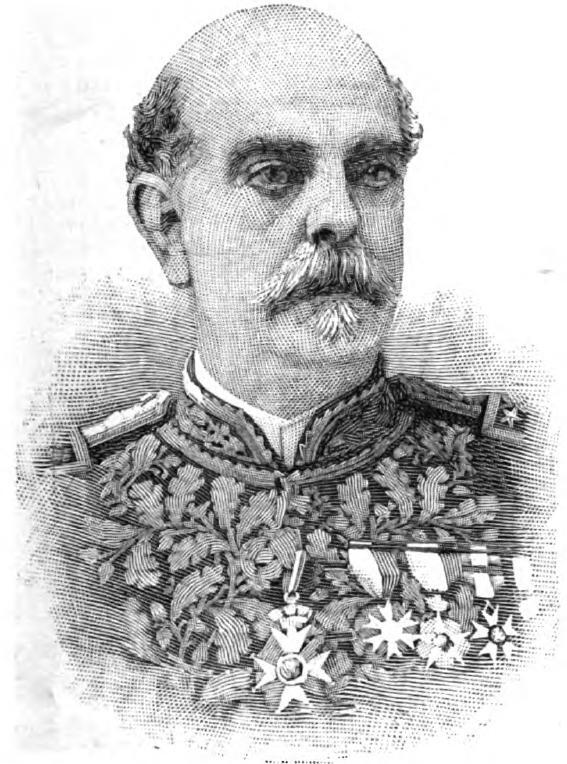
El marino chileno, Óscar Viel y Toro.

La navegación fue tortuosa a causa de las tormentas que lo acompañaron sin cesar. Primero recorrió su factoría de la isla de los Estados y luego la de la isla Pavón, para finalmente poner rumbo a Punta Arenas. Recién pudo fondear el "Espora" en el puerto de Punta Arenas en febrero de 1869. Durante ese año trabajó en la isla de los Estados. Finalmente se embarcó, junto con G. H. Gardener y otros dos hombres, hacia el estrecho. Intentó hacer tierra en la entrada del mismo para colocar la baliza, pero furiosos temporales se lo impidieron, por lo que pone rumbo nuevamente hacia Punta Arenas. Al día siguiente de arribar, fue visitado por el gobernador, el capitán de corbeta de la Marina de Chile Oscar Viel y Toro, quien le recomendó que “no pueble esa colonia, espere una resolución diplomática entre ambos gobiernos para conservarse en amistad” previniéndole que también estaba autorizado para prohibirla, contando con “artillería” para imponer su propósito; del mismo modo le notificó que de igual manera procedería con la señal lumínica que el argentino pensaba instalar en la entrada oriental del estrecho.
Piedrabuena en un primer momento cedió ante la seria advertencia de la autoridad chilena sin insistir en sus objetivos, sin embargo, a los pocos días zarpó con destino a la bahía de San Gregorio, a donde llegó en marzo de 1870, con los buques "Espora" y "Julia". En la ribera de la bahía, Piedrabuena hizo erigir una casilla de madera destina a “observatorio”, con el propósito aparente de facilitar el comercio con los tehuelches y la intención real de echar las bases de la fundación de una colonia. Advertido Viel, este ordenó desarmar la construcción y obligó al marino argentino a retirarse del paraje. Ante la posibilidad de que la baliza que pensaba erigir sea destruida por la artillería de las naves chilenas, tomó la decisión de depositarla en la isla Pavón hasta recibir una autorización oficial de las autoridades argentinas, algo que finalmente nunca ocurrió ya que estas querían evitar un conflicto con Chile.
Al poco tiempo, desde isla Pavón, Piedrabuena regresó a San Gregorio, sorprendiéndose de ver que los chilenos no habían poblado aún ese puerto que tanto lo obnubilaba. Allí se entrevistó con Casimiro, a quien le advirtió que esté atento ante próximos movimientos de las autoridades puntarenenses.
Piedrabuena, contrariado por la previsible hostilidad que ya sufría en Punta Arenas, y las actitudes de permanente rechazo al proyecto que recibió por parte de la sucesión de gobernantes que administraron su país, escribió a un amigo sobre su pesar: 

Como argentino, me es muy bochornoso tener que observar impasiblemente todos los avances de los chilenos en este pedazo de suelo de mi patria, que parece que el gobierno abandona a sus pretensiones” (...) “Si yo tuviera instrucciones por escrito y no verbales, no sería yo ni mis patagonenses los que abandonaríamos la bahía de San Gregorio sin lograr nuestros intentos. Por estas y otras cosas voy siendo en la colonia el blanco de las hostilidades de los chilenos, que no cesan de perseguirme; y como si con mi persona no tuvieran suficiente, también se ensañan con los intereses que tengo en la colonia. Su política es buscar mi ruina para que de este modo me atemorice y me aleje de estos parajes” (...) “esto no lo conseguirán mientras sienta correr en mis venas sangre argentina. Yo no aspiro a nada, sólo quiero tener en mi conciencia la satisfacción de haber cumplido como el más honrado de los argentinos, lo que tal vez algo les valga en el día de mañana a mis hijos.
Casimiro Biguá

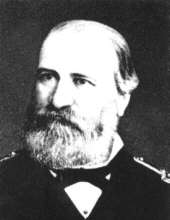
El marino argentino Luis Piedrabuena.

Hacia 1874, el cacique Casimiro muere a consecuencia del alcoholismo, y con él, termina finalmente la influencia que intentó ejercer la Argentina en el estrecho de Magallanes, ya que todos los caciques tehuelches (Olki, Sámel, Kaile, Cholpa, etc.) juraron fidelidad a Chile, incluso el hijo de Casimiro, el cacique Papón, y a todos ellos el estado de Chile les asignó sueldos y raciones de víveres, al igual que el estado Argentino hizo con Casimiro cuando estuvo vivo. Luis Piedrabuena permaneció en la Patagonia austral hasta mediados de 1875, cuando se radicó definitivamente en Buenos Aires, donde murió el 10 de agosto de 1883, con apenas 49 años; en 1878 había muerto su esposa, a la edad de 41 años, víctima de tuberculosis pulmonar, contraída durante los crudos inviernos australes.
Alcanzó gran nombradía en la colonia de Magallanes desde 1870 hasta 1890, a quien el gobernador Diego Dublé Almeyda le otorgó el título de "Subdelegado chileno de la Patagonia" en 1873.
El cacique Papón estableció una alianza con el gobernador chileno Diego Dublé Almeyda, de esta manera, los setecientos tehuelches que adhirieran a sus propósitos, oriundos estos del territorio ubicado entre el río Santa Cruz y el estrecho de Magallanes, pasarían también a jurar fidelidad al Estado chileno que lo nombró subdelegado de la Patagonia chilena.
Este último país, luego de renovar su alianza, comenzaría a poblar la costa continental magallánica a partir de 1878 con estancias ovejeras, incluyendo en la bahía San Gregorio, además de traer ganado directamente desde las islas Malvinas.
Adolfo Ibáñez Gutiérrez como Canciller chileno argumentó que el límite con Argentina se debería fijar en el meridiano 70° longitud oeste, o sea al oriente de la cordillera de los Andes, hasta tocar el río Santa Cruz, y de ahí hasta el Atlántico. Para evitar un desequilibrio territorial y estratégico. Ibáñez envió notas al embajador argentino en Chile, Félix Frías argumentando que el estrecho de Magallanes es de gran importancia para Chile, "no solo para el progreso y desarrollo, pero también para su existencia como nación independiente".

### Influencia de Darwin en la infravaloración del territorio en la élite chilena

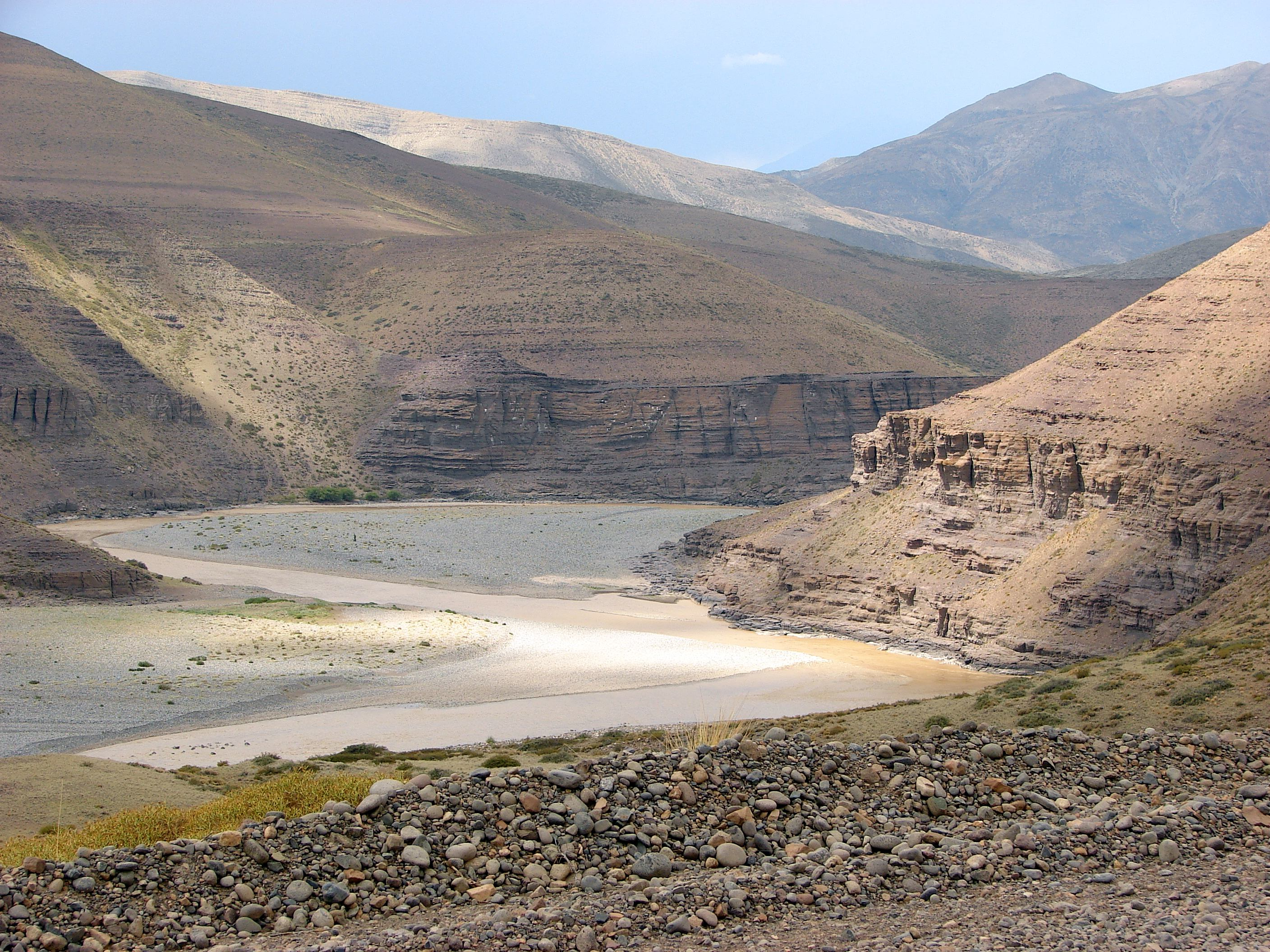
El río Neuquén en la Patagonia extraandina.

A principios de 1865, en el marco de la guerra hispano-sudamericana, viaja a Argentina el americanista chileno José Victorino Lastarria encabezando una misión diplomática que tenía como objetivo principal el preparar una alianza entre Argentina y Chile contra España. Además Lastarria se ocupó de negociar la posesión de la Patagonia, proponiendo un acuerdo que le dejaba a Argentina casi la totalidad del territorio en cuestión, con excepción de Tierra del Fuego y algunas otras porciones cercanas. Al volver a su país el gobierno reprobó sin demasiado énfasis sus tratativas, por lo que éstas fueron luego uno de los argumentos utilizados por las autoridades argentinas para justificar su posterior dominio de la gran mayoría de la Patagonia. Lastarria no creía que Chile debiese a poseer esos territorios y, dadas sus convicciones americanistas, veía con muy malos ojos caer en una guerra por ellos.
El 22 de febrero de ese año envío a su superior en la Cancillería de su país, Álvaro Covarrubias Ortúzar, un memorándum donde explicaba por qué el renunciar a las reclamaciones sobre la Patagonia Oriental sería algo ventajoso.

La transacción sería ventajosa para nosotros porque no son sostenibles nuestros títulos a la Patagonia, y aunque lo fueran, no debemos hacernos ilusiones creyendo que aquella extensión sea otra cosa que tierras primitivas, incultivables y de todo punto ingrata a los hábitos y aspiraciones de la industria. Nuestro límite en el Estrecho hasta la bahía Gregorio nos deja en él una extensión necesaria y aún mayor que la que necesitamos, para nuestra seguridad y para la ocupación de nuestro territorio austral
José Victorino Lastarria

En ese momento el presidente argentino era Bartolomé Mitre, quien habiendo rechazado la oferta de Lastarria, el 28 de julio de ese mismo año decreta la formación de un asentamiento en Chubut, cuarenta leguas al sur de Río Negro y en pleno territorio patagónico, además de la creación de la colonia en la bahía de San Gregorio en el estrecho de Magallanes. Su sucesor, Domingo Faustino Sarmiento, quien llega al poder en 1868, proporciona recursos a las colonias creadas por Mitre en la región y promueve la formación de otras nuevas a través de proyectos de ley que se discutieron en el Congreso argentino entre 1871 y 1873. Hasta antes de eso  la balanza estaba a favor de Chile en cuanto a la ventaja estratégica del control de la región.
Otros políticos y académicos chilenos de esa época, entre ellos Diego Barros Arana y Benjamín Vicuña Mackenna desconocían el valor de esos terrenos en cuanto a recursos naturales y fertilidad del terreno, el cual se descubriría posteriormente a la disputa territorial, considerando que la Patagonia no valía un conflicto con Argentina con base en los recorridos de Charles Darwin entre 1833 y 1835, en los cuales dijo "esta tierra está bendecida por
la esterilidad", sin embargo, se refería exclusivamente a la parte extra-andina de la región. La descripción de Darwin tuvo una potente
influencia en los sucesivos ministros plenipotenciarios chilenos quienes pensaron que la descripción era sobre la totalidad de la Patagonia. Tras el final de la disputa en 1881, se eliminó el capítulo correspondiente a esta aseveración en las ediciones posteriores del libro de Darwin.

### Pacto Fierro-Sarratea
El 6 de diciembre del mismo año, se firmaría en Santiago de Chile el pacto Fierro-Sarratea por el ministro de Relaciones exteriores de Chile Alejandro Fierro y el cónsul argentino en Santiago Mariano Sarratea. El acuerdo fue aprobado por ambas cámaras del Congreso de Chile y el 14 de enero de 1879 el gobierno de Chile informó al gobierno argentino que lo aprobó. Sin embargo, el Congreso de Argentina nunca aprobó el acuerdo, y por lo tanto, nunca entró en vigor.
En el artículo 6.º se establecía que mientras no se llegase a un acuerdo de límites, Chile ejerciera jurisdicción en las costas del estrecho de Magallanes y la Argentina sobre las costas patagónica-oriental y sus islas. El 4 de enero de 1879 llegaría a Puerto Santa Cruz la corbeta Cabo de Hornos comandada por Luis Piedrabuena con la noticia del cese de las hostilidades entre ambos países y llevando a bordo al cirujano mayor Federico R. Cuñado —nieto del médico español Gabriel Cuñado— además de portar víveres, cargamento de carbón y la lancha de vapor Monte León necesaria para proveerse de agua dulce en la isla Pavón, ya que el estuario del río en donde estaba asentado el puerto es de agua salobre. Además, habría llegado junto a la bombardera República.
Para Chile el pacto, tuvo un efecto importantísimo porque permitió, por lo menos, postergar los problemas limítrofes con Argentina y enfocarse a la solución de sus problemas con Bolivia: el 17 de diciembre de 1878 Hilarión Daza había ordenado el cobro del impuesto de los 10 centavos y pocos meses más tarde comenzaría la Guerra del Pacífico tras la negativa de Bolivia de revertir la medida que violaba tratados previos con Chile.
A Papón lo sucedería su hermano llamado Mulato en 1892, quien terminara asentándose en una reserva en Chile, cerca de Punta Arenas, hasta que falleciera de viruela en 1905.

### Negociaciones diplomáticas previas al Tratado de 1881
A través de mapas históricos es posible seguir el curso de las negociaciones que llevaron a la firma del tratado. En los mapas chilenos quedaron plasmados propuestas argentinas de 1872, 1876 y 1879, como statu quo entre ambos países hasta que surgiera el tratado de límites definitivo.
Mapa de Seelstrang de 1875
A la derecha podemos apreciar el mapa argentino confeccionado por Seelstrang y Tourmente en 1875 que fue utilizado por el ministro de Chile en Buenos Aires, Diego Barros, para comunicar el 10 de julio de 1876 a su gobierno en Santiago una propuesta de solución del ministro de relaciones exteriores de la Argentina, Bernardo de Irigoyen, extendida durante las negociaciones que precedieron a la firma del Tratado de Límites de 1881. La propuesta está trazada con línea roja y es de hecho muy semejante a la que es hoy día el límite entre los dos países.
El mapa ilustra lo difícil de la demarcación por el desconocimiento de la zona. El mapa no muestra accidente natural alguno como para marcar la frontera, con la excepción de algunos cerros: Cerro Moore cerca de Puerto Natales y más al norte Cerro Cay frente a las islas Guaitecas. 
En este mapa argentino aparece la interpretación argentina del Tratado de 1856 marcada como una línea de cruces (++++). Se puede observar que la frontera pasa pocos kilómetros al este de la ciudad chilena Punta Arenas y continúa por el centro del Estrecho de Magallanes hacia el océano Pacífico (noroeste) dejando todas las islas al sur del Estrecho de Magallanes como territorio argentino.
Mapa de Carlos Prieto
El siguiente mapa a la derecha fue confeccionado por el ingeniero Carlos Prieto de la Oficina Hidrográfica de Chile y publicado por el gobierno de Chile en 1881 para dar a conocer la génesis y el contenido del Tratado de Límites de 1881. Están indicadas en él tres propuestas y la solución final:
1. Propuesta de octubre de 1872 marcada con "----". Esta propuesta ofrecía definir la frontera común solo hasta la ribera norte del estrecho dejando la división de los territorios al sur para el futuro. El estrecho quedaría compartido entre Chile y la Argentina.
2. Propuesta de julio de 1876 marcada con "-..-..-.." que es la que hemos visto sobre el mapa de Seelstrang y Tourmente anteriormente. En el mapa de Carlos Prieto se puede apreciar que en la propuesta de 1876 la frontera no es el paralelo 52, como es actualmente, sino algo más al sur, a favor de la Argentina.
3. Propuesta de mayo de 1879 marcada con una línea "......". Esta deslindaba todos los territorios con una línea que dividía el estrecho al este de Punta Arenas y dividía la Isla Grande de Tierra del Fuego entre Chile y la Argentina por Bahía Inútil, Canal del Almirantazgo cruzando el Canal Beagle para continuar por el Canal Murray. Dejaba Navarino, Picton, Nueva y Lennox como territorio argentino. Las islas Hoste, Wollaston, Hornos, etc., como territorio chileno.

Proposición de Rufino de Elizalde
Otro mapa que guarda relación con la gestación del Tratado de 1881 es el de la proposición del ministro de relaciones exteriores de la Argentina, Rufino de Elizalde de marzo de 1878. Este mapa lleva la firma del ministro y se encuentra en la Biblioteca Nacional de Chile. El límite ofrecido pasa en gran parte a través de canales, como la de mayo de 1879, pero deja todas las islas al sur de la isla Grande de Tierra del Fuego bajo soberanía chilena. El "límite legítimo" del mapa, es decir, la interpretación argentina del Tratado de 1856, está trazado con una línea azul y corre al oeste de Punta Arenas, dejando a esta ciudad en territorio argentino.
Tanto el mapa de Seelstrang y Tourmente (1875), como el de Rufino de Elizalde (1878), muestran también un punto que posteriormente tendría fundamental importancia en la argumentación argentina durante el conflicto del Beagle.
Argentina postuló el principio bioceánico, según la cual el uti possidetis iuris de 1810, acordado en el Tratado de Límites de 1856, impedía a la Argentina poseer costas en el Pacífico, Argentina supuso que implícitamente Chile no podía poseer costas en el Atlántico. La tesis oceánica sería uno de los pilares de la presentación argentina ante la corte arbitral de 1977.

### Arturo Prat como espía en Buenos Aires

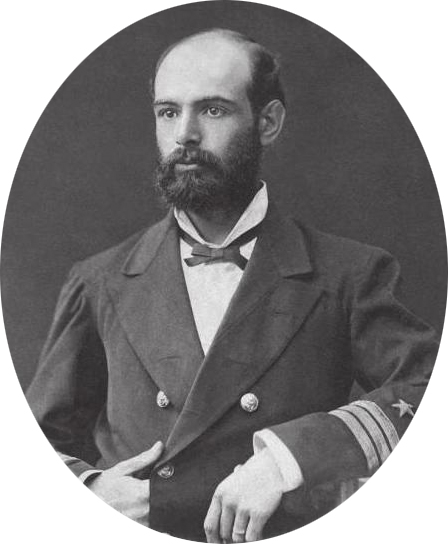
Prat con uniforme de capitán de fragata

En 1878 el hoy famoso marino chileno, Arturo Prat, es enviado a Buenos Aires como espía y constata que el ánimo del público argentino es favorable a una guerra por la Patagonia Oriental, ya que se creía llena de recursos naturales útiles.
Ascendió a capitán de fragata el 25 de septiembre de 1877. A fines del año siguiente, y a raíz de las intenciones del gobierno argentino de marcar soberanía en la Patagonia, particularmente en el río Santa Cruz, fue comisionado durante unos meses por el presidente Aníbal Pinto Garmendia para realizar servicios de inteligencia en Uruguay y Argentina.

El objeto de su viaje, me dijo su Excelencia, es saber si está dispuesto a trasladarse a Montevideo para saber lo que se haga en la República Argentina, en orden a armamentos, movimientos militares y toda clase de aprestos que revelen un carácter hostil a Chile, pues se están recibiendo continuamente telegramas alarmantes, quizás sin fundamento real y lo que se desea es saber lo que haya de positivo.

El 18 de noviembre de 1878 llegó a Montevideo, donde se presentó como abogado y escritor, y se alojó en el Hotel de la Paz. En diciembre del mismo año, dos veces visitó Buenos Aires, donde estableció contactos y se encontró brevemente con el presidente Nicolás Avellaneda. Durante su misión, entregó una serie de datos militares y navales argentinos solicitados por el gobierno chileno. Minusvaloró la potencia militar efectiva de Argentina, aduciendo factores como el impacto de la crisis económica, la gran cantidad de extranjeros y la inexperiencia de sus marineros, pero, al mismo tiempo, advirtió sobre los acelerados preparativos para la guerra. Sobre la posibilidad de un conflicto, manifestó:

No soy amigo de la guerra, pero creo también que el excesivo amor por la paz puede perjudicarnos más que la guerra misma, enervando el país y haciéndonos perder la influencia que para nuestra tranquilidad y bien de América debemos y podemos ejercer en América y que no ponemos en práctica por puro egoísmo.

La misión no fue de su agrado, por lo que solicitó su retorno a Chile tras completar lo esencial de su misión; el 28 de enero de 1879 recibió autorización para volver a Chile, y recaló en Valparaíso a mediados de febrero.

### Tratado de 1881, la base de los límites actuales

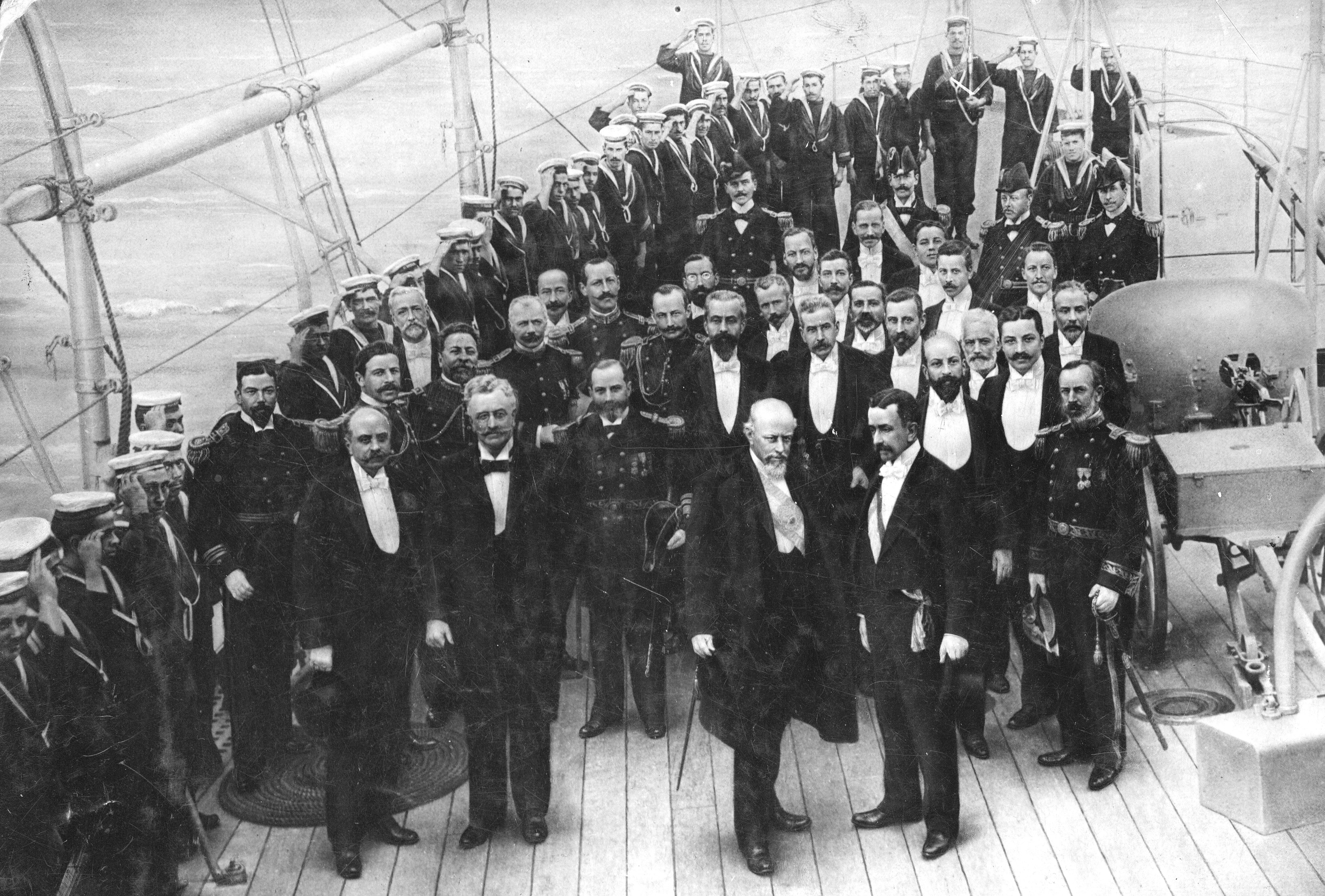
Encuentro de los Presidentes Roca y Errázuriz, cuando ocurre el abrazo del Estrecho de 1899, el cual simbolizó la aceptación de la frontera fijada en 1881, tras años de tensión fronteriza en la zona.

El tratado de límites se llevaría a cabo entre ambos países litigantes en el año 1881, con rectificaciones posteriores. Estos tratados terminaron con gran parte del litigio de la Patagonia Austral, Argentina reconoce finalmente la soberanía chilena sobre la totalidad del Estrecho de Magallanes, mientras que Chile reconoce la soberanía Argentina sobre las costas patagónicas al norte de este último y la porción oriental de la isla Grande de Tierra del Fuego. 
El Tratado fija la frontera en las cumbres más altas y la divisoria de las aguas hasta el paralelo 52°.
Chile en 1881 se encontraba luchando en la guerra del Pacífico contra Perú y Bolivia, y evitó también con el tratado que Argentina se uniera a la alianza de sus vecinos del norte.
Argentina previamente en 1878 creó la gobernación de la Patagonia, posteriormente, en 1884, se sanciona la Ley de Territorios Nacionales (ley 1532), surgiendo así los territorios patagónicos con nombres propios: Neuquén, Río Negro, Chubut, Santa Cruz y Tierra del Fuego.
Por su parte, Chile creó en 1853 el territorio de Magallanes, abarcando todo el territorio reclamado en la Patagonia Austral, siendo disminuído tras el tratado de 1881. En 1929 la subdivisión es convertida en la provincia de Magallanes.
En 1893 ambos países firman un protocolo de límites, afectando la línea fronteriza en la isla Grande de Tierra del Fuego y en 1902 se firman los pactos de Mayo con base en nuevas diferencias surgidas en base al tratado de 1881, ocurriendo un laudo limítrofe ese mismo año. Con esto se detuvo la carrera armamentista naval entre Argentina y Chile. Posteriormente siguieron surgiendo diferencias sobre el límite internacional.

## Debate jurídico-historiográfico
Durante la disputa por los límites, los manuscritos de la época hispánica, conservados en archivos y bibliotecas tanto de América como de Europa, comenzaron a circular como instrumentos de respaldo jurídico. En ese contexto, los argumentos territoriales se legitimaban a través de la capacidad para probar que existía un fundamento legal que los sustentara. Por ello, diversos autores, diplomáticos e historiadores se dedicaron con esmero a recolectar documentos, analizarlos y formular interpretaciones orientadas a respaldar los intereses de su país. El principal autor en favor de Chile fue Miguel Luis Amunátegui y el principal en favor de Argentina fue Vicente Gregorio Quesada. No obstante, muchos de esos textos oficiales eran objeto de lecturas divergentes o incluso se contradecían entre sí, generando solapamientos y disputas interpretativas.

### Argentina

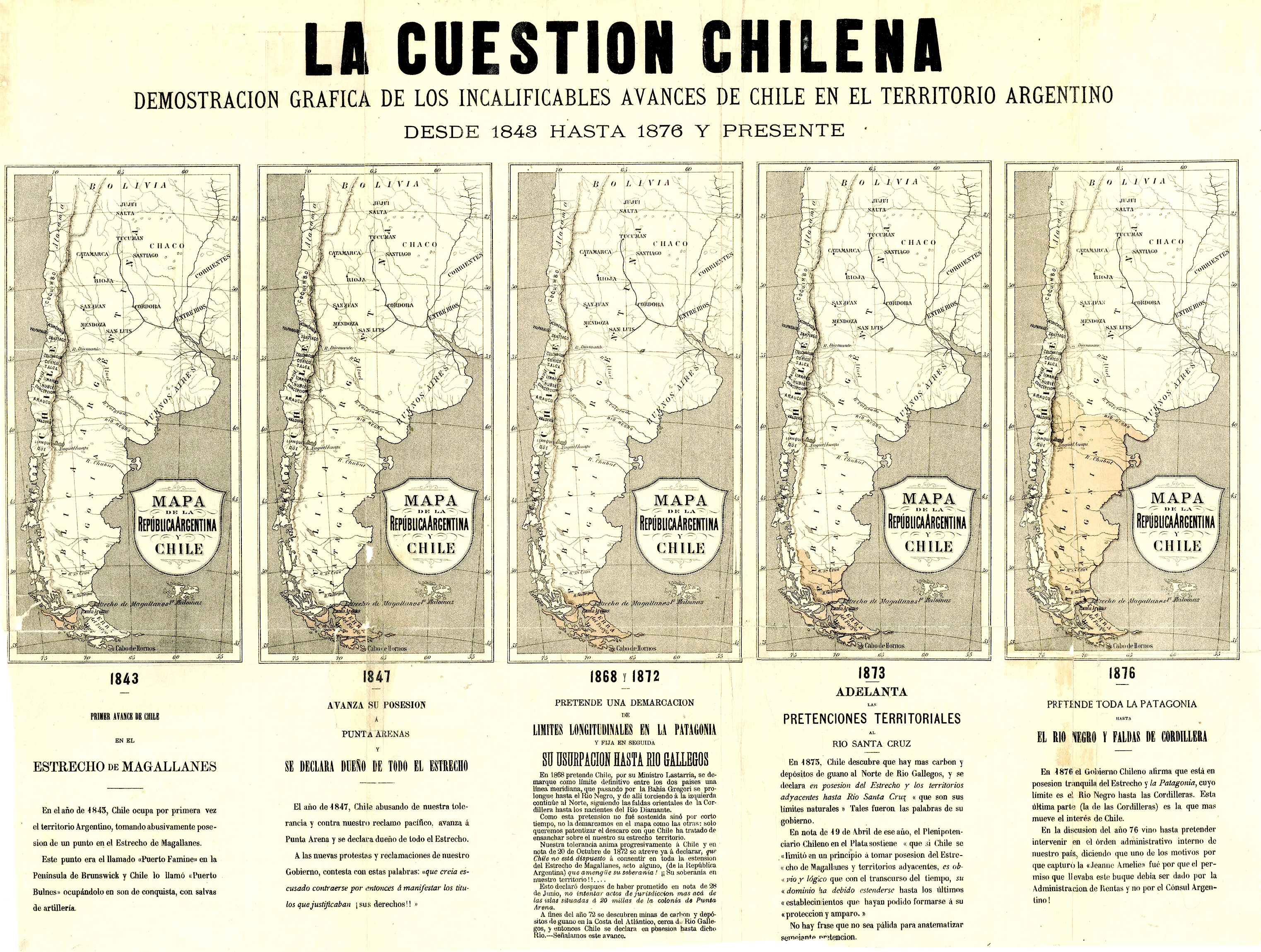
Mapas mostrando la postura argentina, considerando como una usurpación, la ocupación de la Patagonia Austral por parte de Chile.

El jurista argentino Dalmacio Vélez Sarsfield, afirmó en un momento que la Patagonia Oriental pertenecía inherentemente al corregimiento de Cuyo durante el imperio Español, región que sí fue transferida expresamente por la Corona al recién creado virreinato de la Plata, en 1776. Algo solo afirmado por él y no por los otros argentinos como Pedro de Angelis quien estipuló que la región dependía de Buenos Aires o Bernardo de Irigoyen. Según los documentos de la fundación de Mendoza, Cuyo llegaba solo hasta el río Diamante por el sur.
La Junta de Poblaciones del Reino de Chile en un auto de 20 de septiembre de 1752 señaló los límites correspondientes al corregimiento de Cuyo:

Cap. I — Primeramente empezando por lo mas oriental del Reyno que es la vasta Provincia de Cuyo que parte términos con las de Tucuman y Rio de la Plata y tierras Magallánicas y por el poniente la divide la gran cordillera nevada en virtud de lo determinado desde el dia 12 de mayo de 1745 en el capítulo 12 de la Junta General de f. 68, cuaderno primero, y en atención á la mayor necesidad y precisión que han espuesto los Señores de esta, particularmente al ilustrísimo Sr. Obispo en el suyo (...)

Domingo Faustino Sarmiento, exiliado en Chile, planteó la posibilidad de que Chile pudiese poseer la totalidad de la Patagonia diciendo: 

Quedaría por determinarse si el título del Virreinato de Buenos Aires expresa que las tierras al Sur de Mendoza, y poseídas aún por ciudadanos chilenos, entraron en la demarcación del Virreinato. De no ser así, Chile podría reclamar todo el territorio que hay entre Magallanes y las provincias de Cuyo.

El político argentino Juan Bautista Alberdi decía: 

Por ejemplo, como argentino, si yo fuese dueño indisputado de esos tres desiertos [Patagonia, Estrecho y Tierra del Fuego], los daría en su mayor parte á Chile, en el interés de mi país mismo, no porque mi país sea menos querido que Chile. Le daría gratis a Chile porque Chile lo necesita más que nosotros, pues su territorio es más chico; es más capaz de poblarlo y civilizarlo que nosotros, como lo está mostrando el hecho de explorarlos, colonizarlos, hacerlos útiles para la Humanidad en general.” (…) “El interés argentino está no en ser dueño nominal y abstracto de esos desiertos, sino en que esos desiertos dejen de serlo o se pueblen de nuestra raza civilizada, que es la de Chile, en lugar de estarlo por indígenas salvajes, que son el azote de nuestras campañas. Ocupados, poblados, civilizados, enriquecidos esos territorios, hoy desiertos y salvajes, por chilenos, que son nuestros hermanos, tendríamos vecinos ricos y civilizados, en lugar de los vecinos pobres, ladrones y salvajes que hoy tenemos.
Juan Bautista Alberdi

Posteriormente en el siglo XX, autores argentinos plantearían que todo territorio al sur del río Biobío habría pertenecido a la jurisdicción rioplatense por el mero hecho de la imposibilidad de ser ocupado por los españoles en su mayor parte.
Además hubo una controversia sobre la transcripción que hizo Vicente Quesada de la capitulación de 1534 con Pedro de Mendoza en la que cambia la palabra «hacia» del documento original por «hasta», lo que en el texto cambió el significado de «en dirección al estrecho de Magallanes» (hacia el sur sin llegar al paso) del dominio de Mendoza por «hasta el estrecho».

### Chile

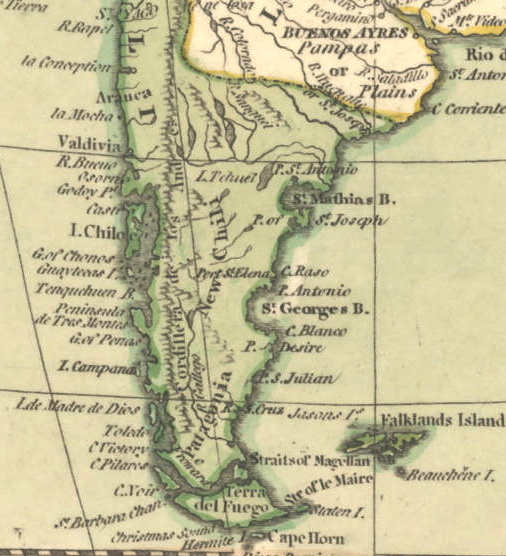
Mapa de 1808 mostrando la Patagonia completa dentro de la jurisdicción territorial chilena.

En Chile durante el siglo XIX, intelectuales como Miguel Luis Amunátegui con su libro "Historia de las Fronteras de Chile", los 20 tomos de "Historia de Chile desde la prehistoria hasta 1891", de Francisco Antonio Encina y "Estudio histórico sobre el descubrimiento y conquista de la Patagonia y de la Tierra del Fuego" de Carlos Morla Vicuña, sostuvieron que la totalidad de la Patagonia, incluyendo la Oriental, pertenecía por derecho a Chile en base a su interpretación de los documentos de la época del imperio Español.
Previamente al informe de Amunátegui sobre los derechos históricos de Chile sobre la Patagonia Oriental, en la Constitución de 1833 se define el límite en la cordillera. Bernardo O'Higgins, ya exiliado en Perú, escribe cartas hablando de un Chile biocéanico en la década de 1830. En 1843 Chile funda el fuerte Bulnes en la parte este del estrecho de Magallanes. Según Richard O. Perry, el tratado de 1856 fue interpretado por el gobierno chileno como la renuncia al límite de la Constitución de 1833 en favor de lo que Miguel Luis Amunátegui y Carlos Morla Vicuña consideraban como el límite uti possidetis iuris histórico que en base a sus interpretaciones de los documentos hispánicos. Su concepto de límite incluía toda la región patagónica dentro del "Chile Moderno", siendo el "Chile Antiguo" el Chile ya poblado.
Sin embargo, en 1872, el ministro plenipotenciario de Chile en Bolivia, Santiago Lindsay, en nota dirigida al gobierno de Bolivia con fecha 15 de julio de 1872, considera que la postura del gobierno chileno previamente ha sido la de considerar el límite oriental de Chile la cordillera de los Andes como el uti possidetis iuris de 1810, su nota decía lo siguiente:

[...] el Gobierno de Chile en notas pasadas al Sr. Bustillo, en Santiago, de palabra y de todas maneras ha declarado que no discute lo que no tiene discusión, esto es, que la frontera oriental de Chile ha sido y será siempre la más alta cumbre de la cordillera de los Andes, [...]. Lo que Chile poseía era el territorio comprendido desde el mar Pacífico hasta la Cordillera de los Andes, límite oriental de esta República, no sólo ahora después de su emancipación política, sino desde mucho antes de ese acontecimiento. [...] Los textos de geografía nacionales y extranjeros y las demás obras, que fijan los límites de Chile, le han dado uniformemente por límite oriental la cordillera de los Andes. Las distintas constituciones, que han regido a este país, han consignado también este límite, dos razones que por cierto no carecen de fuerza en el presente caso. [...] De esas instrucciones aparece clara y terminantemente que uno y otro Gobierno, como todo el mundo, ha considerado como límite oriental de Chile las cumbres de los Andes. [...] Pendientes estas ligeras desaveniencias, acaeció en este país la revolución de 1871 y con ella el establecimiento del actual régimen gubernativo. Iniciadas con este Excmo. Gobierno las negociaciones pendientes con el anterior, tampoco se hizo cuestión alguna sobre el indicado límite. [...] Sólo en 19 de setiembre de este último año aparece la cuestión hoy pendiente: hasta esta última fecha, jamás se había puesto en duda por persona ni pueblo alguno nuestro límite oriental de los Andes. [...].

Según informes británicos oficiales de Mr. Thompson de 1862, encargado de los asuntos exteriores británicos en Chile, informó a la cancillería británica de que Chile reclamaba todo el territorio ubicado al sur del río Negro y al este de los Andes, y que él pensaba que Chile tenía toda la voluntad de ejercer soberanía efectiva sobre dicho territorio fundando tres fuertes sobre la costa patagónica. En consecuencia de este informe, Alfred Green concluye en agosto de 1865 que la colonia establecida en Bahía Nueva estaba en territorio reclamado tanto por Chile como por Argentina.
Por su parte, el ministro de Relaciones Exteriores chileno, Adolfo Ibáñez Gutiérrez, declaró el 7 de abril de 1873 que consideraba el límite del uti possidetis iuris en el río Diamante en la provincia de Mendoza y el río Negro en la de Buenos Aires. Esto ya que pensó que el límite del mapa de Cano y Olmedilla de 1775 desembocaba en este último río en vez de las cercanías del Mar del Plata. Para el canciller chileno, el límite del mapa constituía el del uti possidetis iuris de 1810 con la excepción de Cuyo al ser segregado en 1776.

En mi nota del 15 de marzo he probado suficientemente que el territorio que se cuestiona entre las dos Repúblicas, es el comprendido entre el Río Negro, que forma el límite Sur de la Provincia de Buenos Aires, hasta el Cabo de Hornos

Noción que repitió el 29 de octubre de 1872 y el 28 de enero de 1874, esta última decía: 

El Diamante,[...] es el límite del Sur de las Provincias de Cuyo y el Río Negro lo es de la Provincia de Buenos Aires.

José Victorino Lastarria dijo, en la nota del 2 de mayo de 1865, dirigida al Ministro de Relaciones Exteriores de Chile, Álvaro Covarrubias Ortúzar, que:

Respecto del dominio de la Patagonia, V. S. cree que nuestros títulos al dominio de la parte austral del continente son mucho más sólidos de los que puede alegar el gobierno argentino y que, por tanto, están lejos de ser ventajosas las bases propuestas por mí. Yo adopté esas bases porque estoy persuadido que no tenemos tales títulos, pues que aún el señor Amunátegui, tratando de probar ese dominio, no emplea como medio de prueba sino puras inducciones, fundadas en la interpretación que da muy ingeniosamente a los documentos oficiales antiguos que señalaban el límite austral de Chile en el Estrecho de Magallanes. […]. Sin ceder a nadie en mi interés y amor por mi patria y sus derechos, confieso a V. S. que no me cabe género de duda sobre todo lo que acabo de expresar. De consiguiente, V. S. comprenderá que no me encuentro en situación de poder seguir adelante en mis gestiones sobre esta materia porque me expondría a contrariar las instrucciones de V. S. y a verme en el caso de no tener documentos ni siquiera razonamientos plausibles con que sostenerlos.

### Res nullius

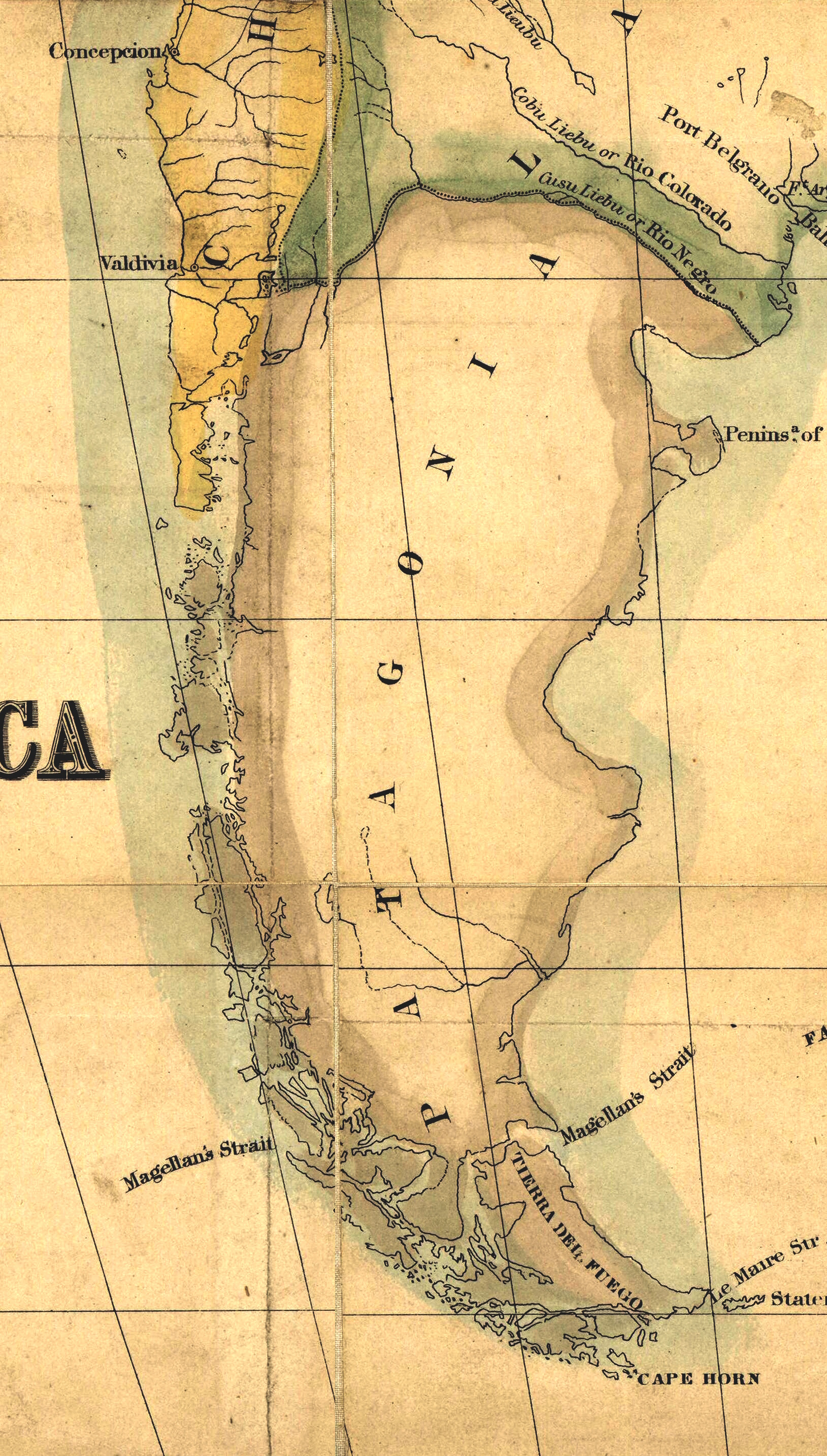
Mapa de 1854 hecho por G. Philip en el cual aparece la Patagonia por separado de Chile y Argentina.

Existe la postura que plantea que la región no le pertenecía a ninguno de los países al no estar mayormente ocupado por España y el territorio no habría estado delimitado, sin embargo, similar al caso de la Amazonía peruana, la región sí era reclamada de iure por España.
Mapas extranjeros muestran la Patagonia como res nullius, desafiando el reclamo español o posteriormente el de las repúblicas sudamericanas.